# Казахстан
Казахста́н (каз. Қазақстан / Qazaqstan, МФА: [qɑzɑqˈstɑn]о файле), устар. Казакстан, официально — Респу́блика Казахста́н (каз. Қазақстан Республикасы / Qazaqstan Respublikasy, МФА: [qɑzɑqˈstɑn respublikɑ'sɯ]о файле, аббревиатура — РК) — государство в Центральной Азии и в Восточной Европе. Население — 20,2 млн чел. (2025), площадь территории — 2 724 902 км² (занимает 9-е место в мире по территории и 62-е по численности населения).
Располагается в центре Евразии между Каспийским морем, Нижним Поволжьем, Уралом, Сибирью, Китаем и Средней Азией. Граничит на севере и западе с Россией (длина границы — 7548,1 км), на востоке — с Китаем (1782,8 км), на юге — с Кыргызстаном (1241,6 км), Узбекистаном (2351,4 км) и Туркменистаном (426 км). Общая протяжённость сухопутных границ — 13 392,6 км. Протяжённость страны с востока на запад составляет 2963 км, а с севера на юг — 1652 км. Является самой большой по территории страной мира с большинством населения тюркского происхождения. Омывается водами внутриконтинентальных Каспийского и Аральского морей (оба являются озёрами). Является крупнейшей по территории страной мира, не имеющей выхода к Мировому океану.
В административно-территориальном отношении делится на 17 областей и 3 города республиканского значения: Астана, Алма-Ата и Шымкент. Кроме того, имеется город с особым статусом, Байконур, который до 2050 года арендован Россией; общая площадь земель, арендованных Россией, составляет 85 000 км². В экономико-географическом отношении Казахстан делится на Центральный, Западный, Восточный, Северный и Южный регионы.
Согласно конституции является демократическим, светским, унитарным государством с президентской формой правления.
Казахстан — многонациональное государство с широким этнокультурным, языковым, религиозным, расовым и национальным многообразием. Согласно кратким итогам переписи 2021 года, опубликованным 1 сентября 2022 года в стране проживает: казахов — 13 497 891 чел. (70,4 % населения), русских — 2 981 946 (15,5 %), узбеков — 614 047 (3,2 %), украинцев — 387 327 (2,0 %), уйгур — 290 337 (1,5 %), немцев — 226 092 (1,2 %), татар — 218 653 (1,1 %), других этносов и не указавших национальность — 969 722 (5,1 %). 
Около 75,1 % населения исповедуют ислам, около 18,7 % исповедуют православие. Казахстан декларирует свободу вероисповедания, но религиозные лидеры, выступающие против правительства, подавляются. Human Rights Watch и другие правозащитные организации регулярно описывают ситуацию с правами человека в Казахстане как плохую.
Государственный язык — казахский — один из тюркских языков. Русский язык в стране употребляется официально наравне с казахским в государственных организациях и органах местного самоуправления.
Топливно-энергетический комплекс является ведущей отраслью экономики Казахстана. Страна входит в число крупнейших экспортёров нефти в мире. Основными нефтегазовыми месторождениями являются Тенгиз, Кашаган и Карачаганак. Кроме того, он является мировым лидером по добыче урана. Горнодобывающая промышленность играет важную роль в экономике страны. Казахстан обладает значительными запасами полезных ископаемых, включая медь, цинк, свинец, золото, хром и бокситы. По итогам 2024 года экономика Казахстана выросла на 4,8 %, что ниже показателя 2023 года (5,1 %). Основными драйверами роста стали потребительские расходы и инвестиции, особенно в жилищное строительство. Среднегодовая инфляция снизилась до 8,6 % в 2024 году по сравнению с 14,6 % в 2023 году.
С XIII века территория Казахстана входила в Монгольскую империю под властью Чингисхана; вследствие распада Золотой Орды в 1465 году образовалось Казахское ханство. Российская империя начала экспансию на Казахскую степь в XVIII веке, и к концу XIX века в состав России входила основная часть Великой степи, а также весь Западный Туркестан. После Октябрьской революции 1917 года территория несколько раз подвергалась реорганизации. 5 декабря 1936 года с принятием второй конституции СССР Казахская АССР, входившая в состав Российской СФСР, была преобразована в Казахскую Советскую Социалистическую Республику, включённую в состав Советского Союза.
10 декабря 1991 года Республика Казахстан последней из республик СССР обрела независимость. Первым президентом республики стал Нурсултан Назарбаев. В марте 2019 года он ушёл в отставку, следующим президентом стал Касым-Жомарт Токаев, победивший на выборах 9 июня 2019 года с 70,96 % голосов.
Государство входит в ООН, ВТО, ОТГ, СНГ, ШОС, Евразийский экономический союз, ОДКБ, ОБСЕ, ОИС и ТЮРКСОЙ.

## Этимология названия
Название государства происходит от самоназвания этноса — қазақ, происходящего от древнетюркского слова quzzāq (куззак), означающего «свободно перемещающийся», что отражало кочевой образ жизни населения. Элемент названия «-стан» означает «земля, место, область»; он имеет ираноязычное происхождение и широко распространён на Востоке, поэтому название «Казахстан» можно буквально перевести как «земля свободных людей». Название «казак» в 1936 году изменили на «казах», заменив последнюю букву «к» на «х», чтобы избежать путаницы между сословием казаков и народом казаков (казахов).
Впервые термин Казахстан использовался в историческом труде XVI века «Бадаи аль-Вакаи» Васифи.
Хотя традиционно речь идёт только об этнических казахах, в том числе проживающих в Китае, России, Турции, Узбекистане и других соседних странах, термин «казах» всё чаще используется для обозначения любого жителя Казахстана, в том числе и неказахов в этническом смысле. Слово является родственным слову «казак», хотя люди, которые обозначаются этими словами, этнически друг с другом никак не связаны.

## География

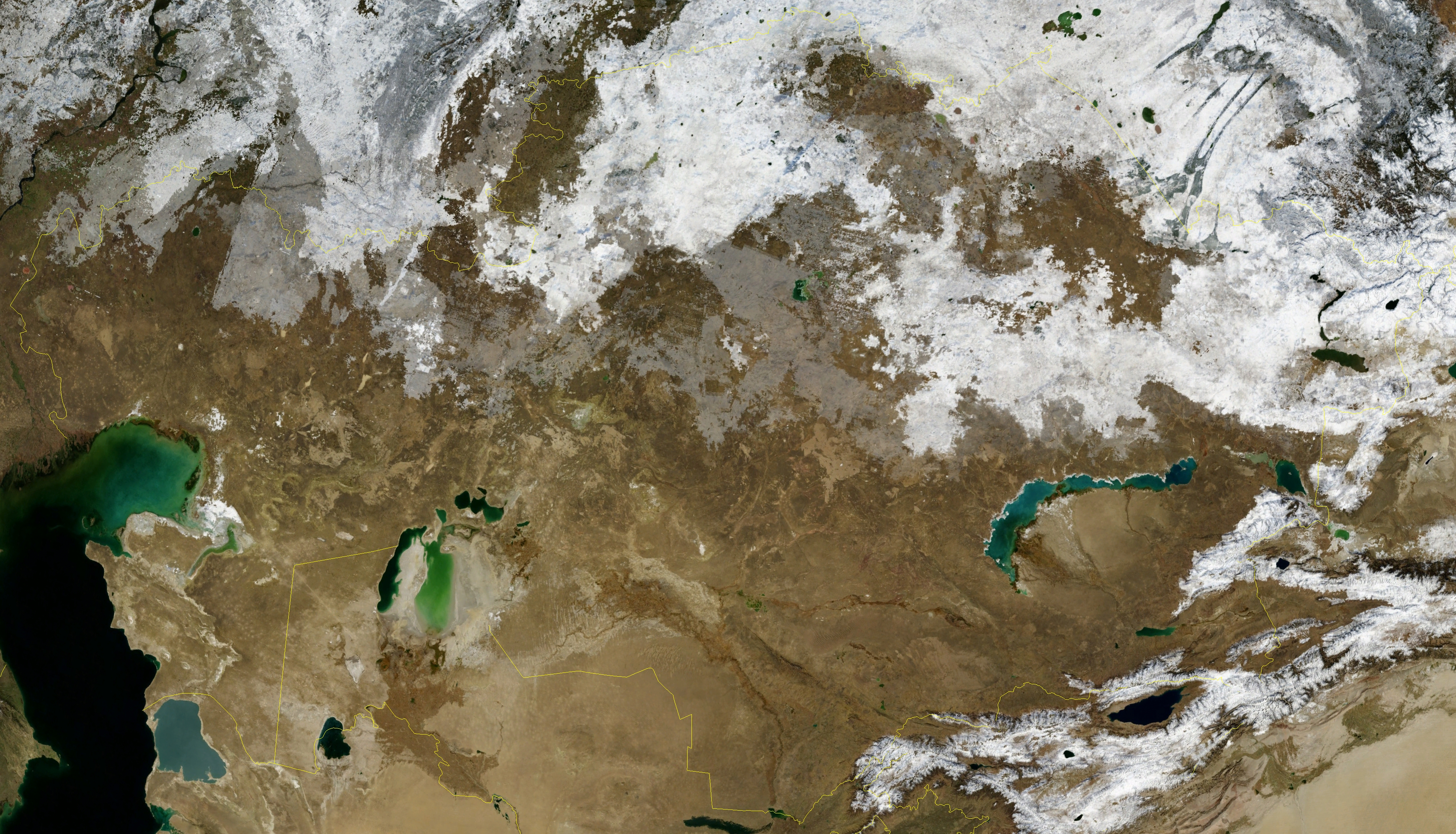
Спутниковый снимок Казахстана в ноябре 2004 года

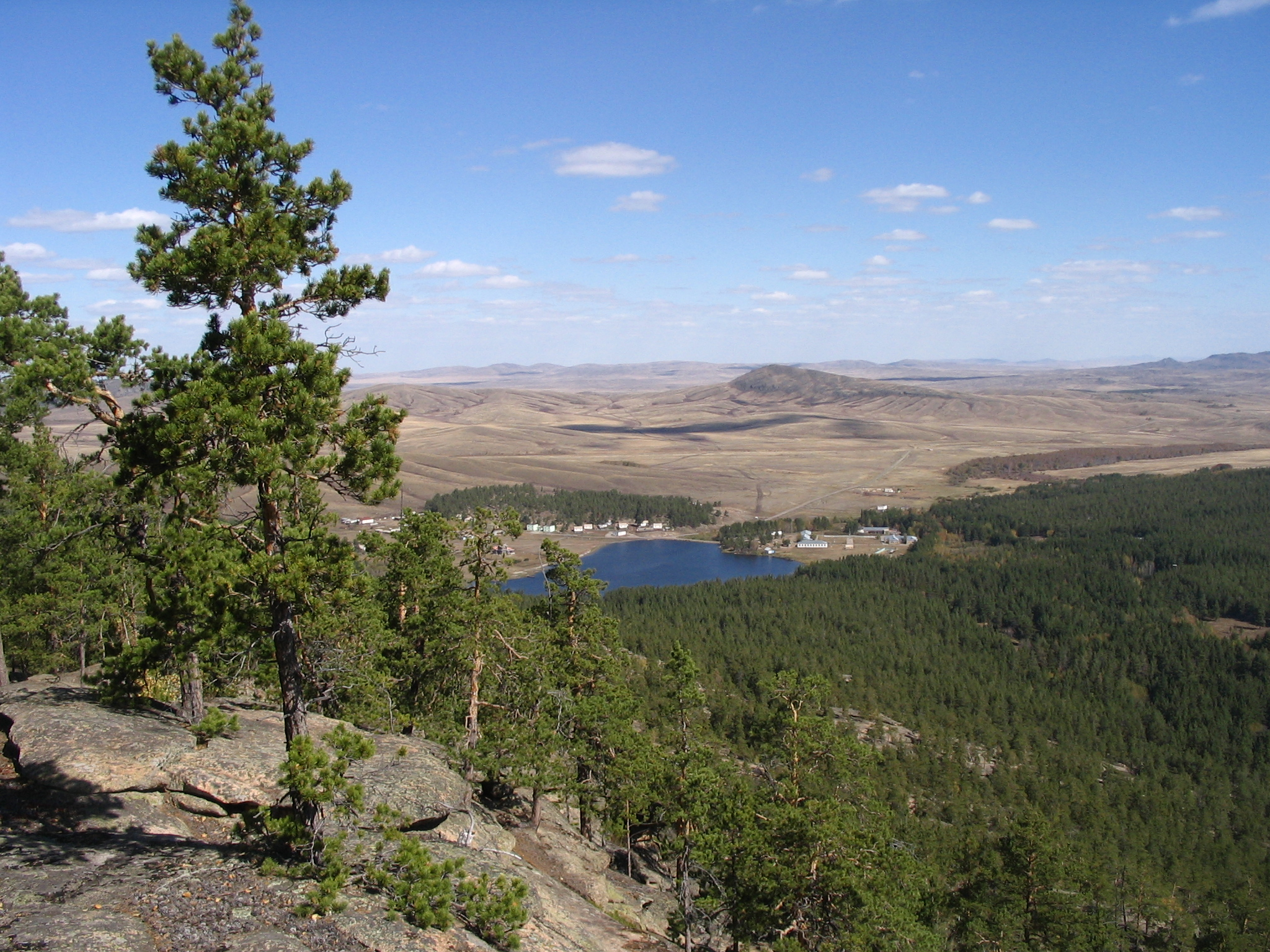
Карагандинская область

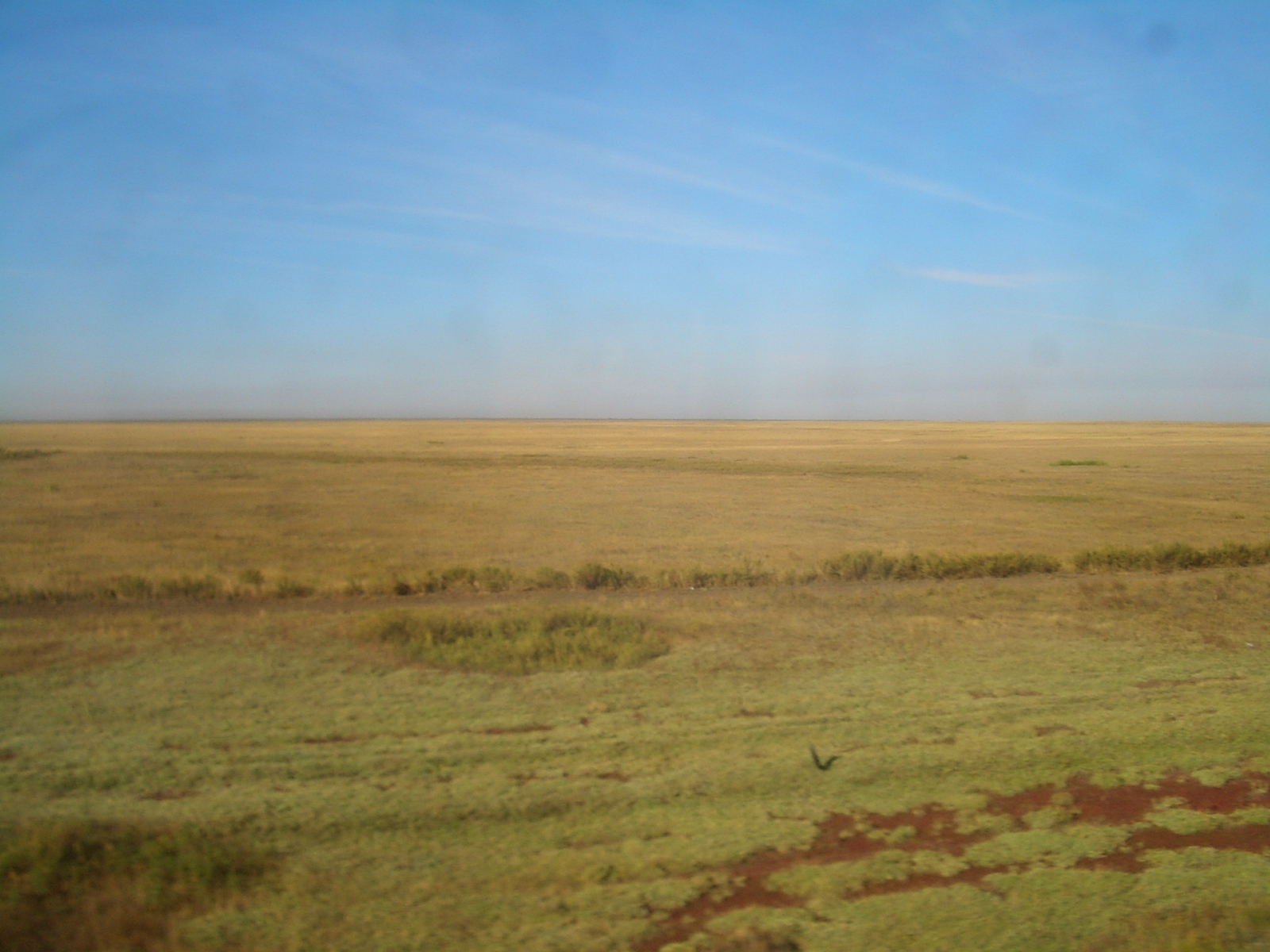
Казахская степь в Акмолинской области

Казахстан — государство, расположенное в двух частях света, через него проходит граница Европы и Азии; бо́льшая часть страны находится в Азии, меньшая — в Европе. В советских, а также в современных российских и казахстанских источниках границу Европы на её участке, проходящем через Казахстан, проводят по горам Мугоджары и реке Эмбе.
С площадью 2,7 млн км² — эквивалентной по размеру Западной Европе — Казахстан является девятой по территории страной мира и крупнейшей страной, не имеющей выхода к Мировому океану.
Граница Казахстана с Россией является самой протяжённой непрерывной сухопутной границей в мире — 6846 км, с Узбекистаном — 2203 км, с Китаем — 1533 км, с Кыргызстаном — 1051 км и с Туркменистаном — 379 км. Казахстан расположен между 46°29′37″ и 87°18′55″ восточной долготы, 40°34′07″ и 55°26′34″ северной широты.

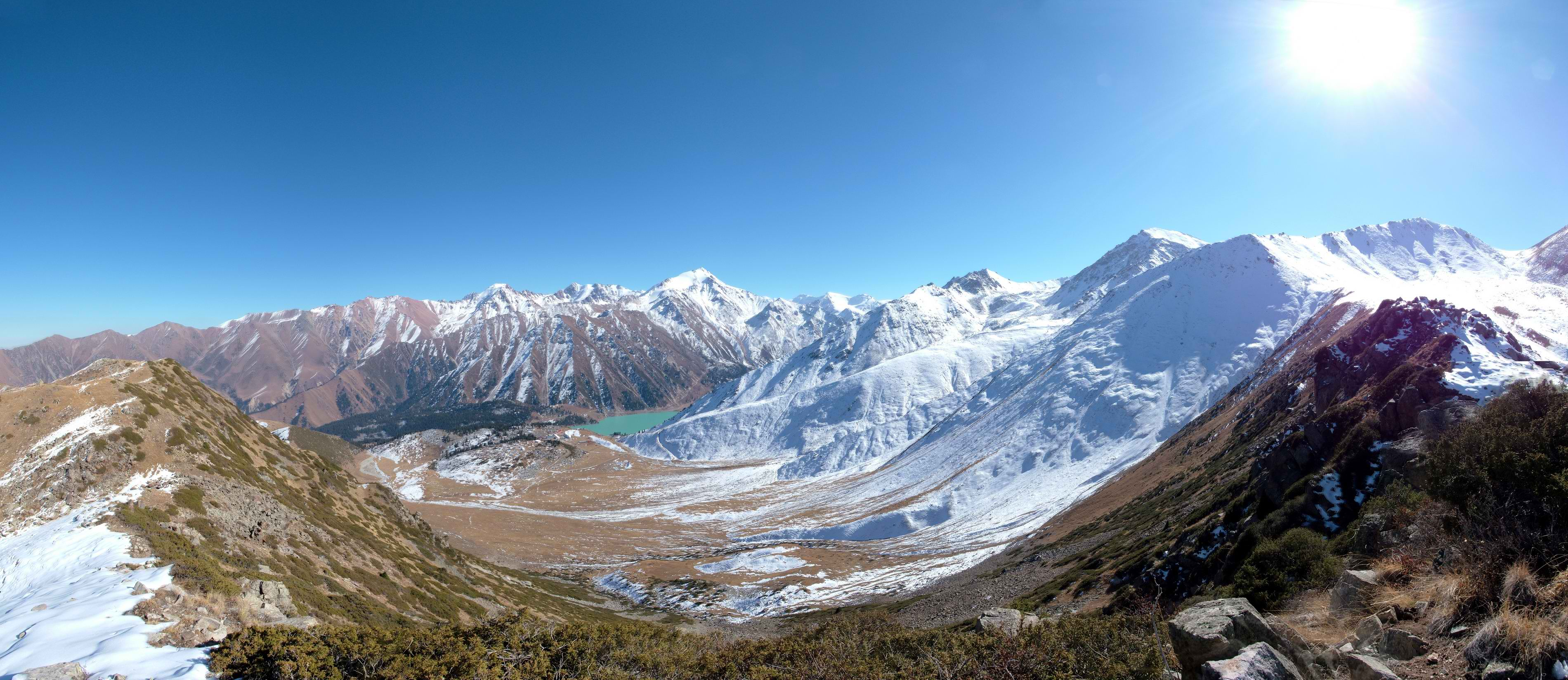
Горный район Тянь-Шаня на юго-востоке Казахстана

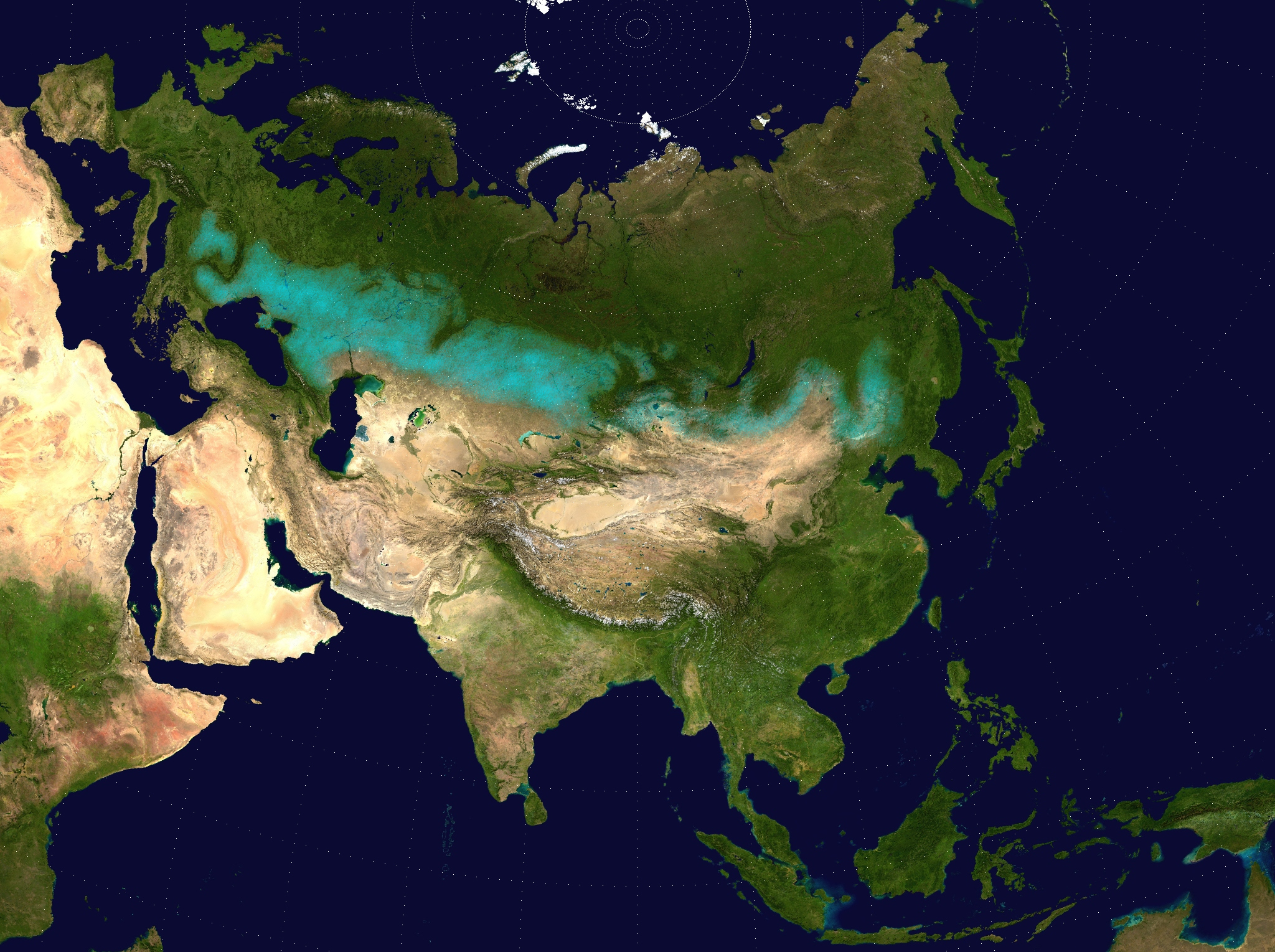
Казахская степь в части Евразийского степного пояса (на карте)

Ландшафты страны простираются с запада на восток от Каспийского моря до Алтайских гор и с севера на юг от равнин Западной Сибири до оазисов и пустынь Средней Азии. Казахская степь (равнина), площадь которой составляет около 804 500 км², занимает треть территории страны и является крупнейшим в мире сухостепным регионом. Степь характеризуется большими площадями лугопастбищных и песчаных районов.
Основные крупные водоёмы: Аральское море, озеро Балхаш и озеро Зайсан, а также реки Или, Иртыш, Ишим, Урал и Сырдарья.

### Геология

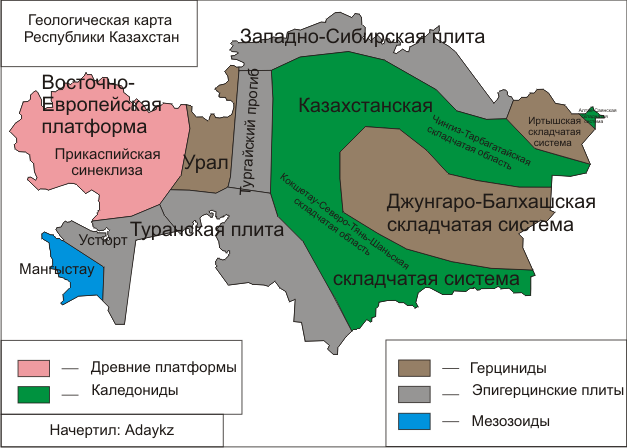
Геологическое строение Казахстана

На западе страны расположена часть Восточно-Европейской платформы, на юго-западе — складчатые сооружения Альпийского пояса, а в остальной части складчатые сооружения и эпигерцинские плиты Урало-Монгольского пояса, из-за этого часты землетрясения (см. Кеминское землетрясение, землетрясения в Алма-Ате).
Частью Восточно-Европейской платформы в Казахстане является Прикаспийская синеклиза.
Складчатые сооружения Альпийского пояса находятся на полуострове Мангышлак.
Складчатые сооружения Урало-Монгольского пояса занимают центральную, восточную и юго-восточную части страны. К ним относятся каледониды — Казахстанские и Алтае-Саянские складчатые системы; и герциниды — Джунгаро-Балхашская, Уральская и Иртышская складчатая система.

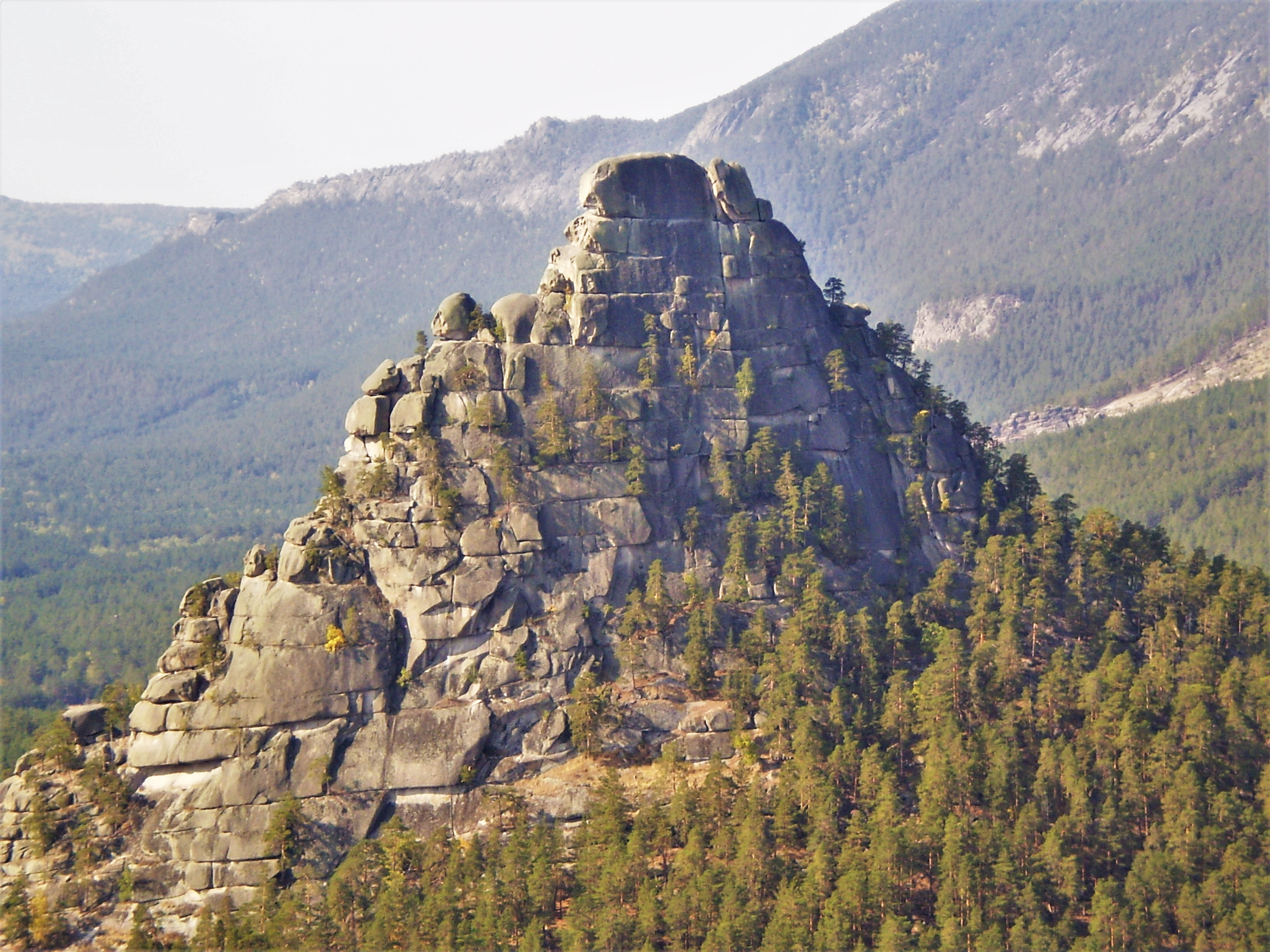
Боровое, гора «Окжетпес»

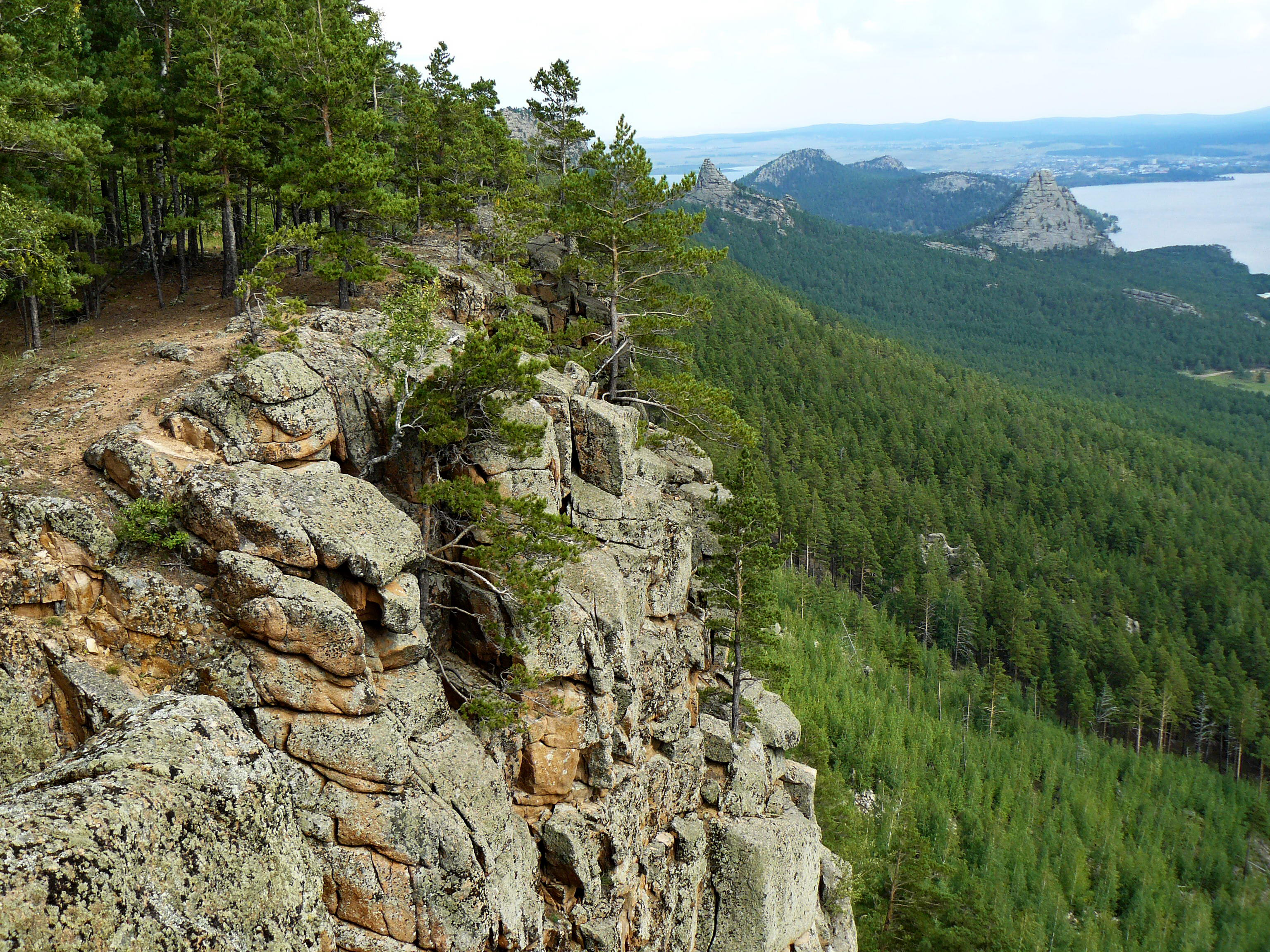
Боровое, гора Синюха

Каледонская часть рассматриваемого сооружения может быть, с позиций тектоники литосферных плит, выделена в качестве среднепалеозойского Казахстанского континента. В позднем палеозое этот континент нарастился за счёт герцинид и в конечном итоге спаялся с Евро-американским (Лавруссии) и Сибирским континентами.
Отличительной особенностью каледонской части региона является то, что гранитно-метаморфический слой земной коры в её пределах сформировался к концу ордовика, в результате таконской складчатости, что и определило появление казахстанского континента. До этого момента в течение неопротерозоя — кембрия данная область состояла из разнородных блоков и микроконтинентов, разделённых впадинами с корой океанического и переходного типов.
Эпигерцинские плиты Урало-Монгольского пояса занимают территорию от севера до юга. К ним относятся плиты Туранская и Западно-Сибирская. Две плиты разделяет Тургайский прогиб. Плиты разделяют каледониды и герциниды Урало-Монгольского пояса в Казахстане.

### Рельеф
| Природные зоны | Природные зоны | Природные зоны | Природные зоны | Природные зоны |
| -------------- | -------------- | -------------- | -------------- | -------------- |
| Пустыни        |                |                | 36 %           |                |
| Степи          |                |                | 35 %           |                |
| Полупустыни    |                |                | 18 %           |                |
| Леса           |                |                | 5,9 %          |                |

Рельеф Казахстана чрезвычайно разнообразен, но большая часть территории состоит из равнин, невысоких гор и холмов. В центральных районах страны расположен Казахский мелкосопочник, или по-казахски «Сары-Арка» (Жёлтая степь). В центре Казахского мелкосопочника, в верховьях реки Ишим находится столица — город Астана, а западнее мелкосопочника — Тургайское плато.
Вся северная часть расположена на Западно-Сибирской равнине. Чуть южнее равнины возвышаются небольшие горы Кокшетау (Синегорье).

Западная часть страны сосредоточена большей частью на Восточно-Европейской равнине, на которой находится Прикаспийская низменность и Подуральское плато. На западе Казахстана существуют также невысокие горы Мугоджары — южное продолжение Уральских гор. На полуострове Мангышлак, на 132 м ниже уровня моря, расположена впадина Карагие (Батыр). К востоку от полуострова Мангышлак простирается плато Устюрт, края которого образуют высокие уступы (чинки).

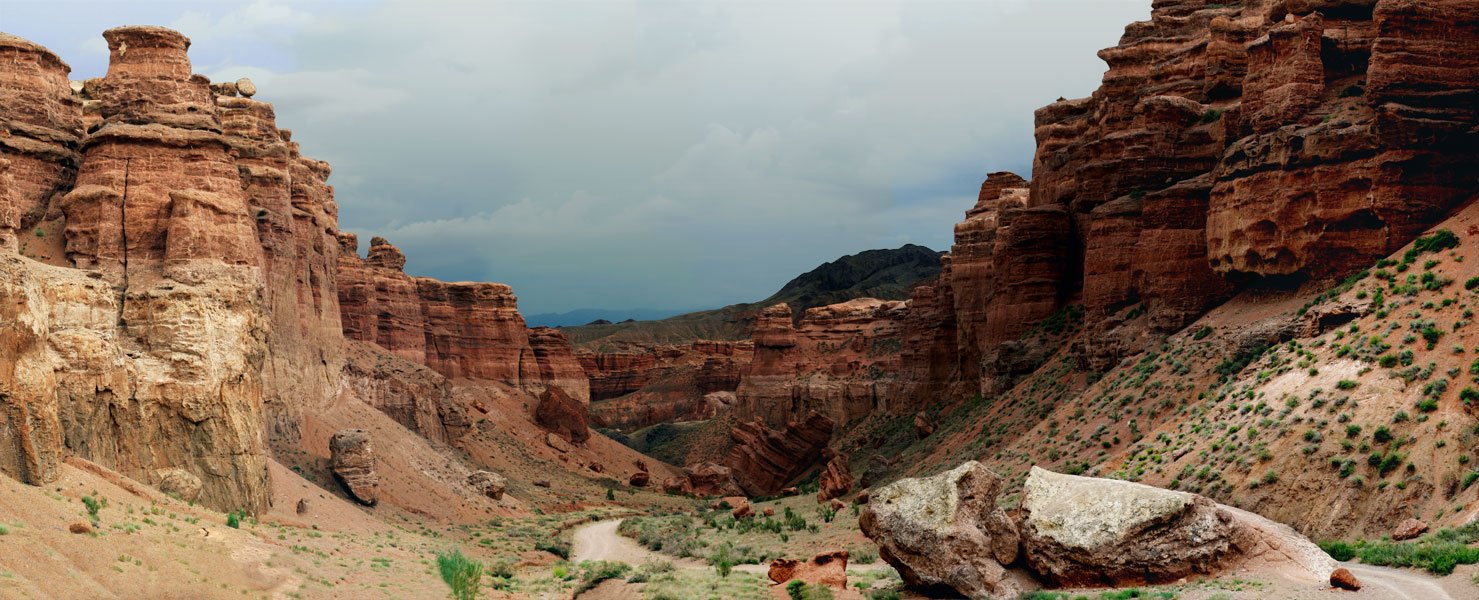
Каньон Чарын

На востоке Казахстана возвышаются горы Алтай и Тарбагатай, разделённые озером Зайсан.
От южной до восточной части Казахстана вдоль границ с Кыргызстаном и Китаем протягиваются хребты северной окраины Тянь-Шаня, достигая на стыке границ Казахстана, Кыргызстана и Китая почти 7 тыс. м над уровнем моря (пик Хан-Тенгри, 6995 м). На юго-востоке страны расположены хребты Джунгарский Алатау и Заилийский Алатау, у подножья Заилийского Алатау находится бывшая столица Казахстана и крупнейший город страны — Алма-Ата.

### Воды

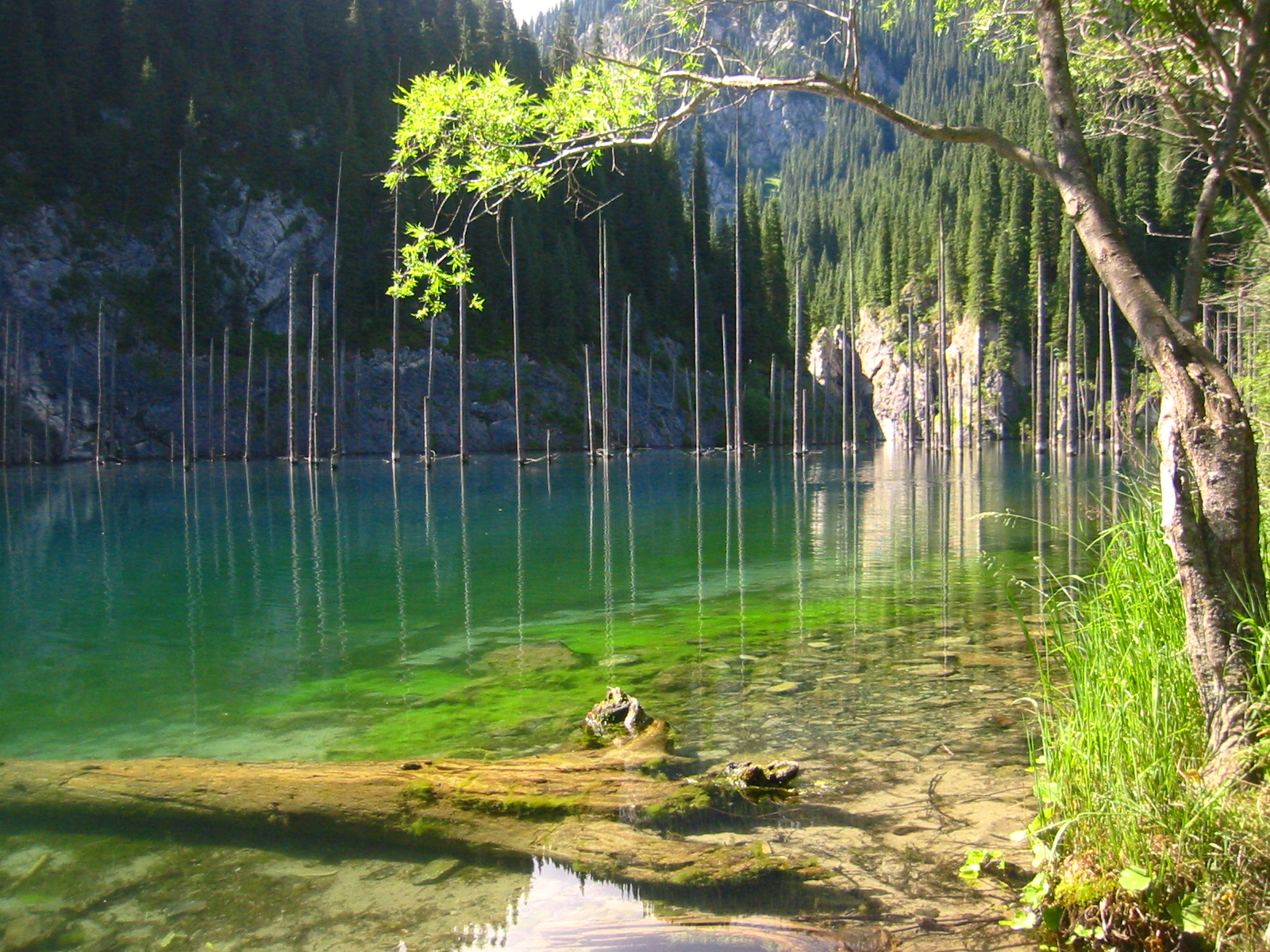
Озеро Каинды на юго-востоке Казахстана

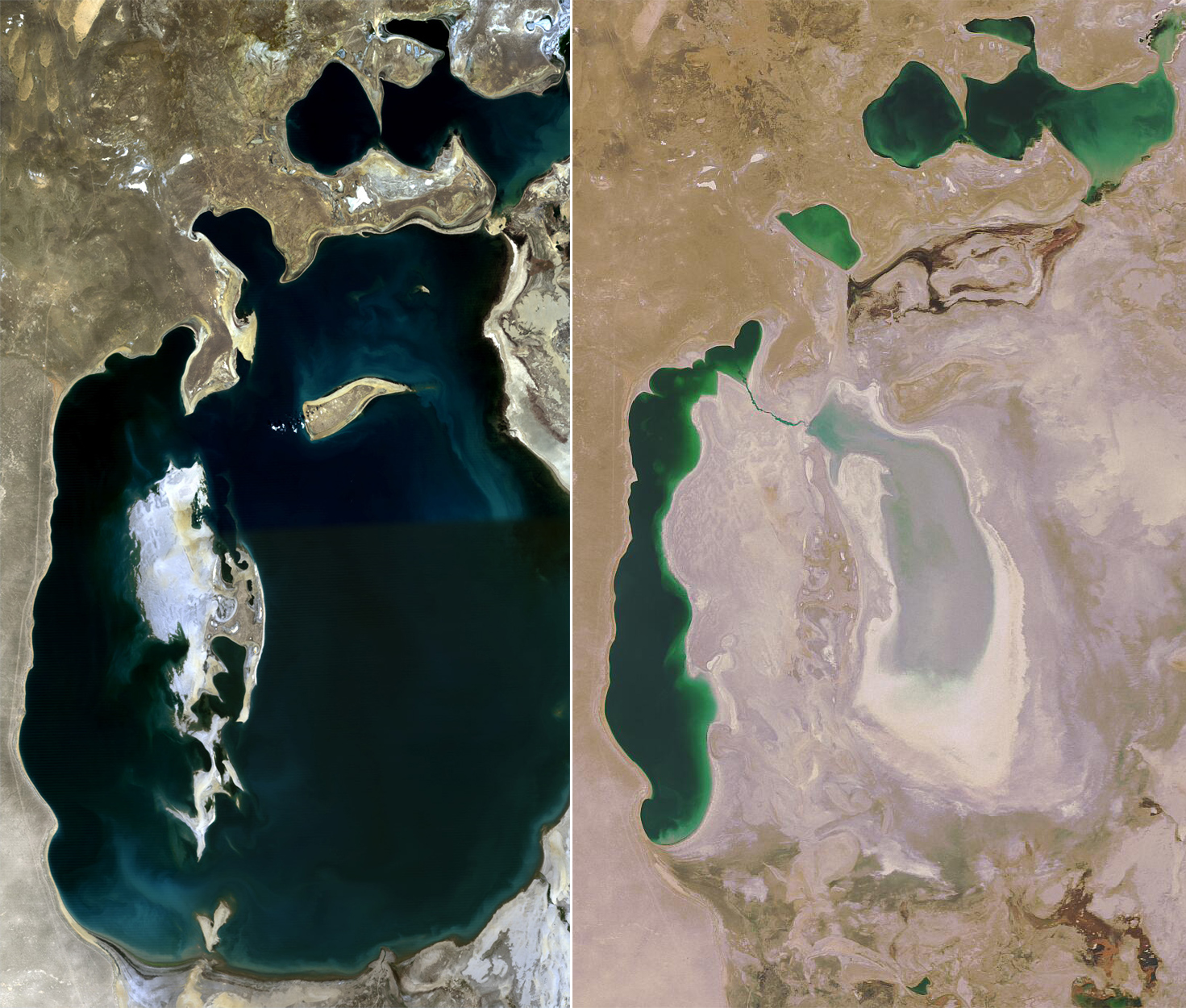
Аральское море в 1989 и 2008 годах

В Казахстане есть несколько крупных судоходных рек. Все они протекают по окраинам страны, преимущественно северным, в южной и центральной частях реки большей частью степные, часто полностью пересыхающие в разгар лета.
Самые длинные реки страны — Иртыш (4473 км, в том числе 1700 км в Казахстане), Сырдарья (2212/1400 км), Урал (2428/1100 км) и Или (1001/815 км).
Другие важные реки включают Ишим, Тобол, Эмбу, Сарысу (самая длинная безводная степная река), Чу и Нура. Иртыш и Нуру соединяет наиболее важный канал страны Иртыш — Караганда (500 км), построенный с целью водоснабжения.
Казахстан богат озёрами, особенно на севере страны. В стране насчитывается около 48 тыс. больших и малых озёр, большинство из которых солёные. Самым большим озером в стране является Каспийское море, в настоящее время занимающее около 371 тыс. км²; около четверти его акватории принадлежит Казахстану. Каспий обладает богатыми природными ресурсами, например, рыбными; здесь также обитает охраняемая каспийская нерпа.
Второе по величине озеро Казахстана — Балхаш. Его площадь составляет 18 428 км², оно простирается на 620 км в длину. Балхаш полностью принадлежит Казахстану. Одной из особенностей Балхаша является то, что это одно из редких озёр, примерно половина акватории которого является пресной, а вторая половина — солёной.
Ранее на втором месте по размеру находилось (вместо Балхаша) Аральское море, однако его акватория во второй половине XX — начале XXI века значительно сократилась. Этот процесс высыхания уже привёл к серьёзному ущербу для людей и природы. Усыхание Арала связано с тем, что в течение многих лет Узбекистан и Казахстан использовали на орошение (в первую очередь для хлопководства) большую часть стока рек Аму-Дарья и Сыр-Дарья, которые питают Арал. Усохшее Аральское море распалось на три водоёма, самый северный из них — Малое Аральское море (3300 км²) — целиком располагается в Казахстане, он питается водами Сыр-Дарьи и был отделён плотиной для предотвращения перетока воды в южную узбекистанскую часть.
Наиболее крупные водохранилища — Капчагайское, Бухтарминское и Шардаринское.

### Климат

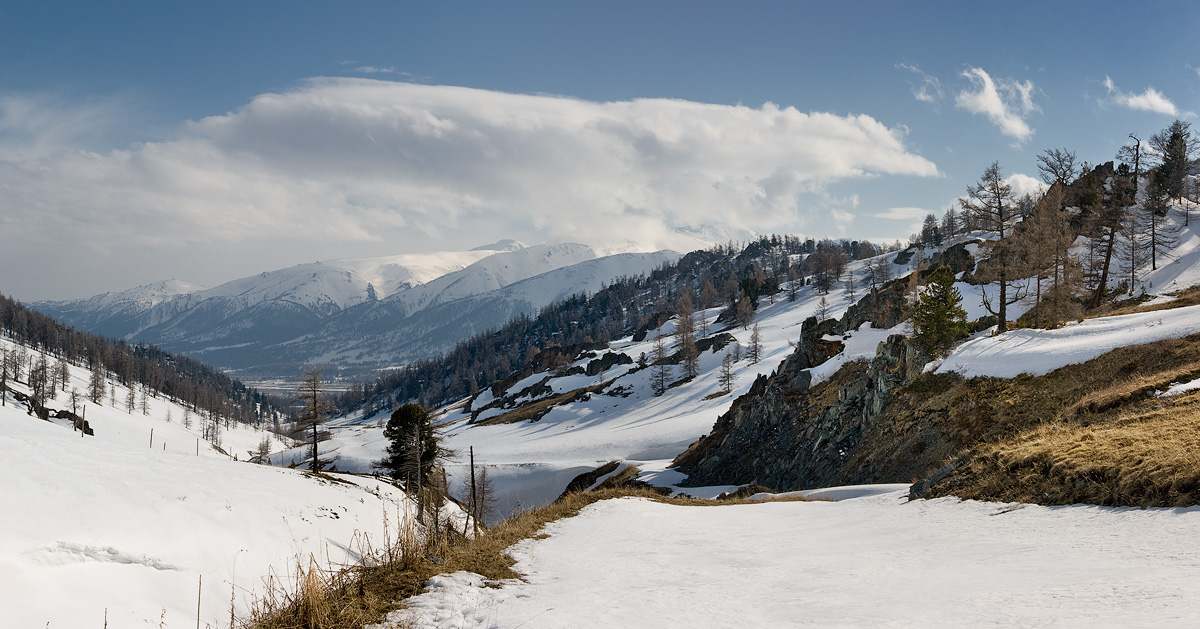
Алтайские горы в Восточном Казахстане

В Казахстане резко континентальный климат с тёплым летом и очень холодной зимой. Астана является второй самой холодной столицей в мире после Улан-Батора. Осадки варьируются между засушливыми и полузасушливыми условиями, причём зима особенно суха.
| Местоположение | Июль (°C) | Январь (°C) |
| -------------- | --------- | ----------- |
| Алма-Ата       | 30/18     | 0/−8        |
| Шымкент        | 32/17     | 4/−4        |
| Караганда      | 27/14     | −8/−17      |
| Астана         | 27/15     | −10/−18     |
| Павлодар       | 28/15     | −11/−20     |
| Актобе         | 30/15     | −8/−16      |

### Природные ресурсы
Казахстан имеет богатые запасы очень многих полезных ископаемых, как топливных, так и сырьевых. Развитие добычи нефти, природного газа и полезных ископаемых привлекло большую часть из более чем 40 млрд $ иностранных инвестиций в Казахстане с 1993 года и составляет около 57 % промышленного производства страны (или около 13 % валового внутреннего продукта). По некоторым оценкам, Казахстан имеет вторые по величине в мире запасы урана, хрома, свинца и цинка; третьи по величине запасы марганца; пятые по величине запасы меди; и входит в первую десятку по запасам угля, железа и золота. Он также является экспортёром алмазов. Наиболее значимым для экономического развития является то, что страна занимает 11-е место по величине разведанных запасов нефти и природного газа.
В общей сложности разведано 160 месторождений с более чем 2,7 млрд тонн нефти. Однако, по современным оценкам, месторождения на Каспийском побережье являются лишь малой частью гораздо более крупного месторождения. Полагают, что в этом районе можно найти 3,5 млрд тонн нефти и 2,5 млрд м³ газа. Общая оценка нефтяных месторождений Казахстана составляет 6,1 млрд тонн. При этом в стране есть только 3 нефтеперерабатывающих завода, расположенных в Атырау, Павлодаре и Шымкенте. Они не способны перерабатывать всю добываемую сырую нефть, поэтому большая её часть экспортируется в Россию. По данным Управления по энергетической информации США, в 2009 году Казахстан добывал около 1 540 000 баррелей (245 000 м³) нефти в сутки.

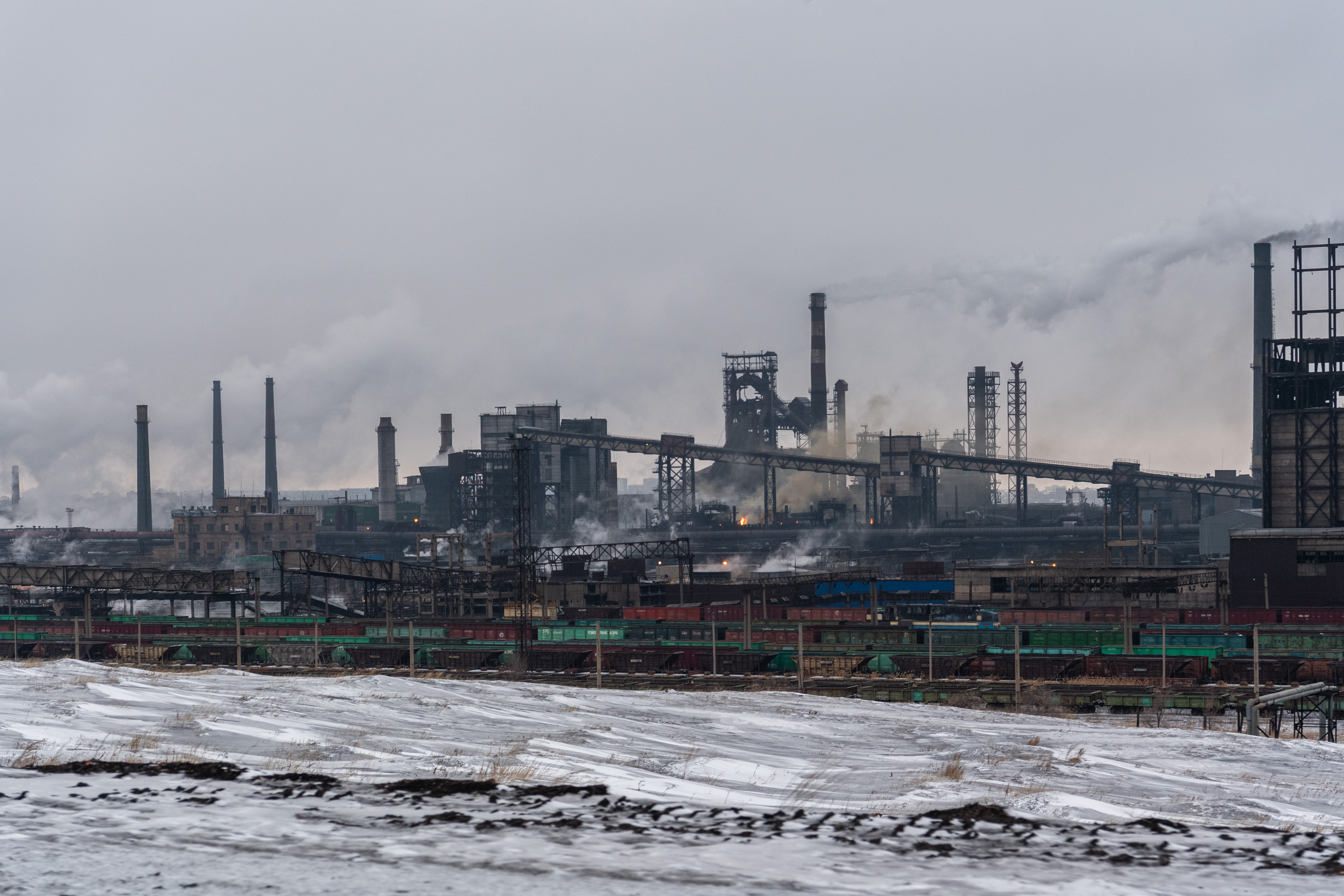
Комбинат Qarmet

Казахстан также обладает крупными месторождениями фосфоритов. Одним из крупнейших является бассейн Каратау с 650 млн тонн P2O5 и Чилисайское месторождение Актюбинского фосфоритового бассейна, расположенного на северо-западе Казахстана, с ресурсом до 500—800 млн тонн руды с 9—10 % P2O5.
17 октября 2013 года Инициатива прозрачности добывающих отраслей (ИПДО) признала Казахстан «соответствующим ИПДО», что означает, что в стране существует базовый и функциональный процесс для обеспечения регулярного раскрытия доходов от природных ресурсов.

### Почвы
В северной части республики преобладают чернозёмы. Они располагаются на увлажнённых равнинах степей. Зона распространения их находится на всей территории Северо-Казахстанской области и является основным хлебородным регионом.
Южнее чернозёмов располагаются каштановые почвы. Каштановые почвы занимают Центральный Казахстан, часть Прикаспийской низменности. Эти почвы встречаются в степной и полупустынной зоне, занимая 34 % территории страны. Содержание гумуса — 4—3 %. Подразделяются на тёмно-каштановые почвы сухой степи, умеренно сухой степи и светло-каштановые почвы полупустыни.
Южную часть территории охватывают бурые и серо-бурые почвы. Содержание гумуса мало, около 1—2 %. Эти районы используются в основном для животноводства. Земледелие возможно лишь при искусственном орошении.
В горах Западного Тянь-Шаня расположен пояс коричневых почв; в горах Тарбагатая, Западного Алтая — каштановые, тёмно-каштановые и чернозёмы. Почвы предгорий и гор занимают 12,4 % страны.
На сегодняшний день в Казахстане существует проблема эрозии почв. По данным института почвоведения РК, к эрозии склонно около 26 % почв страны. Около 52 млн га склонно в ветровой эрозии, 17 млн га — к водной эрозии почвы.

### Флора и фауна

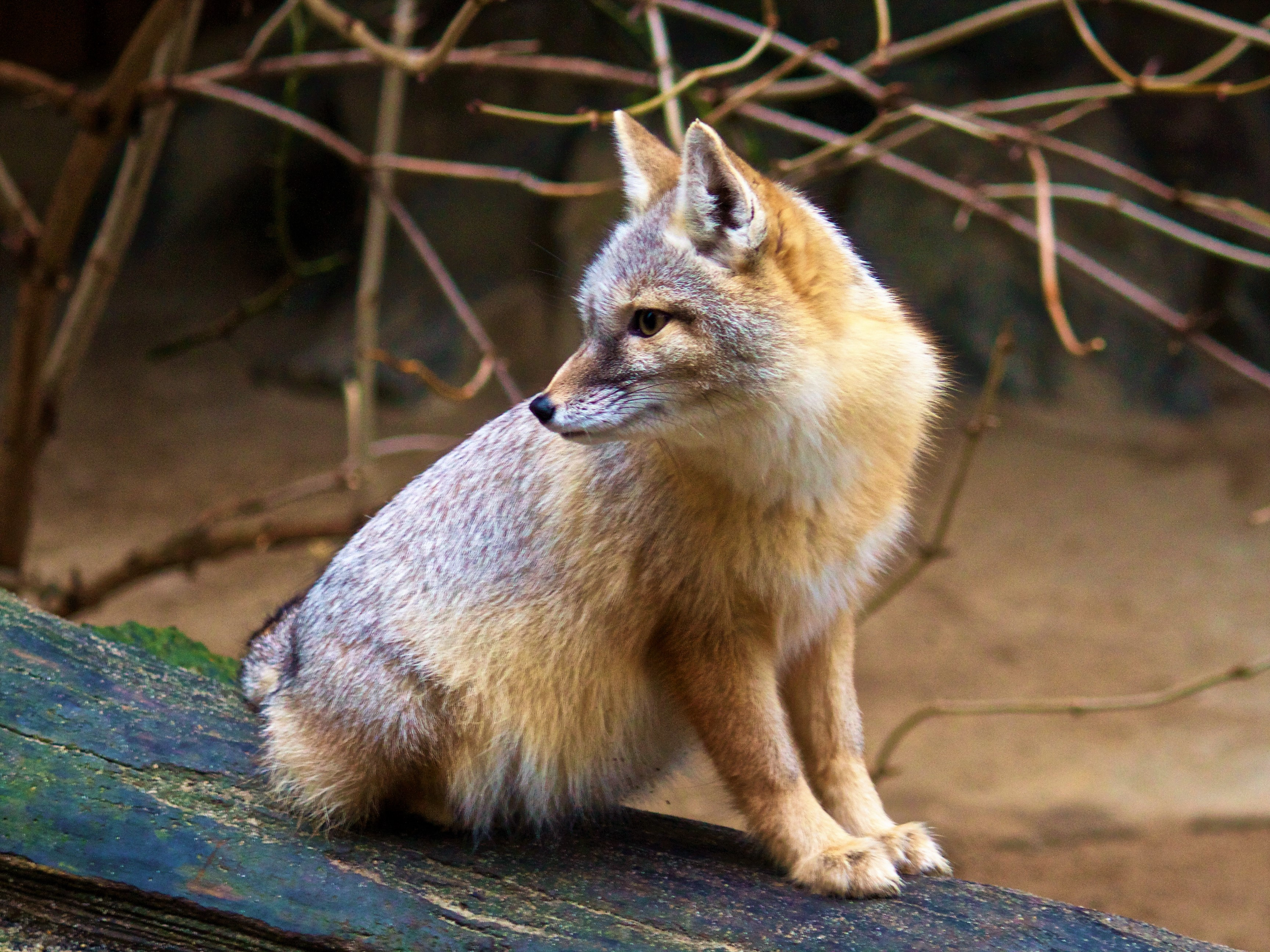
Корсак

В Казахстане есть 10 природных заповедников и 10 национальных парков, которые являются убежищем для многих редких и находящихся под угрозой исчезновения растений и животных. Распространёнными растениями являются астрагал, гусиный лук, лук, осока и остролодочник; вымирающие виды растений включают местные дикие яблони (Malus sieversii), дикий виноград (Vitis vinifera) и несколько видов диких тюльпанов (например, Tulipa greigii), и редкие виды лука Allium karataviense, а также Iris willmottiana и Tulipa kaufmanniana.
К распространённым млекопитающим относятся волк, рыжая лиса, корсак, лось, архар (самый крупный вид диких баранов), евразийская рысь, манул и ирбис, некоторые из которых находятся под охраной. По состоянию на 2016 год, в Красной книге Казахстана к охраняемым видам причислены 125 позвоночных, в том числе множество птиц и млекопитающих, и 404 растения, включая грибы, водоросли и лишайники.

### Экологическое состояние
Наибольшими проблемами Казахстана являются проблемы, связанные с изменением климата, сокращением биоразнообразия, опустыниванием, загрязнением водных ресурсов, воздуха, накоплением отходов производства и потребления. Процессам опустынивания и деградации подвержены в разной степени земли 70 % территории республики, что во многом обусловлено природными особенностями страны. Из 188,9 млн га пастбищ страны крайняя степень деградации наблюдается на 26,6 млн гектаров.
Согласно отчёту Environmental Performance Index, опубликованному в 2018 году специалистами Йельского университета, страна заняла 101-е место по экологической обстановке из 180 включённых. Другой проблемой является загрязнение воздуха: в 2018 году по чистоте воздуха Казахстан занимал 90-е место в отчёте Environmental Performance Index. Низкое место Казахстан также занимает по таким критериям, как защита окружающей среды, биологических видов под угрозой исчезновения и качеству ведения сельского хозяйства.

## История

### Древность и средневековье
Территория современного Казахстана была заселёна со времён палеолита. Древнейшие следы человеческой деятельности предположительно относят к олдованской культуре.
Скотоводство развивалось в эпоху неолита, так как климат и рельеф региона лучше всего подходит для кочевого образа жизни. Казахстанская территория была ключевой составной частью евразийского степного маршрута, прародителем сухопутного шёлкового пути. Археологи считают, что здесь люди впервые одомашнили лошадь. В последние доисторические времена Центральная Азия была заселена такими группами, как, возможно, протоиндоевропейская афанасьевская культура, более поздними ранними индоиранскими культурами, такими как андроновская, и более поздними индоиранскими культурами, такими как сакская и массагетская. Другие группы включали кочевых скифов и персидскую державу Ахеменидов на южной территории современной страны. В 329 году до н. э. Александр Македонский и его армия сражались в битве на Яксарте против скифов вдоль реки Яксартес, теперь известной как Сырдарья вдоль южной границы современного Казахстана.
Через Казахскую степь проходили маршруты Великого шёлкового пути. Города Тараз (Аулие-Ата) и Туркестан на территории современного Казахстана служили перевалочными пунктами шёлкового пути.
Средневековая государственность на территории возникла с образованием Тюркского каганата (половина VI века).
В начале XIII века земли на западе и севере современного Казахстана (восточная часть Дешт-и-Кипчака) перешли под власть старшего сына Чингисхана — Джучи, составив левое крыло Золотой Орды (Кок-Орда); территория на юге — под власть брата Джучи — Чагатая (Чагатайский улус).

### Казахское ханство
| Младший жуз | Средний жуз | Старший жуз |

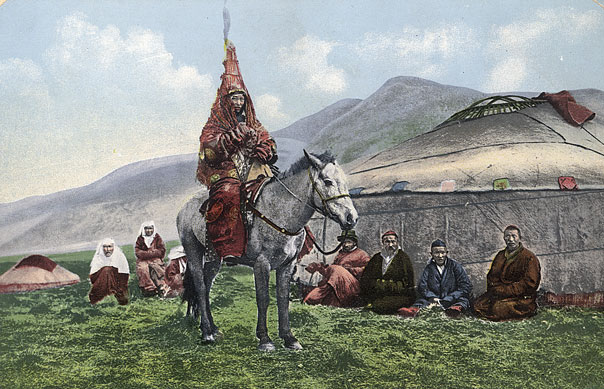
Один из вариантов традиционного казахского свадебного одеяния. В зависимости от региона, крой одежды и используемый материал мог меняться

Приблизительные площади (кочевые земли), занятые тремя казахскими жузами в начале XX века

Вследствие распада к середине XV века Улуса Джучи возник ряд самостоятельных ханств, одним из которых было
Казахское ханство, жители которого к середине XVI века называли себя казаками. К началу XVII века Казахское ханство боролось с влиянием племенного соперничества, которое фактически разделило население на Старшую, Среднюю и Малую орды (жуз) в середине XVIII века. Политическая разобщённость, соперничество племён и уменьшение значения сухопутных торговых путей между востоком и западом ослабили Казахское ханство.
В течение XVII века казахи сражались с ойратами, федерацией западно-монгольских племён, включая джунгар. Начало XVIII века ознаменовало зенит Казахского ханства. В этот период Малая орда участвовала в войне против Джунгарского ханства 1723—1730 годов, последовавшей за «великим бедствием» — вторжением на казахские территории. Под руководством Абулхаир-хана казахи одержали крупные победы над джунгарами у реки Буланты в 1726 году и в битве при Анракае в 1729 году.
Абылай-хан участвовал в наиболее значительных сражениях против джунгар с 1720-х по 1750-е годы, за что народ объявил его батыром. Казахи страдали от частых набегов на них со стороны волжских калмыков. Кокандское ханство использовало слабость Казахского ханства после джунгарских и калмыцких набегов и завоевало нынешний юго-восточный Казахстан.

### В составе Российской империи

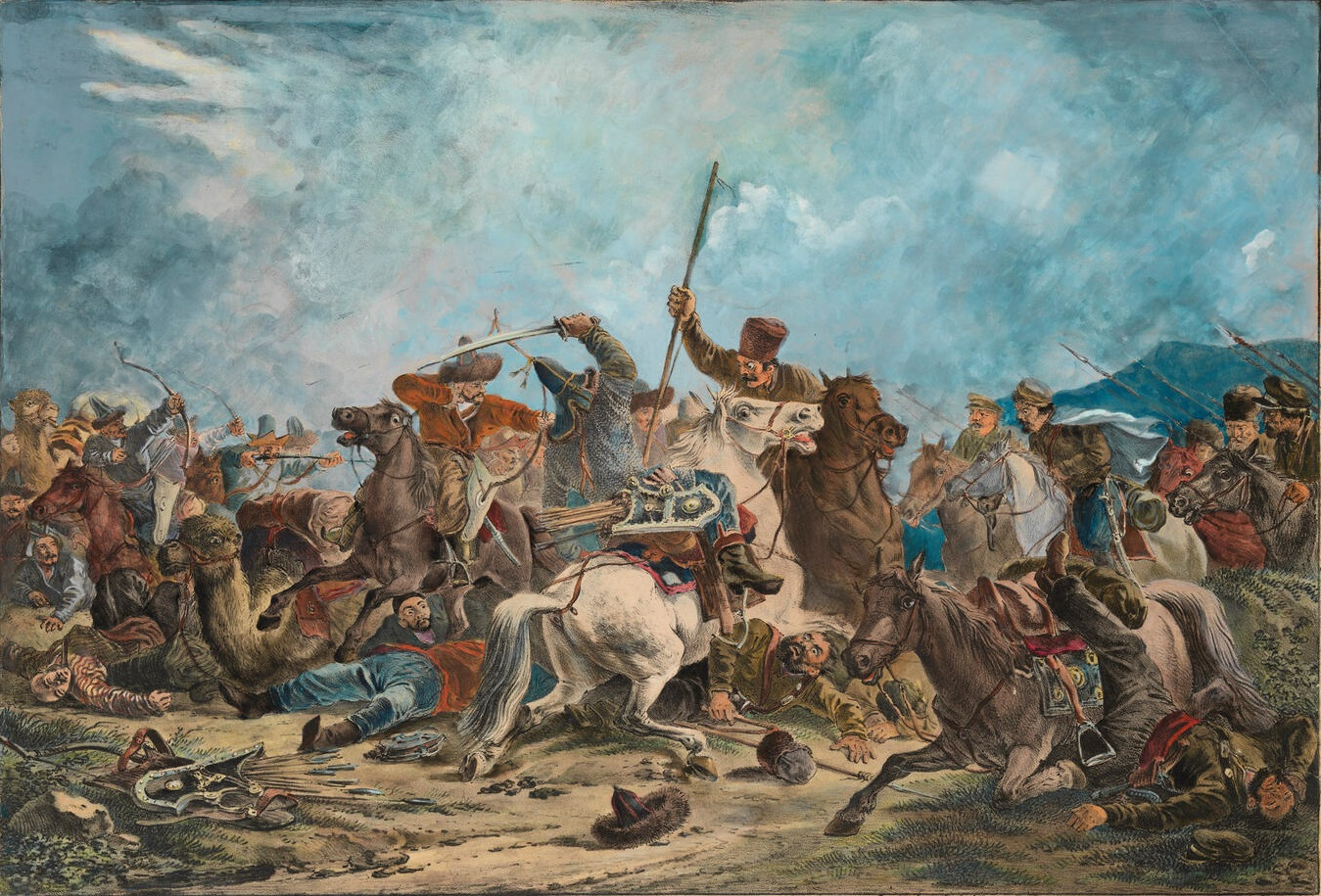
Орловский А. «Сражение между казаками и киргизами» (русские называли казахов «киргизами», киргиз-кайсаками), литография, 1826

На территории Северного и Центрального Казахстана издавна проживали кыпчакские племена, а на территории Юго-Восточного Казахстана проживали племена уйсуней. Они заложили основу становления этногенеза Старшего и Среднего жуза казахов. На территорию Прииртышья кереи и уаки прибыли в начале XIII века. Продолжалась борьба с Яркендским ханством: в 1560 г. хан Абд-ар-Рашид нанёс поражение Хак-Назару в Семиречье, но вскоре объединённое казахско-киргизское войско нанесло ответное поражение, в битве погиб и сын Абд-ар-Рашида. Однако на следующей битве на Емиле казахи были разбиты и отступили из Семиречья. Казахское войско во главе с султаном Тауекелем было разбито джунгарами и отступило к Ташкенту. Позже Российская империя начала строительство линий, состоящих из крепостей. Новая линия была выдвинута вглубь кочевий Среднего жуза до 200—250 вёрст.

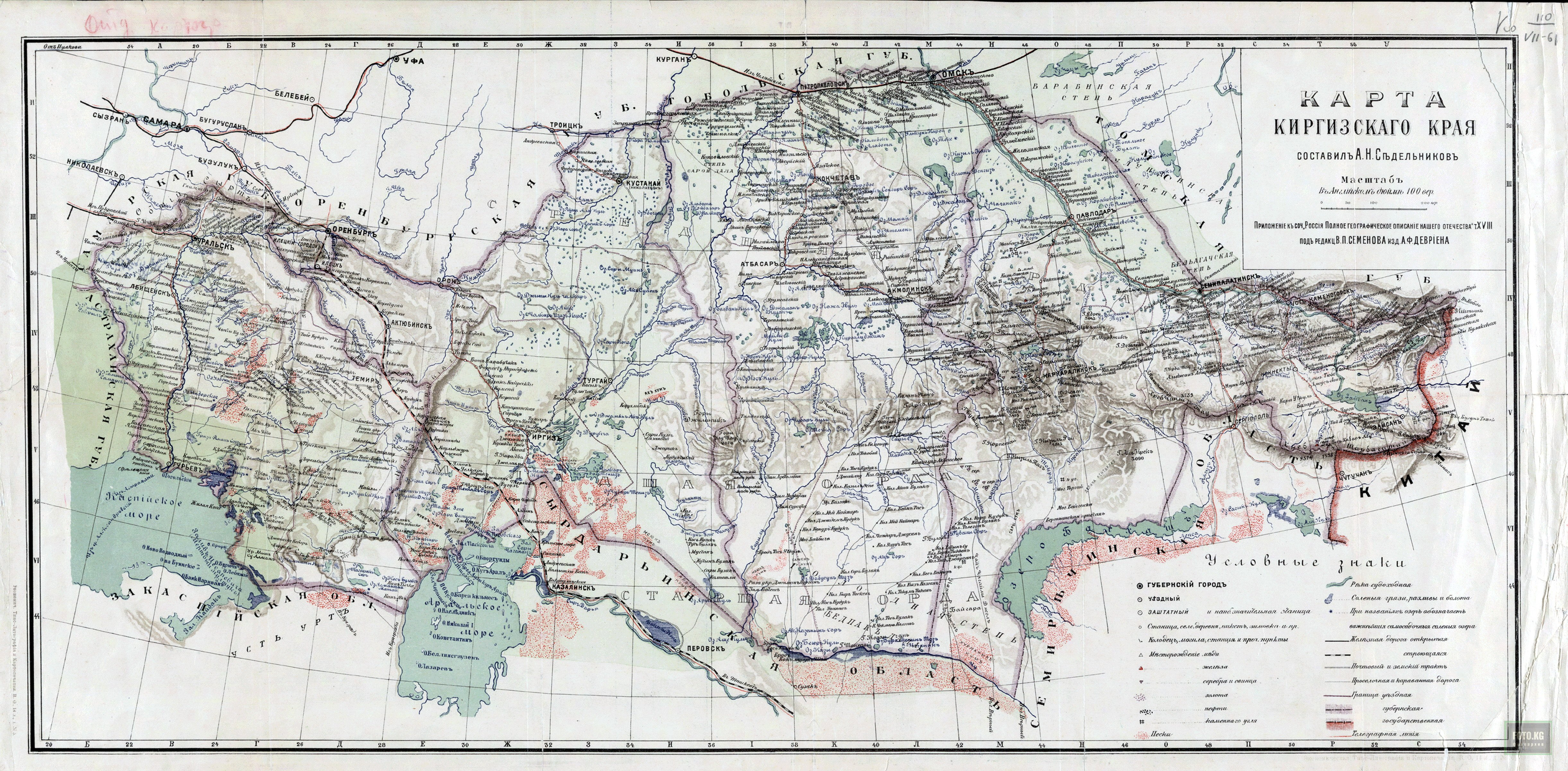
Карта Киргизского края (1903)

В первой половине XVIII века, в царствование Елизаветы Петровны, Россия построила Иртышскую линию (часть Сибирской линии), состоящую из сорока шести фортов и девяноста шести редутов, в том числе Омск (1716), Семипалатинск (1718), Павлодар (1720), Оренбург (1743) и Петропавловск (1752), чтобы предотвратить набеги казахов на занявшую русскими территорию и для дальнейшей колонизации Средней Азии. Линия охранялась казаками Сибирского линейного войска. Последние происходили от остатков отряда Ермака, поселившихся на завоёванных территориях. Главной их задачей было содержание своих отрядов в киргизской (казахской) степи.

После падения Джунгарского ханства (1755) часть казахов откочевала на север и расселилась на территории между современными Омском и Усть-Каменогорском. Проникновение казахов на север в сибирские земли было столь быстрым и массовым, что русские власти были вынуждены устроить десятивёрстную пограничную полосу вдоль Сибирской линии с целью прекратить переселение казахов в русские пределы. Однако эта мера не стала серьёзным препятствием, и потому российские власти исподволь начали дозволять казахам переходить эту линию. Казахи поселились на территории Омского уезда, значительная их часть продвигалась в южные части Тобольской и Томской губерний, на территории Тюкалинского и Тарского уездов.

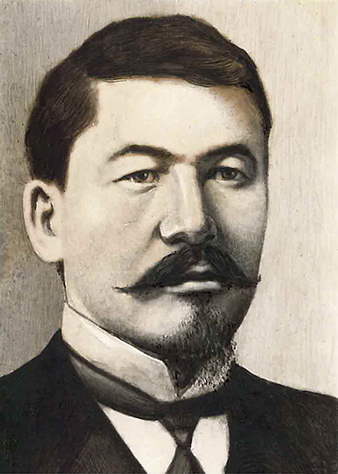
Алихан Букейханов, казахский государственный деятель, занимавший пост премьер-министра Алашской автономии с 1917 по 1920 год

В конце XVIII века казахи воспользовались восстанием Пугачёва, которое было сосредоточено на Поволжье, чтобы совершить набег на русские и поволжские немецкие поселения.
В XIX веке Российская империя продолжала расширять своё господство в Средней Азии продвигаясь далее на юг. Петербург упразднил ханскую власть в казахской степи «Уставом о Сибирских киргизах» 1822 года; последней попыткой восстановить ханство стало неуспешное восстание Кенесары Касымова (1837―1847).
С 1890-х годов всё большее число переселенцев из Российской империи начали колонизировать территорию современного Казахстана, в частности, провинцию Семиречье. Число поселенцев ещё больше увеличилось после завершения строительства Аральской железной дороги от Оренбурга до Ташкента в 1906 году. Специально созданное Миграционное управление (Переселенческое управление) в Санкт-Петербурге курировало и поощряло миграцию для расширения российского влияния в этом регионе. В течение XIX века около 400 000 русских иммигрировали в Казахстан, и около миллиона славян, немцев, евреев и других иммигрировали в регион в первой трети XX века. Василий Балабанов был администратором, ответственным за переселение в течение большей части этого времени.

### РСФСР

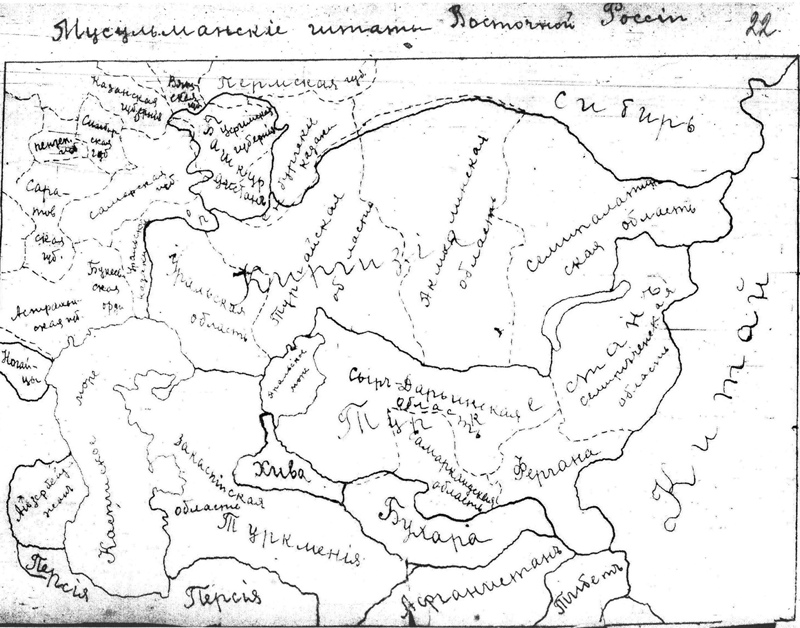
Карта Алашской автономии, составленная деятелями партии «Алаш». Хранится в фонде Государственного архива России в Москве

После Октябрьской революции в Петрограде в ноябре 1917 года казахи (тогда в России официально именовавшиеся «киргизами») пережили короткий период автономии (Алашская автономия), чтобы в конечном итоге уступить правлению большевиков. Декретом Совета Народных Комиссаров (СНК) РСФСР от 10 июля 1919 года был создан Киргизский край. 26 августа 1920 года была образована Киргизская Автономная ССР в составе РСФСР. Киргизская АССР включала территорию современного Казахстана, но её административным центром был преимущественно населённый русскими город Оренбург. Позже, в 1925 году, административный центр республики был перенесён южнее в город Ак-Мечеть, а Оренбургская губерния была выведена из состава Киргизской АССР и включена в РСФСР. В июне 1925 года Киргизская АССР была переименована в Казакскую АССР, в июле столица Ак-Мечеть — в Кзыл-Орду. С апреля 1927 года административный центр Киргизской АССР — Алма-Ата.

Станица Софийская, Талгар. 1920-е годы

Советские репрессии против традиционной элиты, наряду с насильственной коллективизацией в конце 1920-х и 1930-х годах, привели к голоду и учащённой смертности, за чем последовали беспорядки. В течение 1930-х годов некоторые представители казахской интеллигенции были казнены в рамках политических репрессий, проводимых советским правительством в Москве.

### Советский Союз

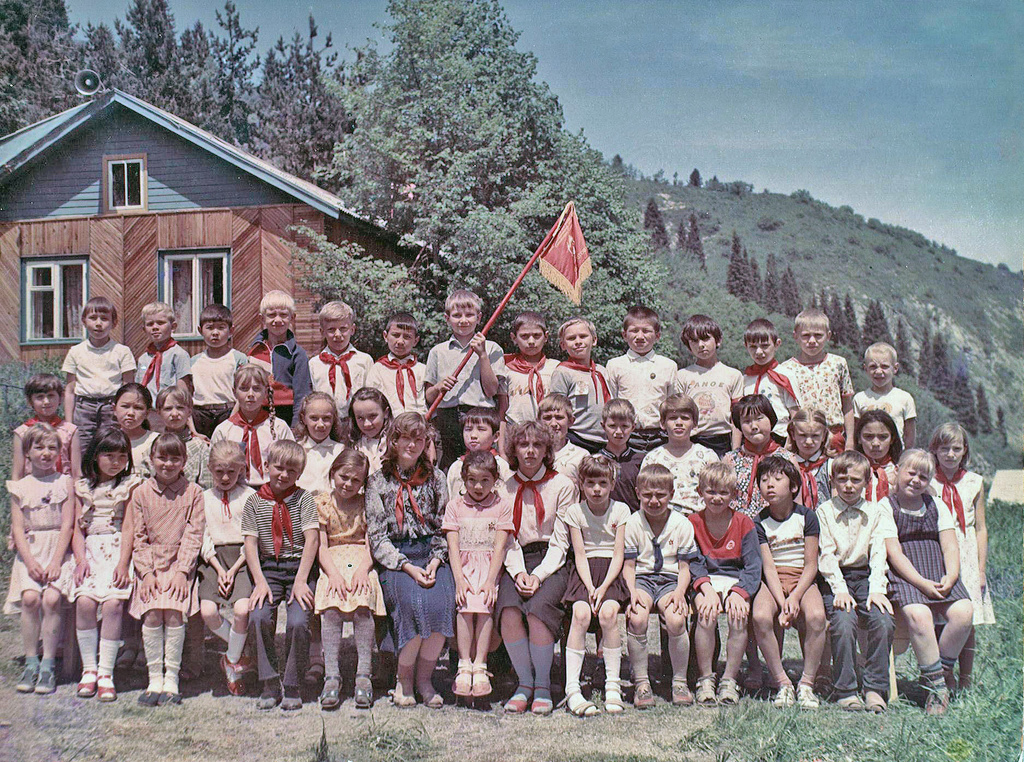
Юные пионеры в пионерском лагере Казахской ССР

5 декабря 1936 года Казахская АССР (территория которой к тому времени соответствовала территории современного Казахстана) была отделена от РСФСР и преобразована в Казахскую ССР, полноправную союзную республику СССР, одну из одиннадцати таких республик в то время, наряду с Киргизской ССР.
Республика была одним из пунктов назначения для ссыльных и осуждённых лиц, а также для нескольких массовых переселений или депортаций, инициированных центральными властями СССР в 1930-х и 1940-х годах. 400 000 поволжских немцев было депортировано из АССР Немцев Поволжья в сентябре — октябре 1941 года. Затем произошли депортации греков и крымских татар. Заключённые помещались в трудовых лагерях системы ГУЛАГ. При этом ряд крупных лагерей предназначался не для осуждённых как таковых, например, лагерь «АЛЖИР», который был зарезервирован для жён мужчин, считавшихся «врагами народа». Так существенную часть населения Казахстана стали составлять депортированные и спецпоселенцы.
Великая Отечественная война привела к интенсивной индустриализации и росту добычи полезных ископаемых в поддержку военных усилий СССР. Тем не менее к 1953 году Казахстан всё ещё имел преимущественно сельскохозяйственную экономику. В том же году советский лидер Никита Хрущёв инициировал кампанию по освоению целинных земель, призванную превратить традиционные пастбищные угодья Казахстана в крупный регион по производству зерна для Советского Союза. Политика в отношении целинных земель принесла смешанные результаты. Однако наряду с последующими модернизациями под руководством советского лидера Леонида Брежнева ускорили развитие аграрного сектора, который остаётся источником средств к существованию для значительной части населения Казахстана. К 1959 году казахи стали меньшинством в стране, составляя 30 % населения. Этнические русские составляли 43 %.

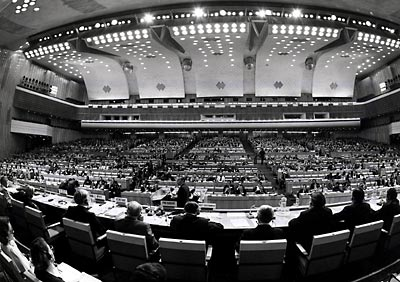
Международная конференция по первичной медико-санитарной помощи в 1978 году, известная как Алма-Атинская декларация

В 1947 году правительство СССР в рамках проекта создания атомной бомбы создало полигон для испытаний атомной бомбы недалеко от северо-восточного города Семипалатинск, где в 1949 году было проведено первое советское испытание атомной бомбы. Сотни ядерных испытаний проводились до 1989 года и имели негативные экологические и биологические последствия. Антиядерное движение в Казахстане стало главной политической силой в конце 1980-х годов. С 1995 года, совместно с США, началась масштабная работа по закрытию тоннелей и скважин, которые являлись частью инфраструктуры проведения ядерных испытаний. В 1997 году к проекту присоединилась Россия. Совместные работы были завершены в 2012 году и проект был закрыт.
В середине 1950-х годов был построен космодром Байконур, действующий до сих пор. Именно здесь 4 октября 1957 года был запущен первый в мире искусственный спутник Земли. Следующей вехой стал первый пилотируемый космический полёт Юрия Гагарина 12 апреля 1961 года.
В декабре 1986 года в Алма-Ате прошли массовые демонстрации молодых этнических казахов, позже названные Желтоксанским восстанием, в знак протеста против замены первого секретаря ЦК Компартии Казахской ССР Динмухамеда Кунаева на Геннадия Колбина из РСФСР. Правительственные войска подавили беспорядки, несколько человек были убиты, а многие демонстранты были заключены в тюрьмы.

### Независимость

Монумент независимости, площадь Республики, Алма-Ата

25 октября 1990 года Казахская ССР провозгласила суверенитет на своей территории как республика в составе СССР. После неудавшейся попытки государственного переворота в Москве в августе 1991 года, Казахская ССР 10 декабря изменила своё официальное название на «Республика Казахстан», а 16 декабря 1991 года Казахстан объявил независимость, став таким образом последней союзной республикой, провозгласившей независимость. Девять дней спустя сам Советский Союз прекратил своё существование.
Лидер казахстанской коммунистической эпохи Нурсултан Назарбаев стал первым президентом страны, который, по мнению некоторых источников, правил авторитарно. Акцент был сделан на преобразовании экономики страны в рыночную экономику, в то время как политические реформы отставали от достижений в экономике. К 2006 году Казахстан генерировал 60 % ВВП Средней Азии, в основном за счёт своей нефтяной промышленности.
В 1997 году правительство перенесло столицу в Акмолу (в 1998 году переименованную в Астану, 23 марта 2019 года — в Нур-Султан, а 17 сентября 2022 года снова в Астану) из Алма-Аты, крупнейшего города Казахстана, где она находилась с 1927 года по 1997 год.
20 марта 2019 года первый президент Казахстана Нурсултан Назарбаев ушёл в отставку после почти 30 лет управления страной.
2 января 2022 года, после внезапного резкого повышения цен на сжиженный газ в стране начались беспорядки. 6 января президент Казахстана Касым-Жомарт Токаев обратился к Организации договора о коллективной безопасностии за помощью в подавлении протестов, после чего началась операция стран-участниц организации в Казахстане. 11 января Токаев охарактеризовал случившееся как попытку государственного переворота. Впоследствии события января 2022 года стали толчком к началу реформ в стране и переходу к режиму «Второй республики».Госсекретарь Казахстана Ерлан Карин разъяснил понятие «Второй республики», построение которой займёт около года и будет включать в себя всесторонние реформы.
29 апреля 2022 года президент Казахстана Касым-Жомарт Токаев на сессии Ассамблеи народа Казахстана предложил провести референдум о поправках к Конституции страны, которые предусматривают исключение из Конституции статуса елбасы («лидера нации»), а также лишение первого президента страны Нурсултана Назарбаева большинства привилегий. Кроме того, поправками предусматривается переход от суперпрезидентской формы госуправления к президентской республике с сильным парламентом, воссоздание Конституционного суда. Реформы, нацеленные на построение второй республики, включили в себя либерализацию партийного и выборного законодательства (в том числе снижение числа подписей для регистрации партий).

## Население

Демографическая пирамида Казахстана на 2020 год

Распределение этнических групп в Средней Азии, 1992 год

В Международной базе данных Бюро переписей США численность населения Казахстана составляла 18,9 миллиона человек (июль 2019 года), в то время как в источниках ООН оценка, по состоянию на 2019 год, составляла 18 551 427 человек. Согласно официальной оценке, по состоянию на 1 января 2025 года население составляло 20 286 084 человека, в том числе городского — 12 774 743 человек, сельского — 7 511 341 человек.
Оценка численности населения 2009 года на 6,8 % превышает число, о котором сообщалось в ходе последней переписи с января 1999 года. Сокращение численности, начавшееся после 1989 года, было остановлено и, возможно, обращено вспять. Мужчины и женщины составляют 48,3 % и 51,7 % населения, соответственно.
Страна занимает 62-е место в списке стран по численности населения. Средняя плотность — 7,26 чел./км² (184-е место).

### Этнический состав
Согласно кратким итогам переписи 2021 года, опубликованным 1 сентября 2022 года: казахов — 13 497 891 чел. (70,4 % населения), русских — 2 981 946 (15,5 %), узбеков — 614 047 (3,2 %), украинцев — 387 327 (2,0 %), уйгур — 290 337 (1,5 %), немцев — 226 092 (1,2 %), татар — 218 653 (1,1 %), других этносов и не указавших национальность — 969 722 (5,1 %). Некоторые меньшинства, такие как украинцы, корейцы, поволжские немцы, чеченцы, турки-месхетинцы и политические противники режима были депортированы в Казахстан в 1930-х и 1940-х годах Иосифом Сталиным. В стране существовали некоторые из крупнейших советских исправительно-трудовых лагерей.
Значительная российская иммиграция была также связана с целинной кампанией и советской космической программой в эпоху Никиты Хрущёва. В 1989 году этнические русские составляли 37,8 % населения, а казахи составляли большинство лишь в 7 из 20 регионов страны. До 1991 года насчитывалось около 1 миллиона немцев, преимущественно потомки поволжских, депортированных в страну во время Второй мировой войны. После распада Советского Союза большая их часть эмигрировала в Германию. Большинство членов греческого меньшинства эмигрировало в Грецию.
С 1990-х годов происходит непрерывная эмиграция многих русских, немцев, украинцев и представителей других народов. В то же время наблюдается активная иммиграция этнических казахов в Казахстан из Узбекистана, Китая, Монголии, России, Туркменистана, Турции и других стран. Указанные обстоятельства вкупе с высокой рождаемостью среди казахов сделали их самым большим этносом в стране.
| Этническая группа | перепись 1926 | перепись 1926 | перепись 1970 | перепись 1970 | перепись 1989 | перепись 1989 | перепись 1999 | перепись 1999 | перепись 2009 | перепись 2009 | перепись 2021 | перепись 2021 |
| Этническая группа | Числен- ность | %             | Числен- ность | %             | Числен- ность | %             | Числен- ность | %             | Числен- ность | %             | Числен- ность | %             |
| ----------------- | ------------- | ------------- | ------------- | ------------- | ------------- | ------------- | ------------- | ------------- | ------------- | ------------- | ------------- | ------------- |
| Казахи            | 3 627 612     | 58,5          | 4 161 164     | 32,4          | 6 534 616     | 39,7          | 8 011 452     | 53,5          | 10 096 763    | 63,1          | 13 497 891    | 70,4          |
| Русские           | 1 275 055     | 20,6          | 5 499 826     | 42,8          | 6 227 549     | 37,8          | 4 480 675     | 29,9          | 3 793 764     | 23,7          | 2 981 946     | 15,5          |
| Узбеки            | 129 407       | 2,1           | 207 514       | 1,6           | 332 017       | 2             | 370 765       | 2,5           | 456 997       | 2,8           | 614 047       | 3,2           |
| Украинцы          | 860 201       | 13,9          | 930 158       | 7,2           | 896 240       | 5,4           | 547 065       | 3,7           | 333 031       | 2,1           | 387 327       | 2,0           |
| Немцы             | 51 094        | 0,8           | 839 649       | 6,5           | 957 518       | 5,8           | 353 462       | 2,4           | 178 409       | 1,1           | 226 092       | 1,2           |

### Языки
Согласно действующей конституции, статус государственного закреплён за казахским языком, а русский язык «официально употребляется в государственных организациях и органах местного самоуправления наравне с казахским» (Статья 7 Конституции). Казахский язык (входящий в семью тюркских языков кыпчаков) понимают 83,1 % населения, в то время как русский язык знают большинство казахстанцев и обычно используется в деловом, правительственном и межэтническом общении, хотя казахский язык постепенно вытесняет его. Языки меньшинств, распространённые в стране, включают узбекский, украинский, уйгурский, киргизский и татарский.
Правительство объявило в январе 2015 года, что латинский алфавит заменит кириллицу как систему письма для казахского языка к 2025 году.
В 2017—2018 учебном году из 3 миллионов учащихся школ республики 2 миллиона обучались на казахском языке, 900 тысяч — на русском, 100 тысяч на других языках. В своей речи об отставке Назарбаев в 2019 году предсказал, что в будущем народ Казахстана будет говорить на трёх языках (казахском, русском и английском).
С 2022 года, после начала вторжения России на Украину, возникли языковой вопрос и вопрос отношение коренного населения страны (казахов) к проживающим в ней русским, а также другим гражданам, являющимися носителями русского языка как основного языка общения, следствием чего стали публичные общественно-политические действия национальных активистов — языковые патрули.

## Политика

### Политическая система
|                               |                                |
| Касым-Жомарт Токаев Президент | Олжас Бектенов Премьер-Министр |

Казахстан является унитарной республикой. Нурсултан Назарбаев руководил страной с 1991 по 2019 год. 20 марта 2019 года его сменил Касым-Жомарт Токаев. Президент имеет право наложить вето на законопроект, принятый парламентом, а также является главнокомандующим Вооружёнными силами. Премьер-министр является главой правительства Республики Казахстан, который также состоит из 7 заместителей премьер-министра, один из которых является руководителем аппарата правительства Республики Казахстан, и 19 министров.
Казахстан имеет двухпалатный парламент, состоящий из Мажилиса (нижняя палата) и Сената (верхняя палата). Мажилис состоит из 98 депутатов, избираемых в порядке, установленном конституционным законом «О выборах в Республике Казахстан» по смешанной избирательной системе: по системе пропорционального представительства по территории единого общенационального избирательного округа, а также по одномандатным территориальным избирательным округам. Сенат образуют депутаты, представляющие в порядке, установленном конституционным законом «О выборах в Республике Казахстан», по два человека от каждой области, города республиканского значения и столицы Республики Казахстан. Десять депутатов Сената назначаются Президентом Республики, пять из которых — по предложению Ассамблеи народа Казахстана. Итого 50 депутатов сената. Право законодательной инициативы принадлежит Президенту Республики, депутатам Парламента, Правительству и реализуется исключительно в Мажилисе.

### Выборы

Акорда, президентская резиденция

В результате выборов в Мажилис в сентябре 2004 года в нижней палате преобладает проправительственная партия Нур Отан, возглавляемая президентом Назарбаевым. Две другие партии, в том числе аграрно-промышленный блок АИСТ и партия Асар, основанная дочерью президента Назарбаева, получили большинство оставшихся мест. Оппозиционные партии, которые были официально зарегистрированы и участвовали в выборах, получили одно место. Организация по безопасности и сотрудничеству в Европе наблюдала за выборами, которые, по её словам, не соответствовали международным стандартам.

Парламент Казахстана

Штаб правящей партии Аманат в столице Казахстана (съёмка 2012 года)

4 декабря 2005 года Нурсултан Назарбаев был переизбран в явной победе. Избирательная комиссия объявила, что он набрал более 90 % голосов. ОБСЕ пришла к выводу, что выборы не соответствовали международным стандартам, несмотря на некоторые улучшения в организации выборов.
17 августа 2007 года были проведены выборы в нижнюю палату парламента, и коалиция во главе с правящей партией Нур Отан, в которую вошли партия Асар, Гражданская партия и Аграрная партия Казахстана, получила каждое место с 88 % голосов. Ни одна из оппозиционных партий не достигла контрольного уровня в 7 % мест. Оппозиционные партии обвиняли власть в серьёзных нарушениях на выборах.
В 2010 году президент Назарбаев отклонил призыв сторонников провести референдум, чтобы сохранить его в должности до 2020 года. Он настоял на президентских выборах на пятилетний срок. В голосовании, состоявшемся 3 апреля 2011 года, президент Назарбаев получил 95,54 % голосов, в котором приняли участие 89,9 % зарегистрированных избирателей. В марте 2011 года Назарбаев рассказал о прогрессе, достигнутом Казахстаном в направлении демократии. По состоянию на 2022 год Казахстан был зарегистрирован в Индексе демократии по The Economist в качестве авторитарного режима.
26 апреля 2015 года в Казахстане прошли пятые президентские выборы. Назарбаев был переизбран с 97,7 % голосов.
19 марта 2019 года Назарбаев объявил о своей отставке с поста президента. Спикер Сената Казахстана Касым-Жомарт Токаев стал исполняющим обязанности президента после отставки Нурсултана Назарбаева. Позже Токаев победил на президентских выборах 2019 года, которые состоялись 9 июня, набрав 70 % голосов. В ОБСЕ заявили, что выборы были омрачены «серьёзными нарушениями», включая вброс бюллетеней. В протестах против итогов голосования приняли участие тысячи человек.
21 сентября 2022 года стала известна дата досрочных выборов на пост президента. Согласно указу, подписанному действующим президентом выборы должны пройти 20 ноября 2022 года.

### Судебная власть
Судебную власть осуществляют Верховный суд, кассационные, областные, военные, городские, районные и специализированные суды.
Верховный суд занимается обеспечением единообразия судебной практики. Пересмотр судебных актов в нём возможен в исключительных случаях, по представлению судьи Верховного суда, если они приняты местными и кассационными судами вразрез с судебной практикой или
требуют пересмотра в интересах развития права.
Председатель Верховного суда и судьи избираются Сенатом по представлению президента Казахстана, основанному на рекомендации Высшего судебного совета. Постановлением Сената Парламента от 8 декабря 2022 года Мергалиев Асламбек Амангельдинович избран Председателем Верховного суда.
Кассационные суды являются судами 3-й инстанции, а также важным элементом судебной системы, поскольку помогают исправлять ошибки в судебных решениях и обеспечивают правильное применение законодательства. Они отделены от Верховного Суда. Указом Президента Республики Казахстан образованы кассационные суды по уголовным, административным, гражданским делам. Все 3 суда находятся в Астане. Их штатная численность составляет 90 судей. Председатель и судьи назначаются Указами Президента по согласованию с Высшим Судебным Советом.
Председатели судебных коллегий местных и других судов, председатели судебных коллегий Верховного суда назначаются президентом по рекомендации Высшего судебного совета на основании представления председателя Верховного суда и решения пленарного заседания Верховного суда. Председатели местных и других судов, судьи местных и других судов назначаются на должность президентом Казахстана по рекомендации Высшего судебного совета. В стране также существуют другие суды, в том числе специализированные суды (военные, финансовые, экономические, административные, по делам несовершеннолетних и другие). Специализированные суды образуются президентом со статусом областного или районного суда.

### Административное деление
В состав Казахстана входят 17 областей, 87 городов (в том числе 3 города республиканского значения (Астана, Алма-Ата, Шымкент), 38 городов областного значения и 47 городов районного значения), 178 районов (в том числе 21 районов в городах: 8 в Алма-Ате, 5 в Астане, 4 в Шымкенте, 2 в Актобе и 2 в Караганде), 30 посёлков и 6668 сёл. В стране 26 поселковых администраций (в том числе 19 состоят из одного посёлка) и 2295 окружных администраций (в том числе 543 состоящих из одного самостоятельного населённого пункта) и 76 сельских администраций. В 2018 году был образован ещё один административный городской район в Астане, территория города Актобе была разделена на 2 административных городских района. Город Байконур имеет особый статус, поскольку до 2050 года он передаётся в аренду России для космодрома Байконур.
В 2022 году были созданы три новые области: Абайская (выделена из Восточно-Казахстанской области, ранее именовалась Семипалатинской), Жетысуская (выделена из Алматинской области, ранее именовалась Талды-Курганской) и Улытауская (выделена из Карагандинской области, ранее именовалась Джезказганской).
Каждый регион возглавляет аким (губернатор).
Акимы избираются или назначаются на должность согласно положениям Конституции Республики Казахстан.

### Муниципальные образования
Муниципалитеты существуют на каждом уровне административного деления в Казахстане. Города республиканского, областного и районного значения относятся к городским населённым пунктам, все остальные — к сельским. На самом высоком уровне находятся города Алма-Ата, Астана и Шымкент, которые классифицируются как города республиканского значения на административном уровне, равном уровню региона. На промежуточном уровне находятся города областного значения на административном уровне, равном уровню района. Города этих двух уровней можно разделить на городские округа. На самом низком уровне находятся города районного значения, а более 2000 сёл и сельских поселений (аулов) на административном уровне приравнены к сельским округам.

### Города Казахстана
| Место | Название города  | Область                         | Население | Место | Название города | Область               | Население |
| ----- | ---------------- | ------------------------------- | --------- | ----- | --------------- | --------------------- | --------- |
| 1     | Алма-Ата         | город республиканского значения | 2 147 113 | 12    | Костанай        | Костанайская          | 263 432   |
| 2     | Астана           | город республиканского значения | 1 340 782 | 13    | Актау           | Мангистауская         | 261 907   |
| 3     | Шымкент          | город республиканского значения | 1 184 113 | 14    | Уральск         | Западно-Казахстанская | 253 177   |
| 4     | Актобе           | Актюбинская                     | 555 976   | 15    | Петропавловск   | Северо-Казахстанская  | 221 902   |
| 5     | Караганда        | Карагандинская                  | 514 316   | 16    | Туркестан       | Туркестанская         | 218 331   |
| 6     | Тараз            | Жамбылская                      | 425 959   | 17    | Кокшетау        | Акмолинская           | 174 096   |
| 7     | Усть-Каменогорск | Восточно-Казахстанская          | 352 418   | 18    | Темиртау        | Карагандинская        | 171 880   |
| 8     | Павлодар         | Павлодарская                    | 333 703   | 19    | Талдыкорган     | Жетысуская            | 168 627   |
| 9     | Атырау           | Атырауская                      | 315 274   | 20    | Экибастуз       | Павлодарская          | 129 048   |
| 10    | Семей            | Абайская                        | 306 838   | 21    | Рудный          | Костанайская          | 111 990   |
| 11    | Кызылорда        | Кызылординская                  | 277 678   |       |                 |                       |           |

### Внешняя политика

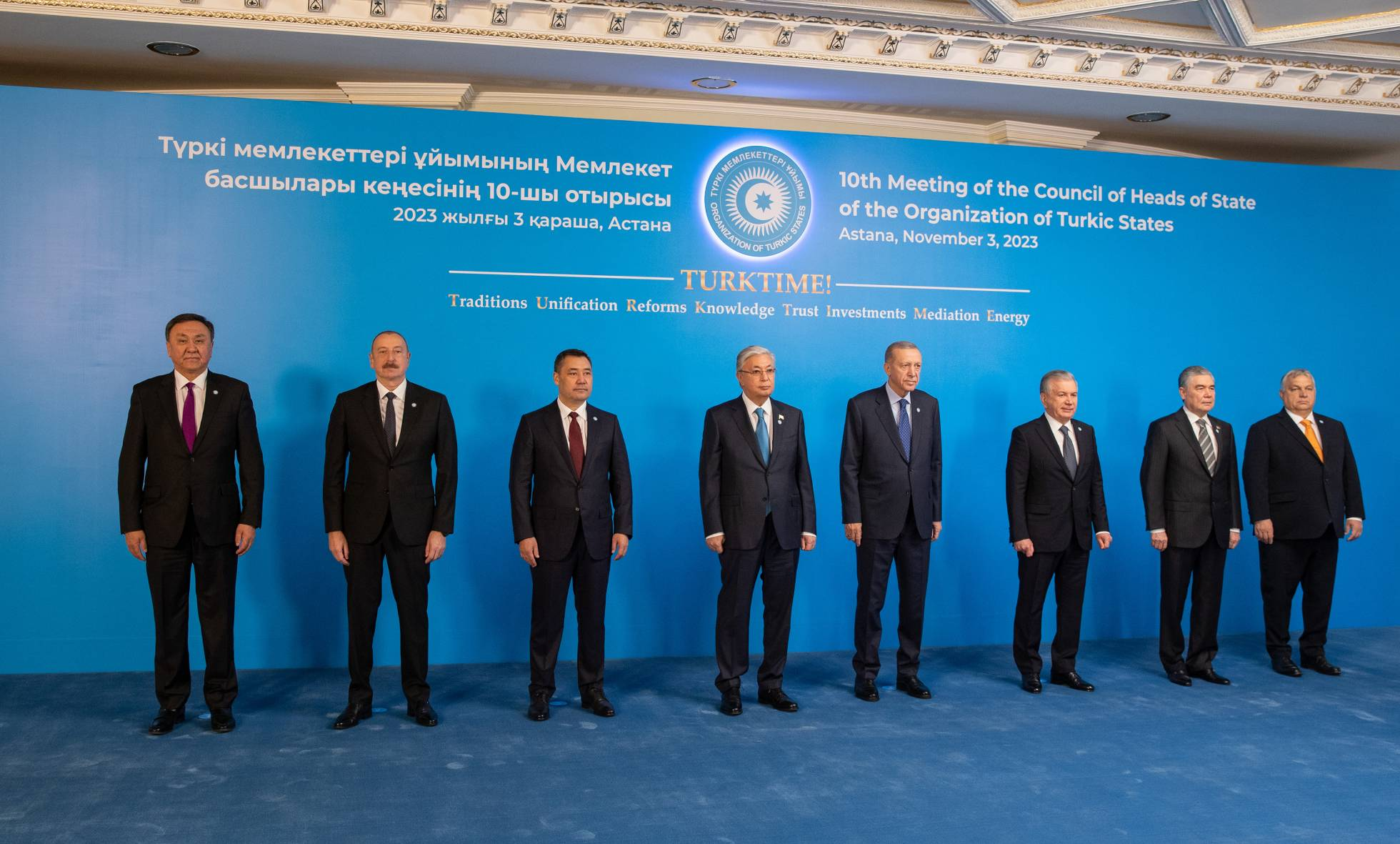
Лидеры стран Организации тюркских государств на саммите в Астане, 2023 год

Казахстан является членом СНГ, ОТГ и ШОС. Казахстан, Россия, Беларусь, Кыргызстан и Таджикистан создали Евразийское экономическое сообщество в 2000 году, чтобы возродить прежние усилия по гармонизации торговых тарифов и создать зону свободной торговли в рамках таможенного союза. 1 декабря 2007 года было объявлено, что Казахстан был избран председателем Организации по безопасности и сотрудничеству в Европе на 2010 год. Казахстан впервые был избран членом Совета ООН по правам человека 12 ноября 2012 года.
Казахстан также является членом ООН, Организации по безопасности и сотрудничеству в Европе (ОБСЕ), Совета евро-атлантического партнёрства и Организации исламского сотрудничества (ОИС). Он является активным участником программы НАТО «Партнёрство во имя мира».

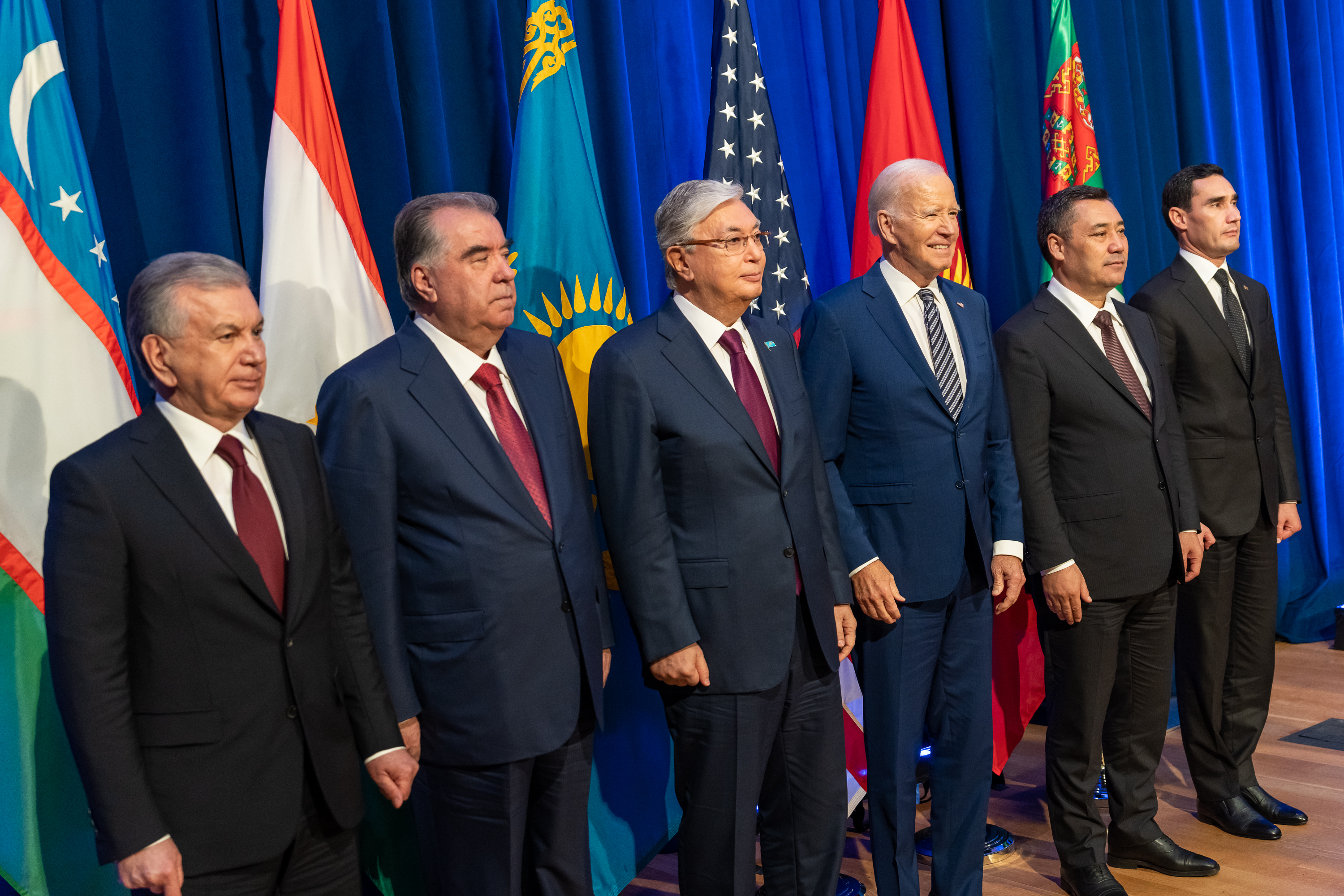
Лидеры стран Центральной Азии и Джо Байден на саммите в Нью-Йорке, 19 сентября 2023 года

С момента обретения независимости в 1991 году Казахстан проводит так называемую «многовекторную внешнюю политику», стремясь в равной степени поддерживать хорошие отношения со своими двумя крупными соседями, Россией и Китаем, а также с Соединёнными Штатами и западным миром. В настоящее время Россия арендует 111 913 км² казахстанской территории (4,1 % территории страны), включающей космодром Байконур в южной части Центрального Казахстана, откуда были запущены в космос первый человек, советский космический корабль «Буран» и орбитальная станция «Мир».

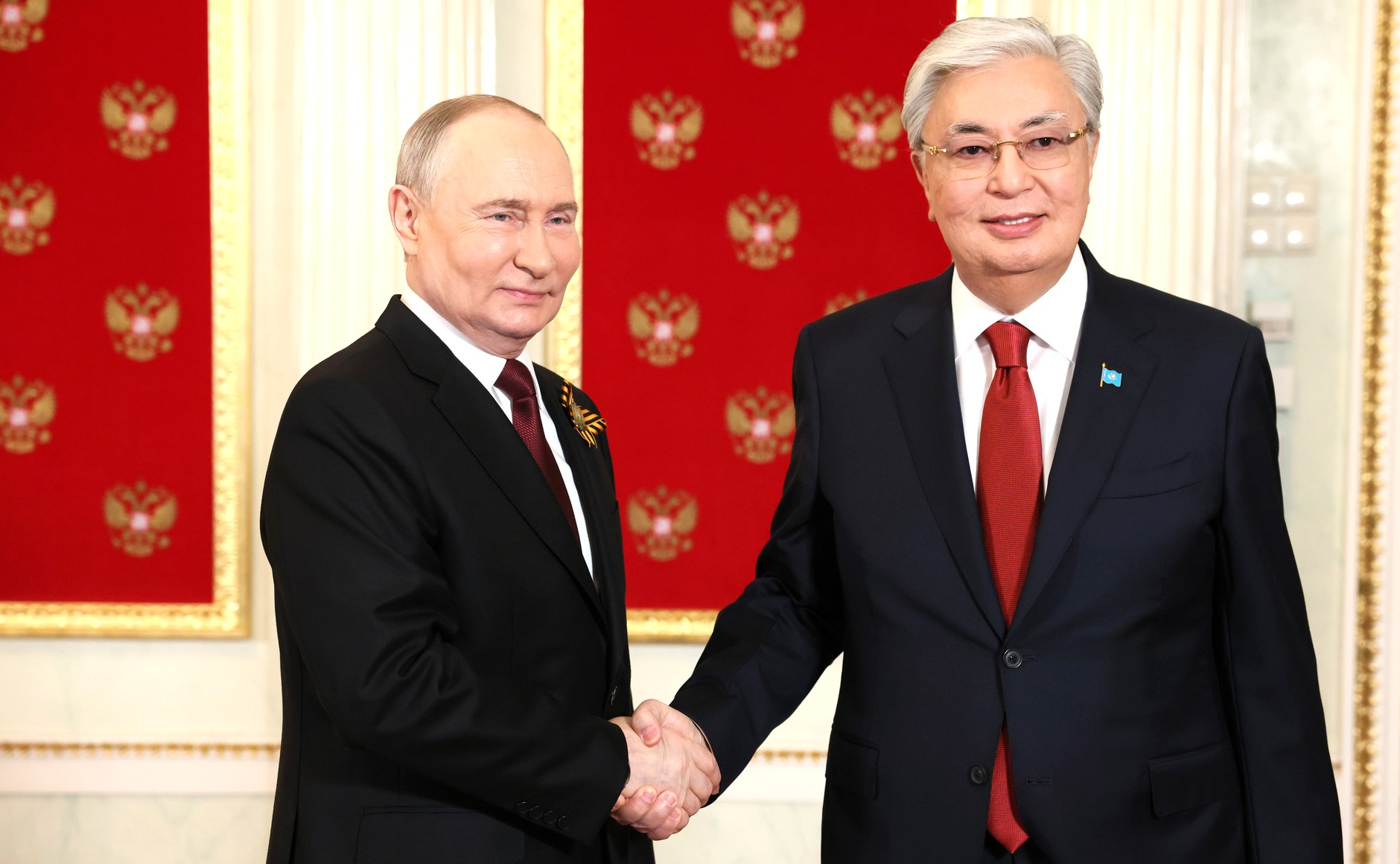
Президент Касым-Жомарт Токаев с президентом России Владимиром Путиным в 2024 году

11 апреля 2010 года президенты Назарбаев и Обама встретились на саммите по ядерной безопасности в Вашингтоне, округ Колумбия, и обсудили вопросы укрепления стратегического партнёрства между Соединёнными Штатами и Казахстаном. Они обязались активизировать двустороннее сотрудничество в целях содействия ядерной безопасности и нераспространения, региональной стабильности в Средней Азии, экономического процветания и общечеловеческим ценностям.
В апреле 2011 года президент Обама позвонил президенту Назарбаеву и обсудил многие совместные усилия в области ядерной безопасности, включая обеспечение ядерного материала из реактора БН-350. Они рассмотрели прогресс в достижении целей, поставленных двумя президентами в ходе их двусторонней встречи на Саммите по ядерной безопасности в 2010 году. 28 июня 2016 года Казахстан был избран непостоянным членом Совета Безопасности ООН на двухлетний срок.

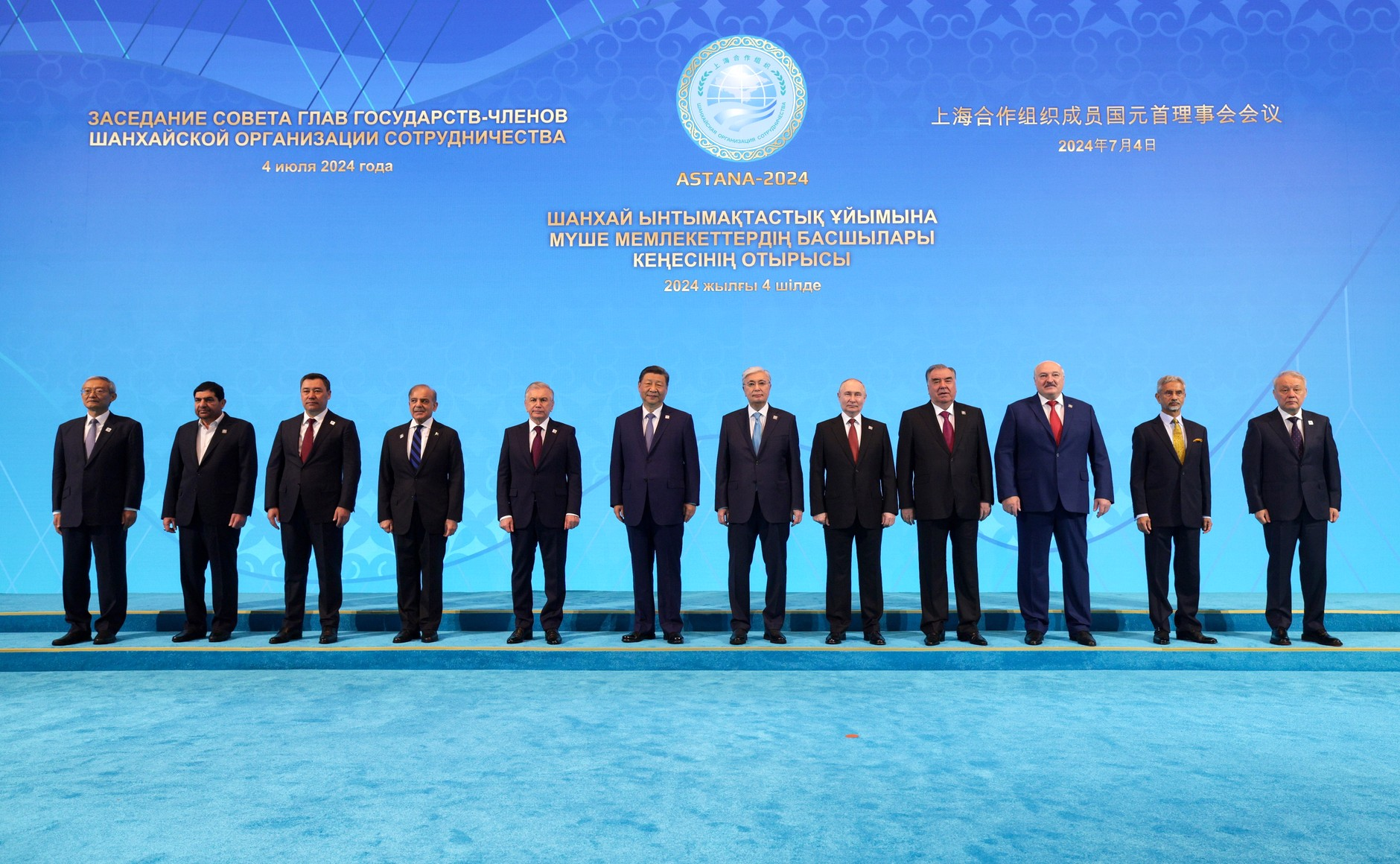
Заседание совета глав государств ШОС. 4 июля 2024 года, Астана

Казахстан активно поддерживает миротворческие миссии ООН в Гаити, Западной Сахаре и Кот-д’Ивуаре. В марте 2014 года Министерство обороны выбрало 20 казахстанских военнослужащих в качестве наблюдателей для миротворческих миссий ООН. Военнослужащие, занимающие должности от капитана до полковника, должны были пройти специальную подготовку в ООН; они должны были свободно владеть английским языком и уметь пользоваться специализированным военным транспортом.
Казахстан оказывал Украине гуманитарную помощь во время войны в Донбассе. В октябре 2014 года Казахстан пожертвовал 30 тыс. долл. США Международному комитету Красного Креста на гуманитарную деятельность на Украине. В январе 2015 года, чтобы помочь в разрешении вызванного войной гуманитарного кризиса, Казахстан направил 380 тыс. долл. США помощи в Луганскую область. Президент Назарбаев сказал о войне на Украине: «Братоубийственная война принесла истинное опустошение Восточной Украине, и общей задачей является остановить там войну, укрепить независимость Украины и обеспечить территориальную целостность Украины». Эксперты высказывали мнение о том, что как бы ни развивался украинский кризис, отношения Казахстана с Европейским союзом останутся позитивными. Считалось, что посредничество Назарбаева положительно воспринималось как Россией, так и Украиной.

#### Концепция внешней политики
6 марта 2020 года была утверждена Концепция внешней политики на 2020—2030 годы. Документ определяет основными следующие тезисы:
- Открытая, предсказуемая и последовательная внешняя политика страны, которая носит прогрессивный характер и сохраняет свою преемственность на продолжение курса первого президента на новом этапе развития страны;
- Защита прав человека, развитие гуманитарной дипломатии и охрана окружающей среды;
- Продвижение экономических интересов на международной арене, в том числе по реализации государственной политики по привлечению инвестиций;
- Поддержание международного мира и безопасности;
- Развитие региональной и многосторонней дипломатии, которая предполагает, прежде всего, упрочение взаимовыгодных связей с ключевыми партнёрами — Россией, Китаем, США, государствами Центральной Азии и странами Евросоюза. По линии многосторонних структур — с Организацией Объединённых Наций, Организацией по безопасности и сотрудничеству в Европе, Шанхайской организацией сотрудничества, Содружества независимых государств и др[137].

### Политические реформы
В июне 2019 года по инициативе президента Казахстана Касым-Жомарта Токаева был создан Национальный совет общественного доверия(НСОД), основной целью которого является выработка предложений и рекомендаций по актуальным вопросам государственной политики на основе широкого обсуждения с представителями общественности, политических партий и гражданского общества.
В июле того же года президентом было объявлено о концепции «слышащего государства», которое должно оперативно и эффективно реагировать на все конструктивные запросы граждан страны.
Кроме того, в стране принят закон «О парламентской оппозиции», позволяющий представителям других партий занимать пост председателя в некоторых парламентских комитетах с целью поощрения альтернативных взглядов и мнений. Минимальное количество людей, необходимых для регистрации политической партии, согласно новому закону составляет 20 тысяч человек.
Принят закон «О мирных собраниях». Новым законом предусматривается введение понятийного аппарата, что позволит сформировать такие ключевые понятия и формы мирного собрания, как пикетирование, демонстрация, шествие, митинг. Введён уведомительный порядок проведения митингов, вместо разрешительного. В законе регламентируются статус, права и обязанности организаторов, участников мирных собраний, журналистов.
В целях повышения общественной безопасности Президент усилил также меры наказания по преступлениям против личности.

### Права человека
Независимые наблюдатели считают ситуацию с правами человека в Казахстане неблагополучной. В докладе Human Rights Watch за 2015 год по Казахстану говорится, что страна «серьёзно ограничивает свободу собраний, слова и религии». В 2019 году власти заключили в тюрьму или оштрафовали сотни человек и задержали несколько тысяч людей после акций протеста. Религия вне государственного контроля. Критики правительства, в том числе оппозиционер Максим Бокаев остались в заключении после несправедливых судебных процессов. В середине 2014 года были приняты новые уголовный, уголовно-исполнительный, уголовно-процессуальный и административный кодексы и новый закон о профсоюзах, содержащие нормы, которые ограничивают основополагающие свободы и несовместимы с международными стандартами. Обычной практикой остаются пытки в местах лишения свободы. В отчёте Human Rights Watch за 2016 год отмечалось, что Казахстан «предпринял несколько значимых шагов для решения проблемы ухудшения ситуации с правами человека в 2015 году, уделяя особое внимание экономическому развитию, а не политическим реформам».
Согласно отчёту правительства США, опубликованному в 2014 году, в стране:
«Закон не требует от полиции информировать задержанных о том, что они имеют право на адвоката, и полиция этого не делает. Правозащитники утверждали, что сотрудники правоохранительных органов отговаривали задержанных от встречи с адвокатом, собирали доказательства путём предварительного допроса до прибытия адвоката задержанного и в некоторых случаях использовали коррумпированных адвокатов для сбора доказательств». <…>
«Закон не обеспечивает адекватную независимую судебную систему. Исполнительная власть резко ограничивает судебную независимость. Прокуроры играют квазисудебную роль и имеют право приостанавливать исполнение судебных решений. Коррупция проявляется на каждом этапе судебного процесса. Хотя судьи относятся к числу наиболее высокооплачиваемых государственных служащих, адвокаты и наблюдатели за соблюдением прав человека утверждают, что судьи, прокуроры и другие должностные лица вымогают взятки в обмен на благоприятные решения по большинству уголовных дел».
В глобальный рейтинге индекса верховенства права Всемирного проекта правосудия за 2020 год Казахстан занял 62 место среди 128 стран; государство получило хорошую оценку по «порядку и безопасности» (39/128) и плохие по «ограничениям правительственных полномочий» (102/128), «открытому правительству» (81/128) и «основным правам» (100/128).
Инициатива Rule of Law Американской ассоциации юристов имеет программы подготовки специалистов сектора правосудия в Казахстане.

## Экономика

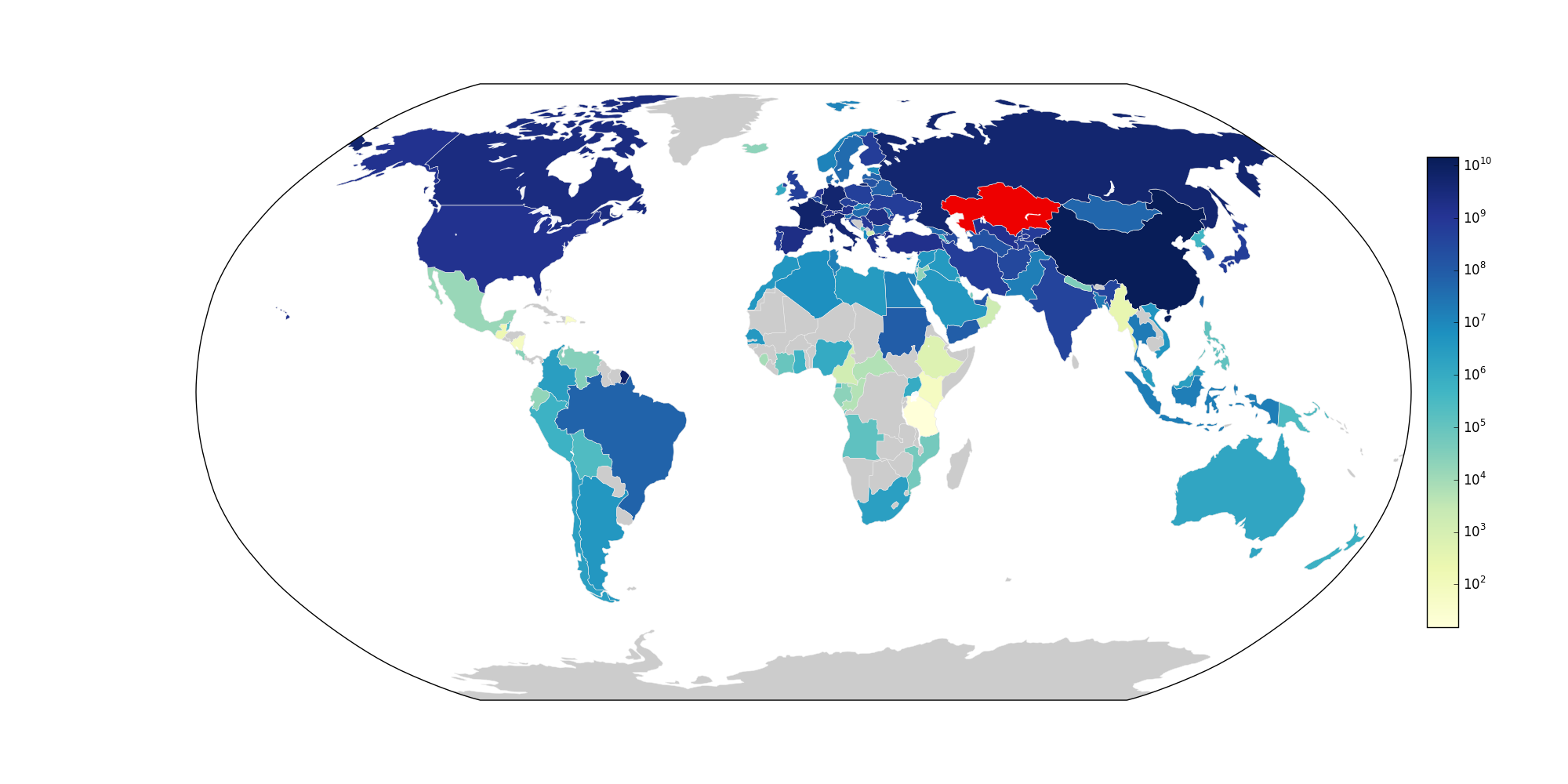
Карта казахстанского импорта, 2013

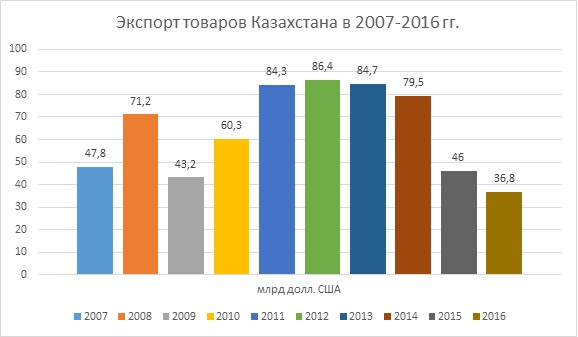
Диаграмма казахстанского экспорта в 2007—2016 годах

Казахстан имеет самую большую экономику в Средней Азии, генерируя 60 % ВВП региона. По оценкам Всемирного банка на 2019 год, страна занимает 42-е место в рейтинге стран по ВВП (ППС), 54-е место по ВВП (номинал) и 72-е место по ВВП (номинал) на душу населения.
С 1 января 2024 года минимальный размер оплаты труда в Казахстане составляет 85000 тенге ($161.59) в месяц, это примерно в 2.41 раз меньше, чем соседнем Туркменистане, где минимальная зарплата 205,000 тенге ($402).
Основными торгово-экономическими партнёрами являются Китай, Россия и Италия, по итогам 2023 года внешний товарооборот с данными странами составляет больше половины от общего товарооборота республики (22,5 %, 18,6 % и 11,5 % соответственно).
После приобретения независимости в Казахстане произошла приватизации государственных компаний и их передача в частную собственность.
Казахстан был первой бывшей советской республикой, которая погасила весь свой долг перед Международным валютным фондом (МВФ) на 7 лет раньше срока.
В сентябре 2002 года Казахстан стал первой страной в СНГ, получившей кредитный рейтинг инвестиционного уровня от крупного международного рейтингового агентства.
Экономический рост в сочетании с проведёнными ранее реформами налогового и финансового секторов значительно улучшил государственное финансирование.
В 2000 году Казахстан принял новый налоговый кодекс, стремясь закрепить эти достижения.
Поддерживаемые высокими мировыми ценами на сырую нефть (другие основные экспортные товары Казахстана включают пшеницу, текстиль и домашний скот, также Казахстан является ведущим экспортёром урана), показатели роста ВВП составляли от 8,9 % до 13,5 % в период с 2000 по 2007 годы, снизились до 1—3 % в 2008 и 2009 году, затем снова выросли с 2010 года.
Рост ВВП в 2019 году составил 4,5 %;
в январе 2020 года рост ВВП составил 3,6 %.
Страна занимала третье место (2020), после Китая и Катара, среди 25 наиболее динамичных экономик первого десятилетия XXI века.
Государство вступило во Всемирную торговую организацию (ВТО) в 2015 году.
В стране 11 накопительных пенсионных фондов. Государственный накопительный пенсионный фонд, единственный государственный фонд, был приватизирован в 2006 году. Единое финансовое регулирующее агентство страны контролирует и регулирует пенсионные фонды.
Растущий спрос пенсионных фондов на качественные инвестиционные точки вызвал бурное развитие рынка долговых ценных бумаг.
11 ноября 2014 года на расширенном заседании Политсовета партии «Нур-Отан» президент Казахстана Нурсултан Назарбаев выступил с неожиданным посланием к нации в Астане, представив «Нурлы жол» (с каз. — «Путь в будущее») — новую экономическую политику, которая подразумевает крупные государственные инвестиции в инфраструктуру в течение следующих нескольких лет. Эта программа принята в качестве превентивных мер, необходимых для обеспечения устойчивого роста экономики в условиях современных глобальных экономических и геополитических вызовов, таких как 25-процентное снижение цен на нефть, взаимные санкции между Западом и Россией из-за Украины и др.

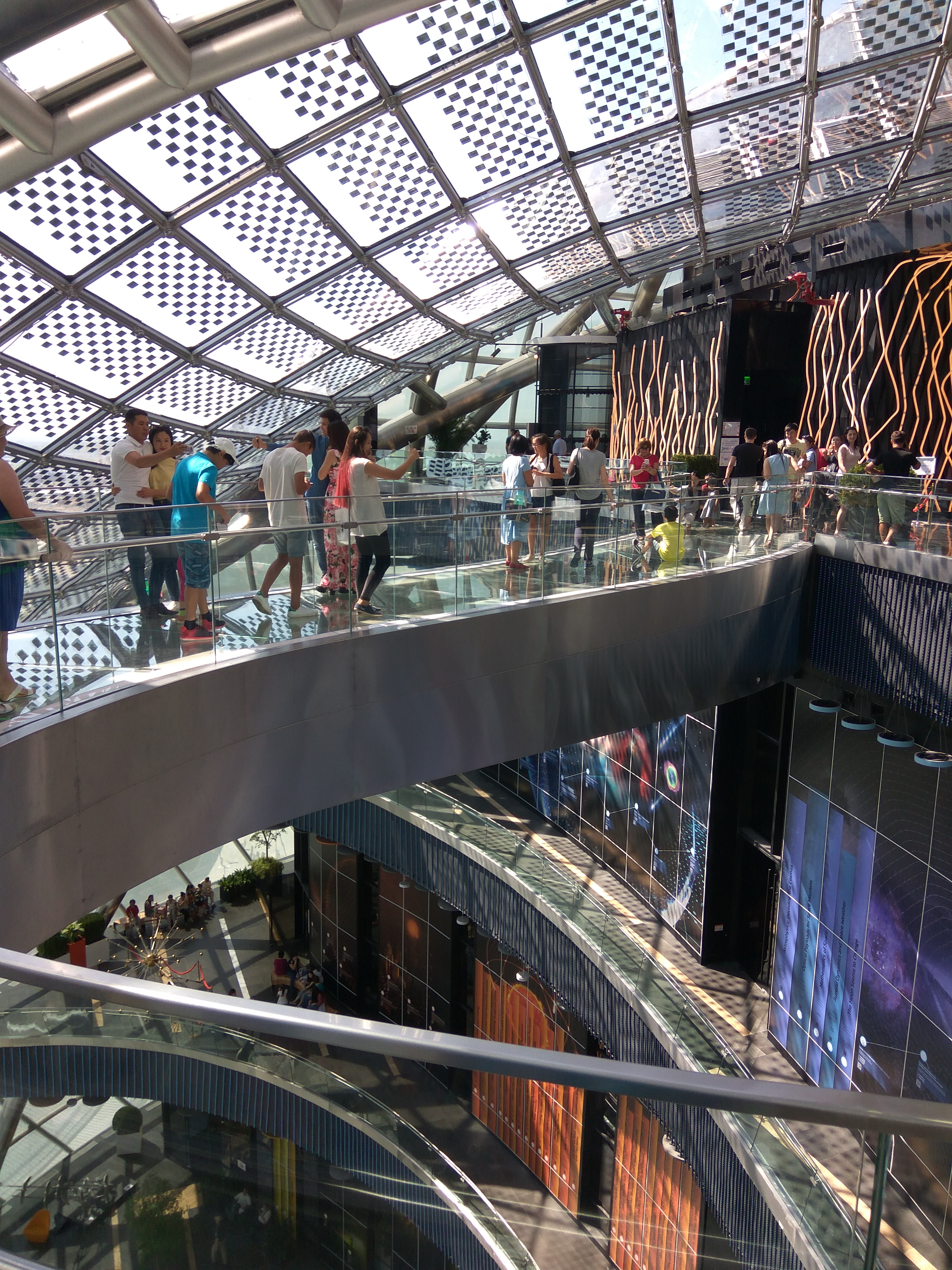
Павильон выставки ЭКСПО-2017 «Нур Алем», Астана

Правительство поставило цели, чтобы переход к зелёной экономике в Казахстане произошёл к 2050 году. Согласно прогнозам, зелёная экономика увеличит ВВП на 3 % и создаст более 500 000 новых рабочих мест.
Рейтинги
Казахстан достиг своей цели войти в топ-50 наиболее конкурентоспособных стран в 2013 году, но опустился на 55-е место в 2019 году.
В 2013 году Казахстан опережал другие государства СНГ почти по всем основным показателям конкурентоспособности, включая институты, инфраструктуру, макроэкономическую среду, высшее образование и профессиональную подготовку, эффективность товарного рынка, развитие рынка труда, развитие финансового рынка, технологическую готовность, размер рынка, сложность бизнеса и инноваций, отставание было исключительно в категории здравоохранения и начального образования.
В 2023 году в рейтинге стран по уровню глобальной конкурентоспособности Казахстан занял 37 место, улучшив свои показатели на 6 пунктов в сравнении с 2022 годом.
ВЭФ поставил страну на 81-е место в своём отчёте за 2017 год, что на четыре позиции выше в сравнении с предыдущим периодом.
Страна расположилась на 39 месте в индексе экономической свободы 2020 года, опубликованном Wall Street Journal и Heritage Foundation.

### Сельское хозяйство

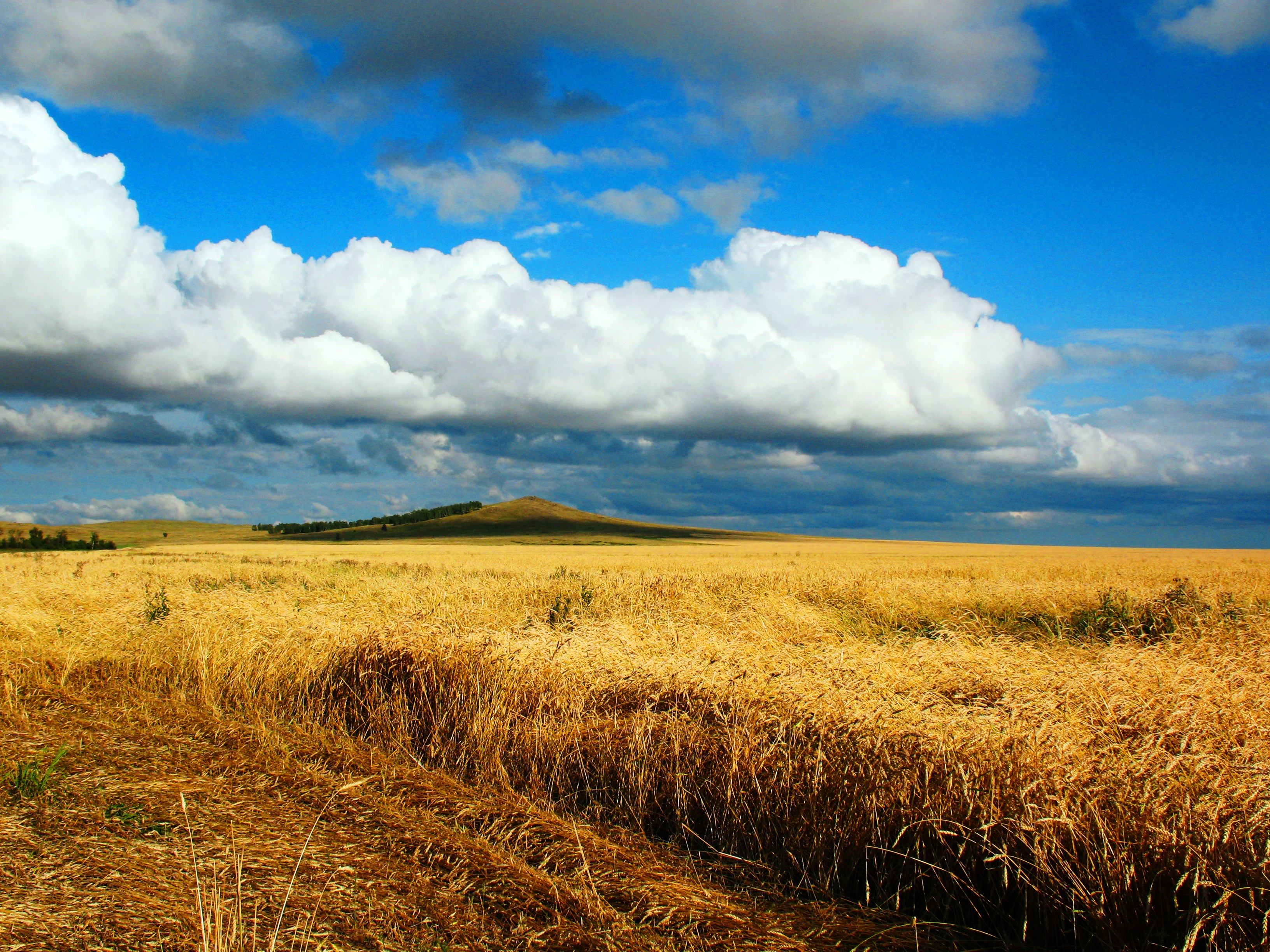
Пшеничные поля возле Кокшетау

Сельское хозяйство в 2019 году составило 4,5 % ВВП Казахстана.
Зерно, картофель, виноград, овощи, дыни и домашний скот являются наиболее важными сельскохозяйственными товарами.
По производству зерна Казахстан занимает 3-е место среди бывших стран СССР, после России и Украины. Основные зерновые культуры страны включают пшеницу, ячмень, хлопок и рис.
Экспорт пшеницы является одним из главных источников валютных поступлений в экономику страны.
| Регион                       | Площадь посева | Урожай       |
| ---------------------------- | -------------- | ------------ |
| Акмолинская область          | 4,7 млн га     | 5,9 млн тонн |
| Северо-Казахстанская область | 3,3 млн га     | 5,6 млн тонн |
| Костанайская область         | 4,3 млн га     | 5,3 млн тонн |

Животноводы традиционно занимаются овцеводством, коневодством, верблюдоводством, разведением крупного рогатого скота. Преимущественными продуктами животноводства являются молочные продукты, кожа, мясо и шерсть.
Развито овощеводство, бахчеводство.
Развито садоводство: Казахстан считается одним из мест, где зародилось яблоко и сейчас площади яблочных садов в Казахстане — порядка 35 тыс. га, урожайность в 2022 году в среднем была 10 тонн с гектара.

### Промышленность
Доля промышленности в ВВП Казахстана в 2022 году составила 29,5 %.
В 1991 году наибольшую долю в объёме промышленного производства Казахстана занимали: пищевая и лёгкая промышленность, машиностроение и металлообработка, цветная металлургия и топливная промышленность.
С 1991 года развитие промышленности Казахстана складывалось под влиянием внешних и внутренних факторов, оказавших неоднозначное воздействие на ход реформ и состояние отрасли.
В период с 1991 по 1995 год наблюдалось снижение объёмов промышленного производства.
С 1996 года по настоящее время, за исключением кризисного 1998 года, было обеспечено наращивание производства.
В стране находятся богатые месторождения нефти, почти половина общего объёма нефти, добываемого в стране, приходится на три крупных месторождения на Северном Каспии, что делает Казахстан одной из ведущих стран мира по запасам сырой нефти. Казахстан является мировым лидером по производству урана.
Сегодня в структуре производства свыше 60 % приходится на добычу нефти и газа, металлургическую промышленность, производство электроэнергии.
За 1990—2012 гг. резко возросла добыча нефти и газового концентрата (с 21,7 до 79,2 млн тонн), производство природного газа увеличилось за этот же период с 7,1 до 40,3 млрд м³, а добыча угля снизилась со 131,4 млн тонн до 120,5 млн тонн, при этом производство нефтепродуктов сократилось с 17,9 млн до 13,7 млн тонн.
Большинство перерабатывающих фабрик и металлургических заводов сконцентрированы на севере и северо-востоке республики: городах Семей, Астана, Петропавловск и Актобе.
В Южном и Центральном Казахстане наиболее важными индустриальными центрами являются Шымкент — химическая, лёгкая и пищевая промышленность, металлургия; Алма-Ата — лёгкая и пищевая промышленность, машиностроение; и Тараз — машиностроение, химическая и пищевая промышленность.
Наличие значительных природных ресурсов и стабильная экономическая политика обусловили создание благоприятного инвестиционного климата в стране и, как результат, развитие национальной добывающей и перерабатывающей промышленности. Вместе с тем в силу объективных и субъективных причин структура промышленности республики оказалась чрезвычайно деформированной и не соответствует структуре конечных общественных потребностей, что привело к значительному отставанию производства конечных продуктов; по сей день значителен удельный вес добывающих отраслей, отсутствуют многие виды перерабатывающих отраслей промышленности и т. д.

### Энергетика

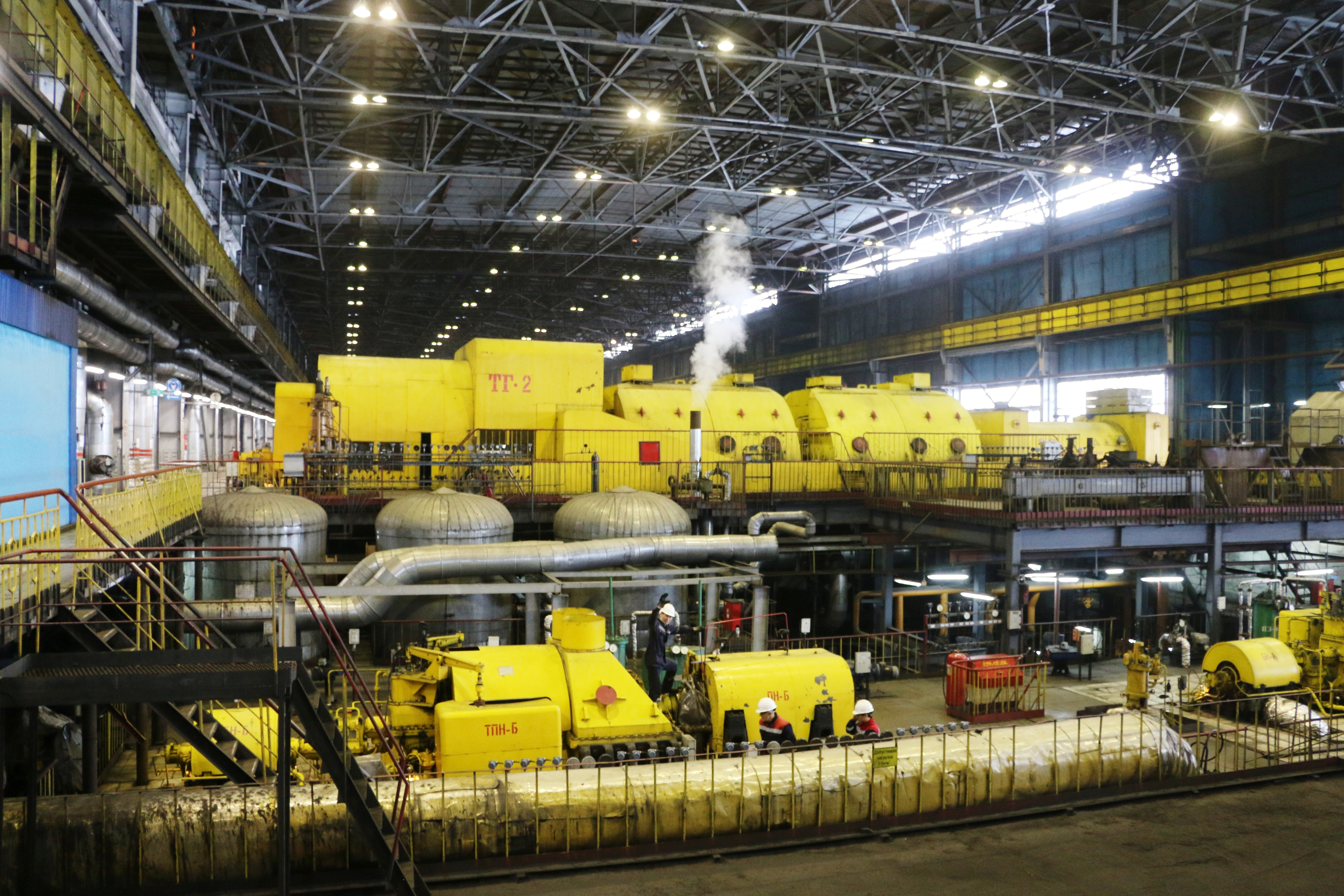
Экибастузская ГРЭС-1 является крупнейшей тепловой электростанцией в стране

Энергетика Казахстана состоит из 3 зон, имеющих слабые внутренние связи: Западно-Казахстанская (связана с Россией), Центрально и Восточно-Казахстанская (связанная с Россией), Южно-Казахстанская (связанная с Узбекистаном и Кыргызстаном). Центрально и Восточно-Казахстанская зона является единственной энергонезависимой, прежде всего благодаря мощным угольным электростанциям Экибастуза. Южный Казахстан испытывает постоянный дефицит электрической мощности, который компенсируется линией Север-Юг и импортом с гидроэлектростанций Кыргызстана. В Западной зоне Атырауская и Западно-Казахстанская области являются энергодефицитными и импортируют энергию из России. Мангистауская область имеет достаточный резерв мощности благодаря Мангистаускому Атомно-Энергетическому Комбинату, но слабая связь с Атырау (до 70 МВт) не позволяет транспортировать излишки в другие регионы.
На полуострове Мангышлак (Мангистау) в городе Шевченко (ныне Актау) в 1972 году сооружена и запущена в эксплуатацию крупная опытная АЭС с реактором на быстрых нейтронах БН-350. Она имела двухцелевое назначение: производство электрической энергии (установленная мощность 350 МВт) и выдача пара на опреснительные установки для получения пресной воды из морской до 120 тыс. т. в сутки. Реактор остановлен в 1999 г.
В 1976 году закончилось строительство Жамбылской ГРЭС мощностью 1230 МВт, которая и по сей день остаётся основной энергетической базой юга Казахстана.
За 1990—2012 гг. резко возросла добыча нефти, природного газа и газового концентрата (добыча угля снизилась), при этом производство электроэнергии увеличилось незначительно (с 87,4 млрд кВт*ч до 90,6 млрд кВт*ч).

### Транспорт и связь

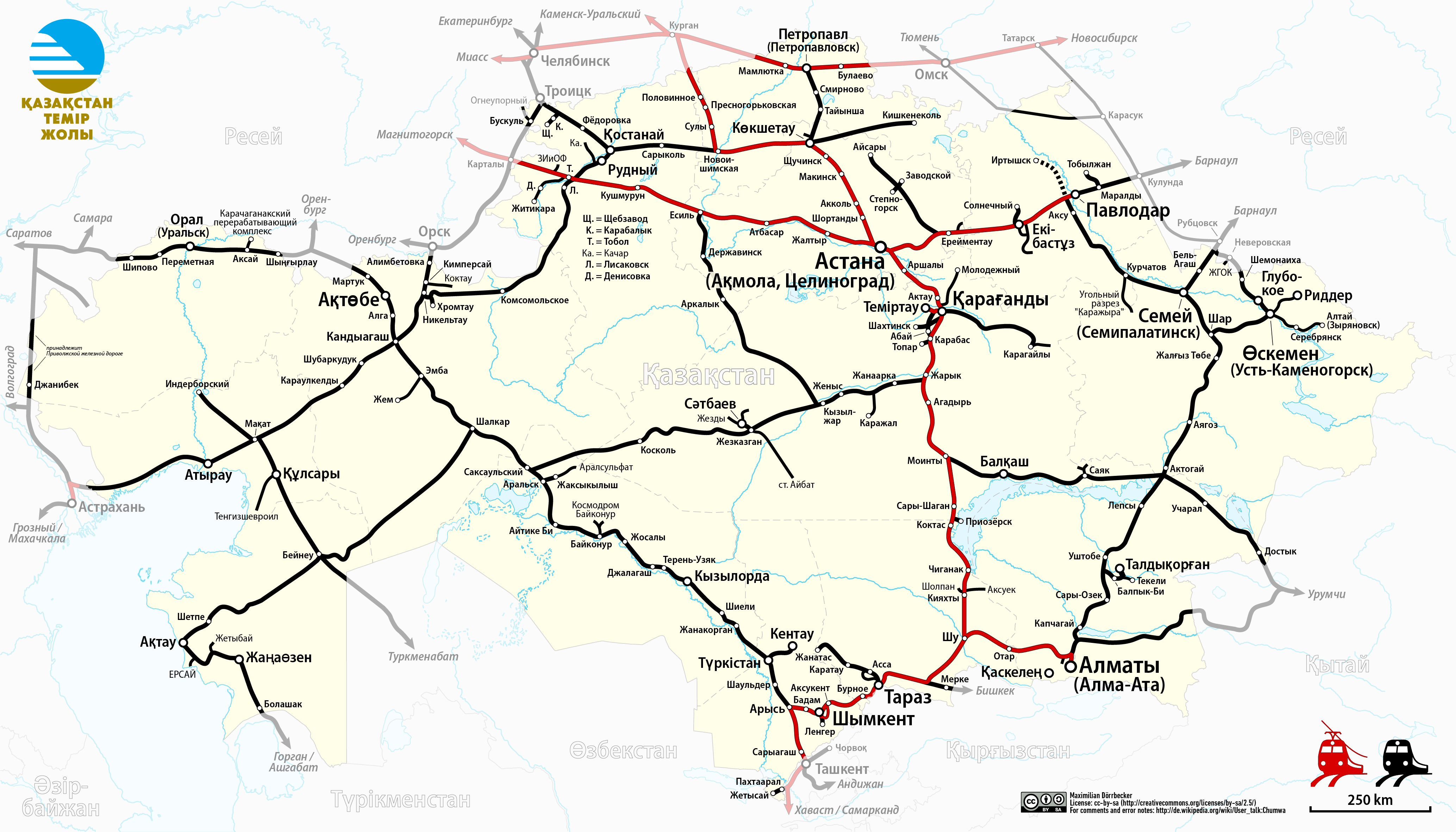
Карта железнодорожной сети Казахстана

На 2017 год общая протяжённость дорожной сети в стране составляет 95,409 тыс. км.
Железнодорожный транспорт
Железные дороги обеспечивают 68 % всех грузовых и пассажирских перевозок в более чем 57 % площади страны. По состоянию на 2021 год насчитывается 16 636 км колеи 1520 мм, электрифицировано 4237 км.
«Казахстанские железные дороги» (КЖД) является национальной железнодорожной компанией.
31 мая 2017 года в Астане открылся самый современный в Казахстане железнодорожный вокзал «Нурлы жол». Открытие вокзала совпало с началом работы международной выставки ЭКСПО-2017.
В Алма-Ате есть небольшая система метро протяжённостью 11,3 км, в будущем планируется построить вторую и третью линии метро.
Система лёгкого метрополитена Астаны находится в стадии строительства; прошло много времени, и в 2013 году проект был заброшен, но 7 мая 2015 года было подписано соглашение о его реализации.
Трамвайная сеть в городах Усть-Каменогорск (с 1959 по 2018) и Павлодар (с 1965).
Водный транспорт
Сухой порт СЭЗ «Хоргос — Восточные ворота» является одним из основных сухих портов Казахстана для обработки трансевразийских поездов, которые путешествуют более чем на 9000 км между Китаем и Европой.
Авиатранспорт
В Казахстане существует 96 аэропортов. Большое значение для отрасли имеет транзит грузовых и пассажирских авиаперевозок между Европой и Азией.
В 2009 году Европейская комиссия внесла в чёрный список всех казахстанских авиаперевозчиков, за исключением авиакомпании Air Astana. С тех пор Казахстан последовательно принимает меры по модернизации и обновлению своего надзора за безопасностью полётов. В 2016 году европейские органы по безопасности полётов исключили все казахстанские авиакомпании из чёрного списка.

### Туризм

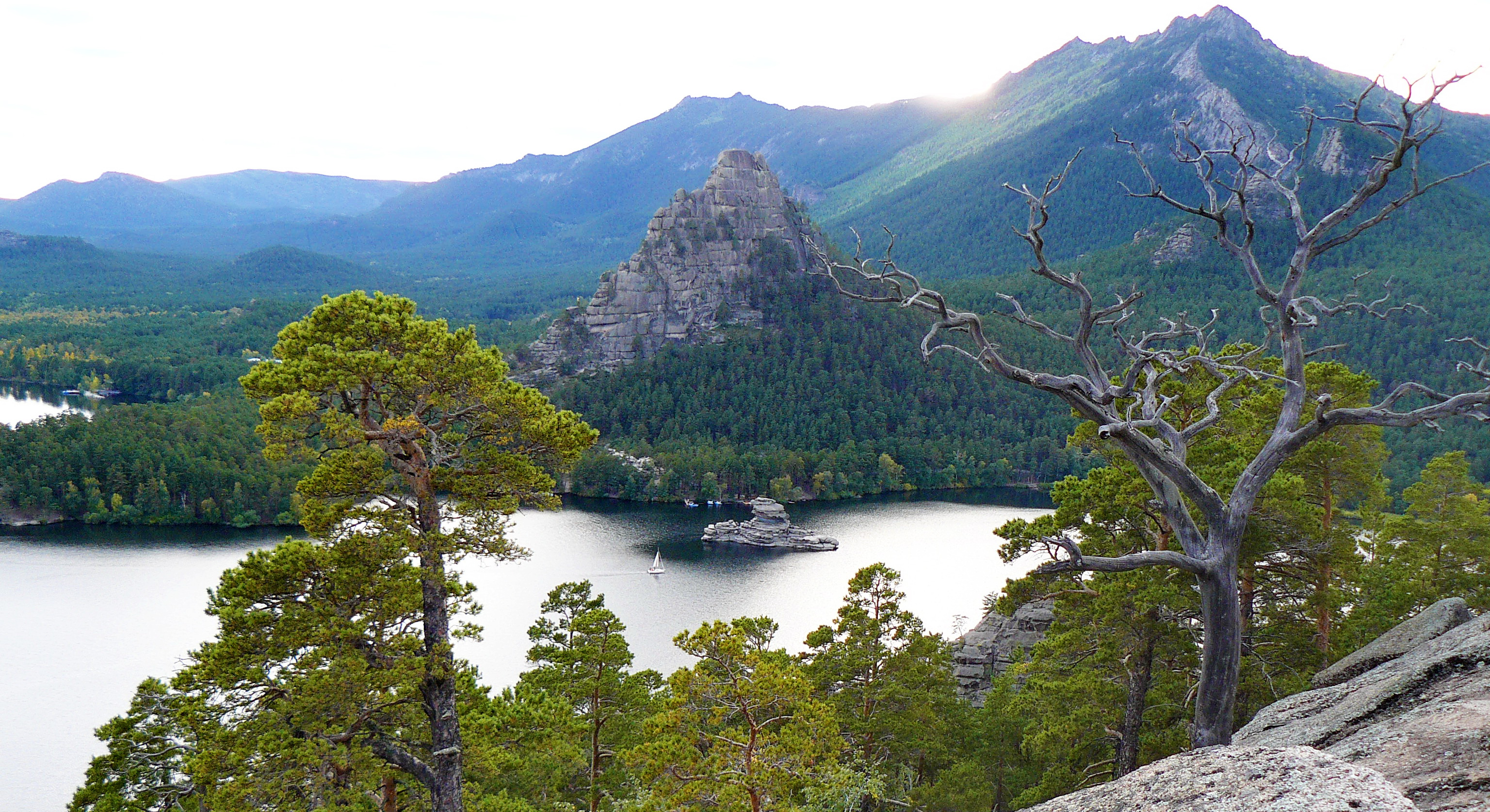
Боровое, вид с горы Болектау, осень

Казахстан является девятой по площади страной и крупнейшей, не имеющей выхода к морю. Сегодня туризм не является важной составляющей экономики: по состоянию на 2018 год, туризм составил 5,7 % от ВВП Казахстана (в денежном выражении показатель — порядка 3,4 трлн тенге, отрасль прямо и косвенно обеспечила более 450 тыс. рабочих мест в стране), но правительство планирует позвысить долю до 8 % к 2025 году.
Казахстанское правительство приступило к реализации инициативы под названием «Концепция развития туристской отрасли Казахстана до 2020 года». Данная инициатива направлена на создание пяти туристических кластеров в Казахстане: город Астана, город Алма-Ата, Восточно-Казахстанская, Туркестанская и Западно-Казахстанская области. Она также предполагает инвестиции в размере 4 млрд и создание 300 000 новых рабочих мест в индустрии туризма к 2020 году.
Крупные курорты:
Бурабай, Сарыагаш, Конаев, Зеренда, Мойылды, Каркаралинск, Баянаул, Алаколь;
горнолыжные: Чимбулак, Табаган, Електы, Акбулак, каньон Чарын (наиболее интересным местом для туристов является так называемая Долина за́мков).
Относительно хорошо развит рыболовный и горный туризм.
В 2018 году Казахстан посетило 8,5 млн иностранных туристов. The Guardian описывает туризм в Казахстане как «чрезвычайно слаборазвитый», несмотря на привлекательность впечатляющих горных, озёрных и пустынных ландшафтов страны. К факторам, препятствующим увеличению числа посещений туристов, относятся высокие цены, «ветхая инфраструктура», «плохое обслуживание» и логистические трудности путешествий в географически огромной, слаборазвитой стране. Даже для местных жителей поездка на отдых за границу может стоить только половину стоимости отдыха в Казахстане.

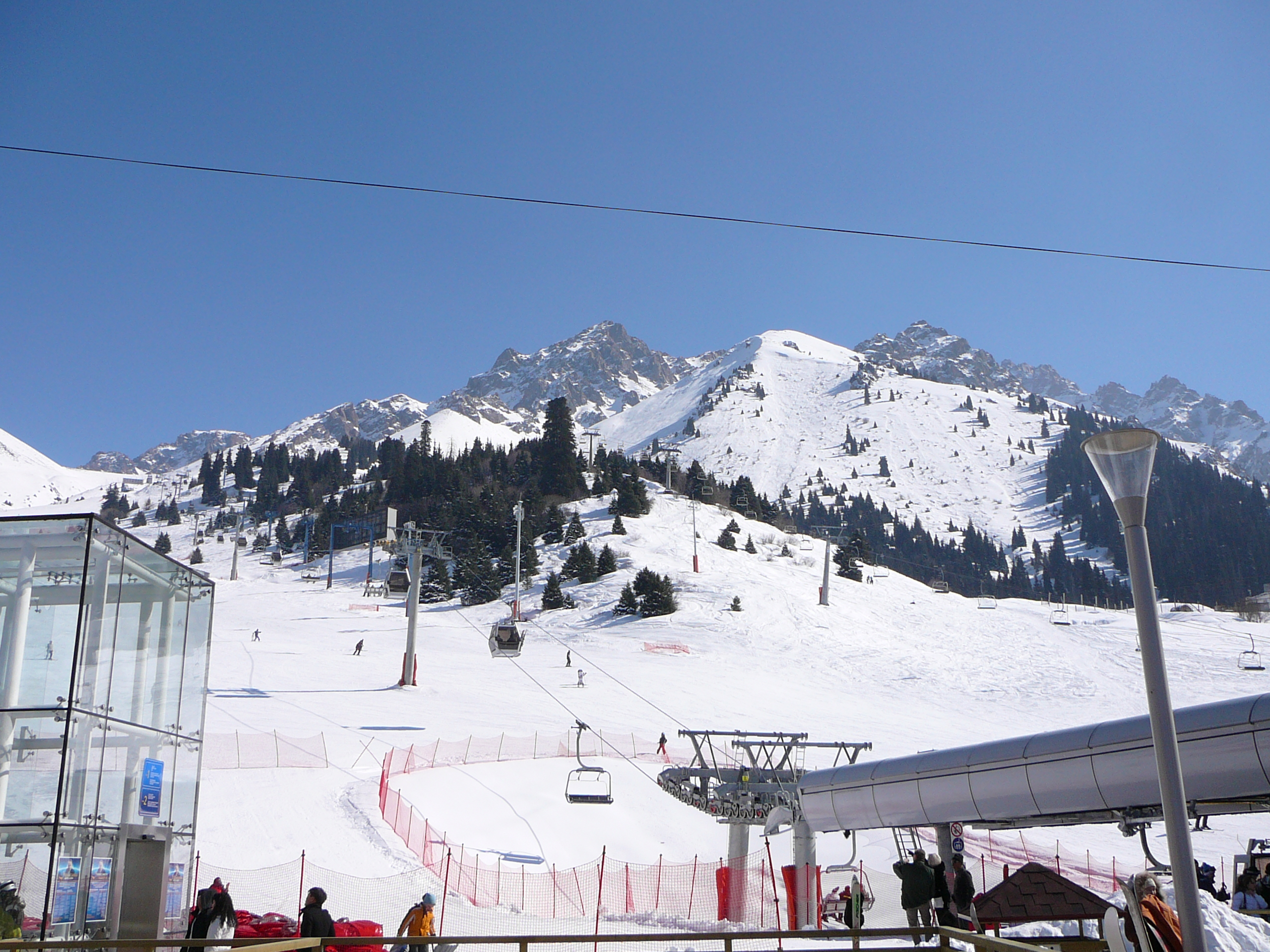
Горнолыжный курорт в Алма-Ате

Страна установила безвизовый режим для граждан 57 стран, в том числе стран Европейского союза и ОЭСР, США, ОАЭ, Республики Кореи, Австралии и Новой Зеландии.

Казахстан предлагает постоянный безвизовый режим на срок до 90 дней для граждан Армении, Беларуси, Грузии, Молдовы, Кыргызстана, Монголии, России и Украины, и на срок до 30 дней для граждан Аргентины, Азербайджана, Сербии, Республики Кореи, Таджикистана, Турции и Узбекистана и других.

### Банковское дело
Банковское дело Республики Казахстан переживало ярко выраженный цикл подъёмов и спадов на протяжении 2000-х годов. После нескольких лет быстрого роста в середине 2000-х годов банковская отрасль рухнула в 2008 году: несколько крупных банковских групп, в том числе БТА Банк, АО «Казахстан инжиниринг» и Альянс Банк объявили дефолт.
С тех пор отрасль сократилась и была реструктурирована, при этом общесистемные кредиты сократились до 39 % ВВП в 2011 году с 59 % в 2007 году. Хотя банковская система России и Казахстана имеет несколько общих черт, существуют также некоторые фундаментальные различия. Банки в Казахстане пережили длительный период политической стабильности и экономического роста. Вместе с рациональным подходом к банковской и финансовой политике это позволило вывести банковскую систему Казахстана на более высокий уровень развития. Банковские технологии и квалификация персонала в Казахстане считаются выше, чем в России.
Национальный банк внедрил систему страхования вкладов в рамках своей кампании по укреплению банковского сектора. Из-за проблемных и неработающих плохих активов банковский сектор всё же рискует потерять стабильность. Несколько крупных иностранных банков имеют филиалы в Казахстане.

#### Валюта

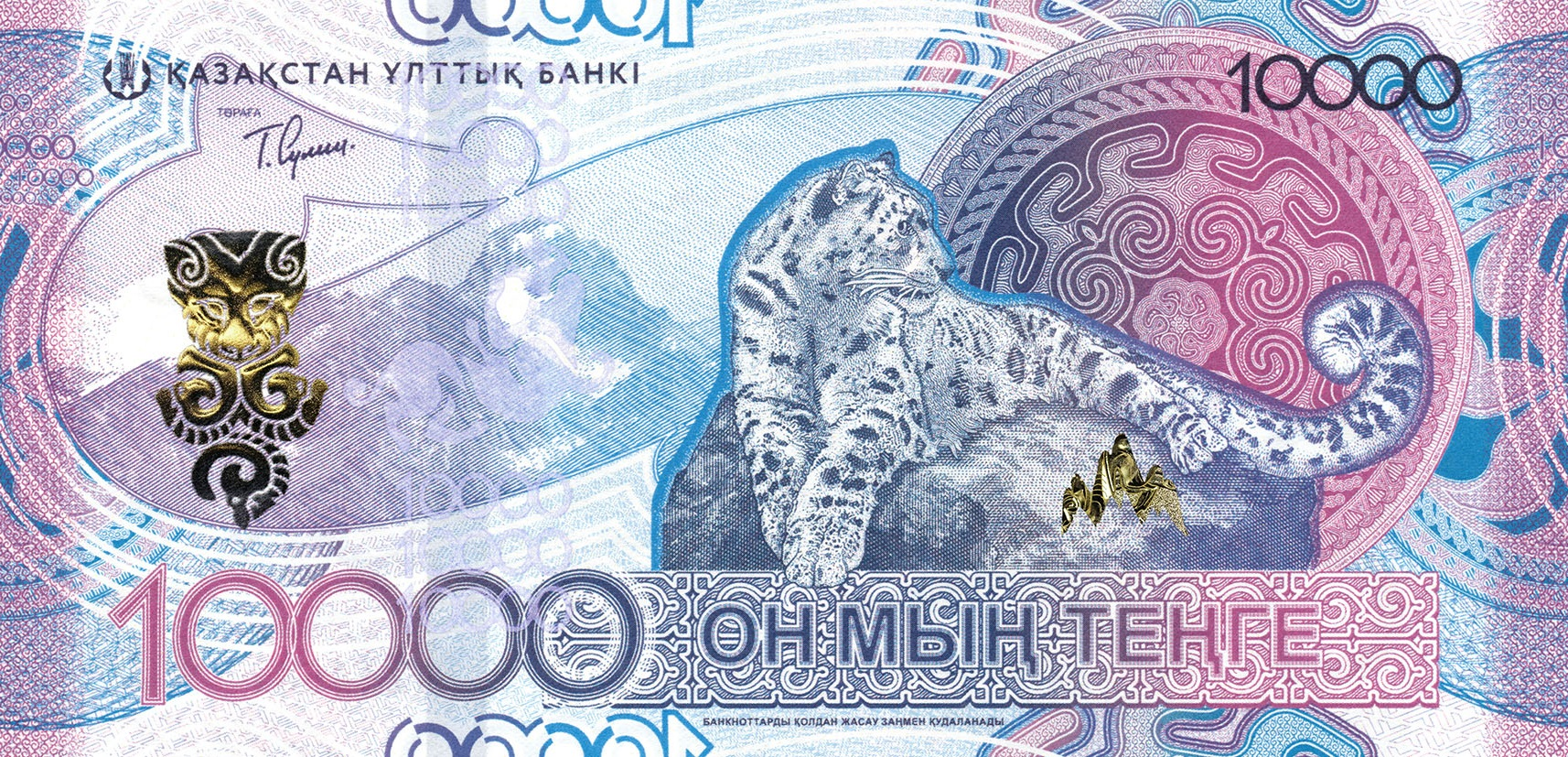
Банкнота достоинством в 10000 тенге (ноябрь 2023)

Валютой Казахстана с 1993 года является тенге (каз. теңге). Он делится на 100 тиын. Символы: ₸, согласно номенклатуре ISO 4217 — KZT. Казахстан имеет наиболее развитую банковскую систему в Средней Азии. Общая сумма наличных денег в обращении за февраль 2020 года составила 20,794 трлн тенге.
По итогам 2019 года объём безналичных расчётов по картам, использованным на территории страны, составил 13 305 млрд тенге. 73 % приходятся на оплату в Интернете.
В 2023 году объём безналичных платежей составил 61,3 трлн тенге. Общая доля безналичных расчётов составила порядка 86 % от общего числа.
Страна вышла из рублёвой зоны одной из последних в бывшем Советском Союзе. Национальная валюта была введена в обращение 15 ноября 1993 года в соотношении 1 тенге — 500 рублей СССР. Название «тенге» происходит от средневековых тюркских серебряных монет «денге» или «таньга», от которых произошло название русской монеты «деньга» и само слово деньги. Современные тенге продолжили традицию крупнейших городов средневекового Казахстана Отрара и Тараза, где собственные монеты стали чеканить в XIII веке.
Первые деньги суверенного Казахстана были отпечатаны старейшей английской компанией «Харрисон и сыновья». Собственная банкнотная фабрика открылась в стране уже в 1995 году. Сегодня казахстанский тенге, обладающий 18 степенями защиты, входит в число наиболее защищённых валют мира. В настоящее время на территории Казахстана имеют хождение денежные знаки достоинством: банкноты — 200, 500, 1000, 2000, 5000, 10 000 и 20 000 тенге; монеты — 1, 2, 5, 10, 20, 50, 100 и 200 тенге.

#### Рынок облигаций
5 октября 2014 года Казахстан выпустил облигации сроком на 10 и 30 лет на 2,5 млрд $, что стало первой в стране международной продажей в долларах США с 2000 года. Казахстан продал 10-летние долларовые облигации на сумму 1,5 млрд $, чтобы получить 1,5 процентных пункта выше среднего уровня и 1 млрд $ 30-летнего долга на 2 процентных пункта выше среднего уровня. Страна подала заявки на 11 млрд $.

### Рынок недвижимости

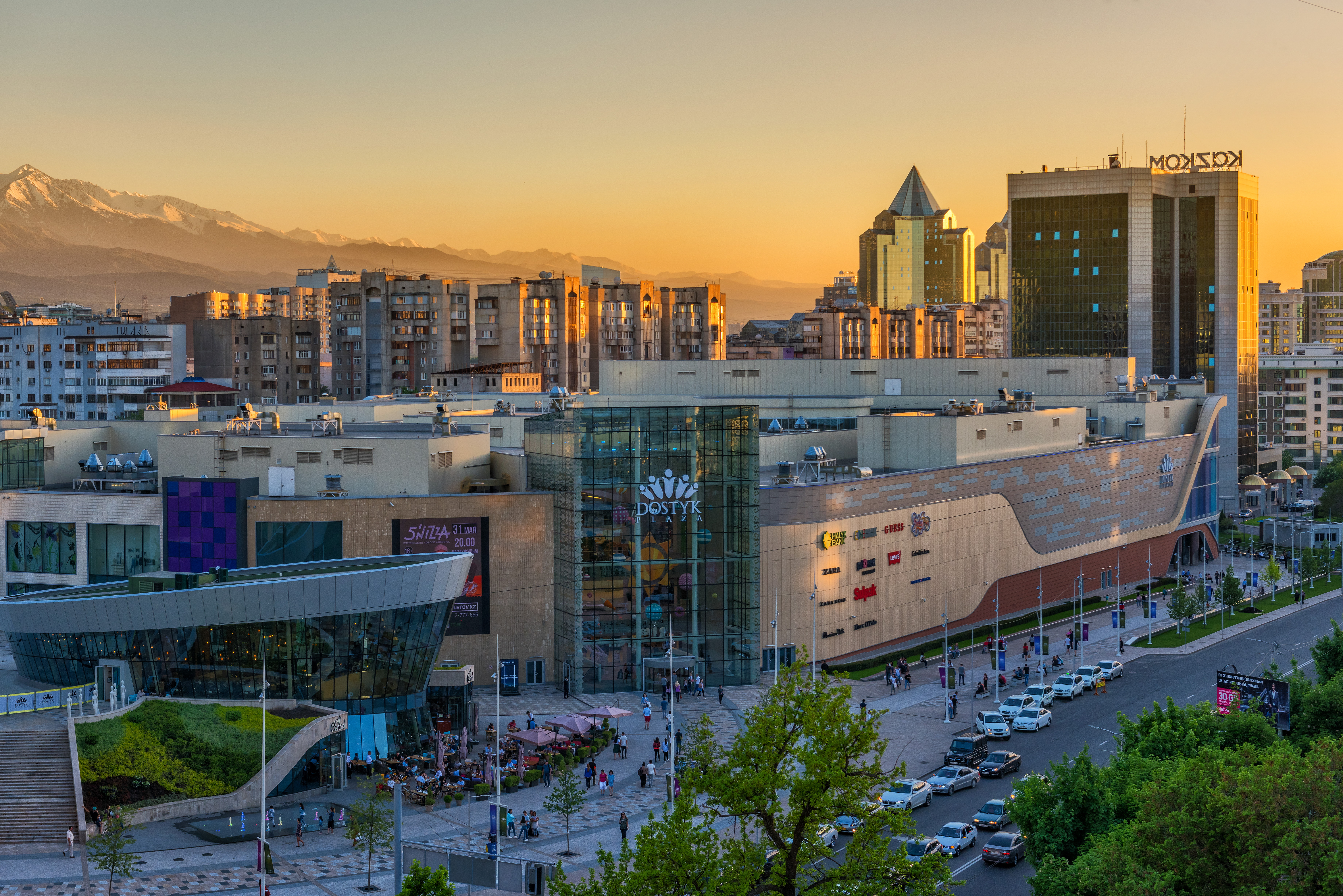
Алма-Ата

В 2018 году общая площадь жилья в Казахстане составила 347,4 млн м². За 2016, 2017 и 2018 годы в эксплуатацию введено 403,4 тыс. домов, из них 99,5 тыс. индивидуальных и свыше 303 тыс. квартир в многоэтажных домах. Почти треть многоквартирных жилых домов старше 50 лет, то есть построены до 1970 года. Около 65 % введены в эксплуатацию более 25 лет назад.
В 2018 году жилая площадь на одного казахстанца составила 21,6 м².
В 2023 году общая площадь жилого фонда в Казахстане составила порядка 419,1 млн м². Всего в Казахстане 2 527 809 жилых домов. По видам жилья общее количество индивидуальных жилых домов составило 2 219 826 единиц, из них 40,6 процента в городской местности, 59,4 процента — в сельской. Количество многоквартирных домов составило 307 983 единицы, а количество в них квартир — 5 891 573.
Обеспеченность жильём на одного человека составила около 23,9 м².

### Инвестиции
Наличие значительных природных ресурсов и стабильная экономическая политика обусловили создание благоприятного инвестиционного климата в стране (по данным Госдепартамента США, страна считается обладательницей лучшего инвестиционного климата в регионе).
В 2002 году страна стала первым суверенным государством в бывшем Советском Союзе, получившим кредитный рейтинг инвестиционного уровня от международного агентства кредитных рейтингов.
Одним из факторов, привлекающих прямые иностранные инвестиции, является политическая стабильность страны: согласно докладу Всемирного банка, Казахстан входит в число 40 % стран мира, которые считаются наиболее политически стабильными и свободными от насилия.
По состоянию на май 2014 года Казахстан с момента обретения независимости в 1991 году привлёк 190 млрд $ валовых иностранных инвестиций и лидирует в странах СНГ по объёму привлечённых ПИИ на душу населения.
Всего за период независимости Казахстана привлечено (на 2019) 330 млрд долл. иностранных инвестиций из 120 стран.
Прямые иностранные инвестиции (ПИИ) играют более важную роль в национальной экономике, чем в большинстве других бывших советских республик.
В 2014 г. президент Назарбаев подписал закон о налоговых льготах для содействия прямым иностранным инвестициям.
В 2019 году Казахстан привлёк 25 млрд $ прямых иностранных инвестиций в страну.

### Предпринимательство
На 1 января 2020 года количество действующих субъектов малого и среднего предпринимательства (МСП) составило 1,3 млн единиц; зарегистрировано — 1,6 млн. С 2010 по 2017 годы количество активных субъектов МСП выросло в два раза; этот рост наблюдался по всем видам предпринимательства, за исключением юридических лиц среднего предпринимательства.
По итогам третьего квартала 2018 года численность действующих индивидуальных предпринимателей (ИП) составила 1,3 млн человек — на 6,9 % больше, чем годом ранее.
К началу 2019 года было зарегистрировано 999,7 тысячи индивидуальных предпринимателей — всего на 0,6 % больше, чем в прошлом году. В 2013—2015 годах их было более миллиона.
Самое большое количество занятых в субъектах ИП (первый квартал 2019 года) — в Алма-Ате и Астане. Эти регионы лидируют и по выпуску продукции: в Алма-Ате — 217,4 млрд тенге, в Астане — 129,7 млрд тенге (тг). Замыкает тройку лидеров по численности занятых в ИП Восточно-Казахстанская область: 113,9 тыс. человек. По выпуску продукции на третьем месте Карагандинская область — 79 млрд тг.
В рейтинге «Ведения бизнеса» Всемирного банка за 2020 год Казахстан занял 25-е место в мире и стал лучшей страной в мире по защите прав миноритарных инвесторов.

### Коррупция
В 2005 году Всемирный банк включил Казахстан в список горячих точек коррупции наравне с Анголой, Боливией, Кенией, Ливией и Пакистаном. В 2019 году Казахстан занял низкое место в индексе по восприятию коррупции (113 место из 180 стран), а Всемирный экономический форум назвал коррупцию самой серьёзной проблемой в ведении бизнеса в стране.
В 2011 году в ходе международного расследования в банках Швейцарии были конфискованы казахстанские активы на сумму 48 млн долл. Правоохранительные органы США полагали, что эти средства представляли собой взятки, выплачиваемые американскими нефтяными компаниями казахстанским чиновникам в обмен на права на разведку и добычу нефти в Казахстане.
В отчёте ОЭСР по Казахстану за 2017 год указывалось, что в Казахстане были реформированы законы, касающиеся государственной службы, судебной системы, инструментов для предотвращения коррупции, доступа к информации и судебного преследования за коррупцию.
В 2023 году в рейтинге стран по индексу восприятия коррупции международной неправительственной организаций Transparency International Казахстан занял 93 место из 180, с показателем индекса 39.

### Внешнеэкономические связи
В 2023 году внешнеторговый оборот Казахстана составил 139,833 млрд долларов США, экспорт — 78,674 млрд долларов США, импорт — 61,158 млрд долларов США. Наибольший объём экспорта казахстанской продукции направлялся в Италию (18,9 %), Китай (18,7 %), Россию (12,4 %), Нидерланды (5,2 %), Турцию (5 %), Республику Корею (4,8 %). Ведущими импортёрами в 2023 году являлись Китай (27,4 %), Россия (26,5 %), Германия (5,2 %), США (4,2 %), Республика Корея (3,6 %) и Турция (3,3 %).
Главными составляющими казахстанского экспорта являются нефть и нефтепродукты (53,8 %), радиоактивные химические элементы (4,4 %), необработанные медные сплавы (4,1 %), медные руды (3,9 %), ферросплавы (3 %), природный газ (2,6 %). Импорт значится в легковых автомобилях (5 %), телефонных аппаратах (3 %), кузовах и кабинах (2,6 %), лекарственных средствах (2,3 %), частях и принадлежностях моторных транспортных средств (1,9 %).

### Здравоохранение
Стратегия «Казахстан-2030» определяет здоровье граждан как одно из основных долгосрочных приоритетов развития государства, в ней президент Назарбаев указал направление реформ в отрасли на улучшение качества медицинских услуг и развитие высокотехнологичной системы здравоохранения.
Казахстан ежегодно тратит около 3,5 % ВВП на систему здравоохранения.
Ожидаемая продолжительность жизни казахстанцев в расчётах 2023 года достигает 75 лет.
Средняя ожидаемая продолжительность жизни при рождении более чем на 8 лет ниже среднего показателя по ОЭСР, а на региональном уровне продолжает сохраняться неравенство по ключевым показателям здоровья.
Страна находится на 42-м месте в мире по коэффициенту материнской смертности и на 79-м по коэффициенту младенческой.
Показатели младенческой и материнской заболеваемости и смертности хотя и ниже, чем в других республиках Средней Азии, в Казахстане значительно выше, чем в западных странах, из-за несбалансированного питания, загрязнения окружающей среды и неадекватного дородового ухода. Хотя санатории и больницы существуют во многих местах, они предоставляют уровень медицинской помощи решительно ниже того, который считается стандартом на Западе.
В стране отмечается низкий уровень смертности от инфекционных и паразитарных заболеваний, хотя заболеваемость туберкулёзом представляет весьма тревожную проблему. В структуре болезней доминируют хронические заболевания, и показатели обусловленной ими смертности в Казахстане существенно превышают аналогичные показатели в странах, являющихся членами ОЭСР.
Со времени обретения независимости был проведён ряд реформ, направленных на модернизацию системы предоставления медицинских услуг.
Однако, система предоставления медицинских услуг остаётся раздроблённой, а доступ к ним затрудняется вследствие ограниченности имеющихся медицинских кадров и современного оборудования, особенно за пределами больших городов. По меркам ОЭСР, в Казахстане сохраняется низкий уровень государственных инвестиций в здравоохранение, что порождает большие издержки для пациентов в виде неформальных выплат, дополнительно затрудняющих доступ к медицинской помощи.
В 2015 году в республике насчитывалось около 765 медицинских учреждений. В соответствии с предварительными данными за 2016 год, численность работников сферы здравоохранения в стране составляла порядка 252 тыс., включая 74 600 врачей и 177 600 специалистов среднего звена.

### Социальное обеспечение
Социальное обеспечение населения в стране возложено на Министерство труда и социальной защиты. Система социальной защиты включают в себя следующие элементы: государственные пособия; обязательное социальное страхование; пенсионное обеспечение; гарантированную медицинскую помощь; защиту материнства и детства; обеспечение доступа к бесплатному образованию (общему и профессиональному); социальную помощь. С 1 января 2020 года внедрена модель государственного объёма бесплатной медицинской помощи. В рамках оной помощь предоставляется всем гражданам, оралманам и иностранцам без гражданства, постоянно проживающим в Казахстане.

### Бедность
Согласно данным Бюро национальной статистики, доля населения, имеющего доходы ниже величины прожиточного минимума в 2022 году, составила 5,2 %.
В докладе Всемирного банка, опубликованном осенью 2018 года, говорится, что если использовать самую высокою черту бедности, принятую в организации, которая, как правило, применяется к странам с уровнем дохода выше среднего, таким как Казахстан, то уровень бедности в стране упал с около 65 % (2001 год) до около 8,5 % в 2017 году. Но между тем сохраняется множество проблем; Казахстан ещё уязвим перед экономическими потрясениями, которые периодически задают обратный ход достижениям страны по сокращению безденежья. В периоды низкого экономического роста или рецессии, как, например, в 2005 и 2013—2016 гг., многие люди оказываются за чертой бедности; ситуация с ней улучшилась лишь после восстановления роста в последующие годы. Если использовать наиболее высокую черту бедности, страна ещё не вернулась к тому уровню, который был достигнут в 2013 году, отмечается в докладе.
Независимые исследователи считают уровень бедности значительно выше данных, приводимых государственной статистикой.

## Культура

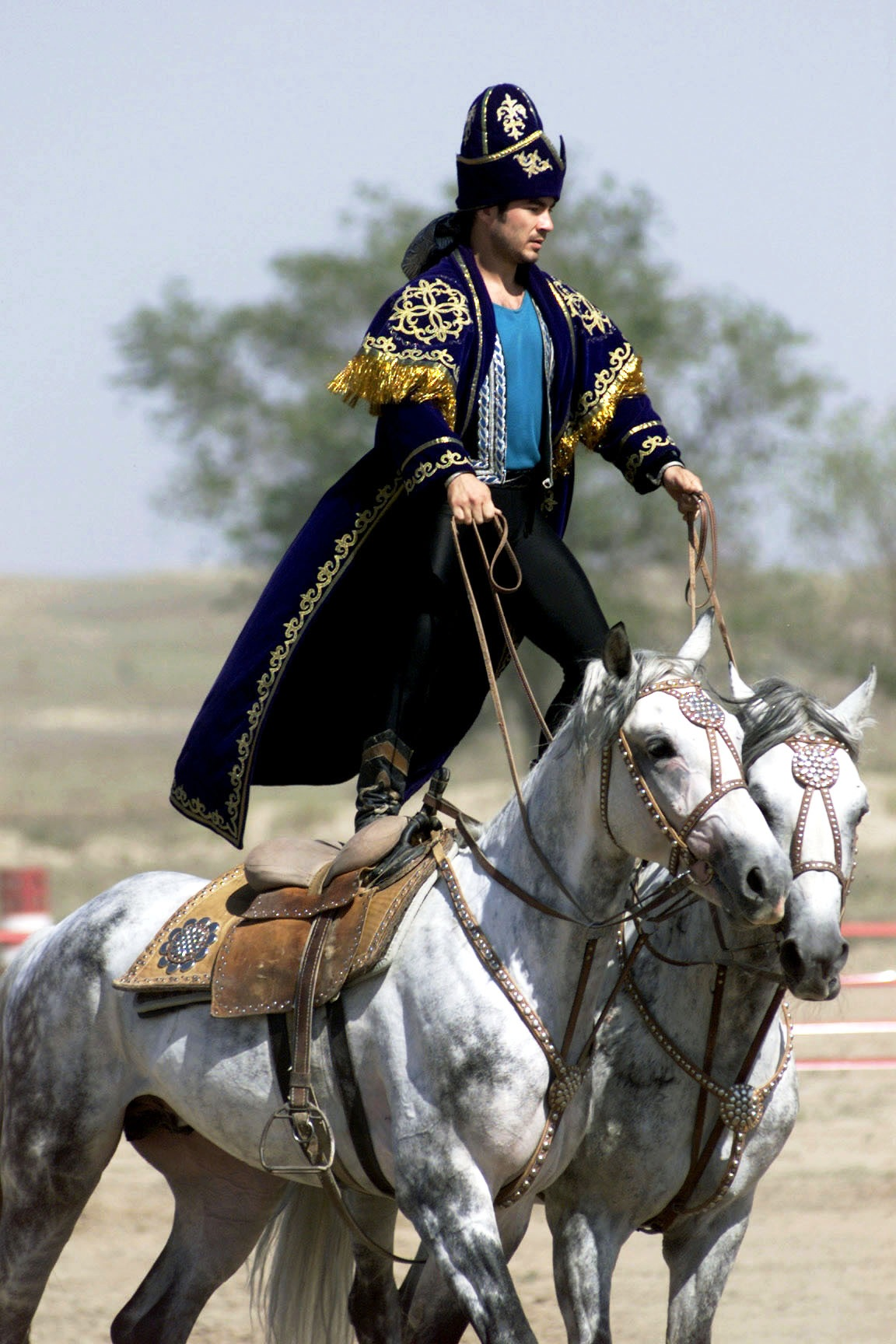
Казахский исполнитель демонстрирует многолетнее конное наследие в рамках гала-концерта во время церемонии открытия Центральноазиатского миротворческого батальона

До российской колонизации у казахов была культура, основанная на кочевом скотоводческом хозяйстве. Ислам появился в регионе после первых контактов с арабами в VIII веке. Первоначально он закрепился в южных частях Туркестана и распространился на север. Саманиды помогли религии укорениться благодаря миссионерской работе. В последующем Золотая Орда продолжала распространять ислам среди племён в регионе в течение XIV века.
Казахстан является родиной большого числа писателей, учёных и философов: Абая Кунанбаева, Мухтара Ауэзова, Габита Мусрепова, Каныша Сатпаева, Мухтара Шаханова, Сакена Сейфуллина, Джамбула Джабаева и многих других.

### Архитектура

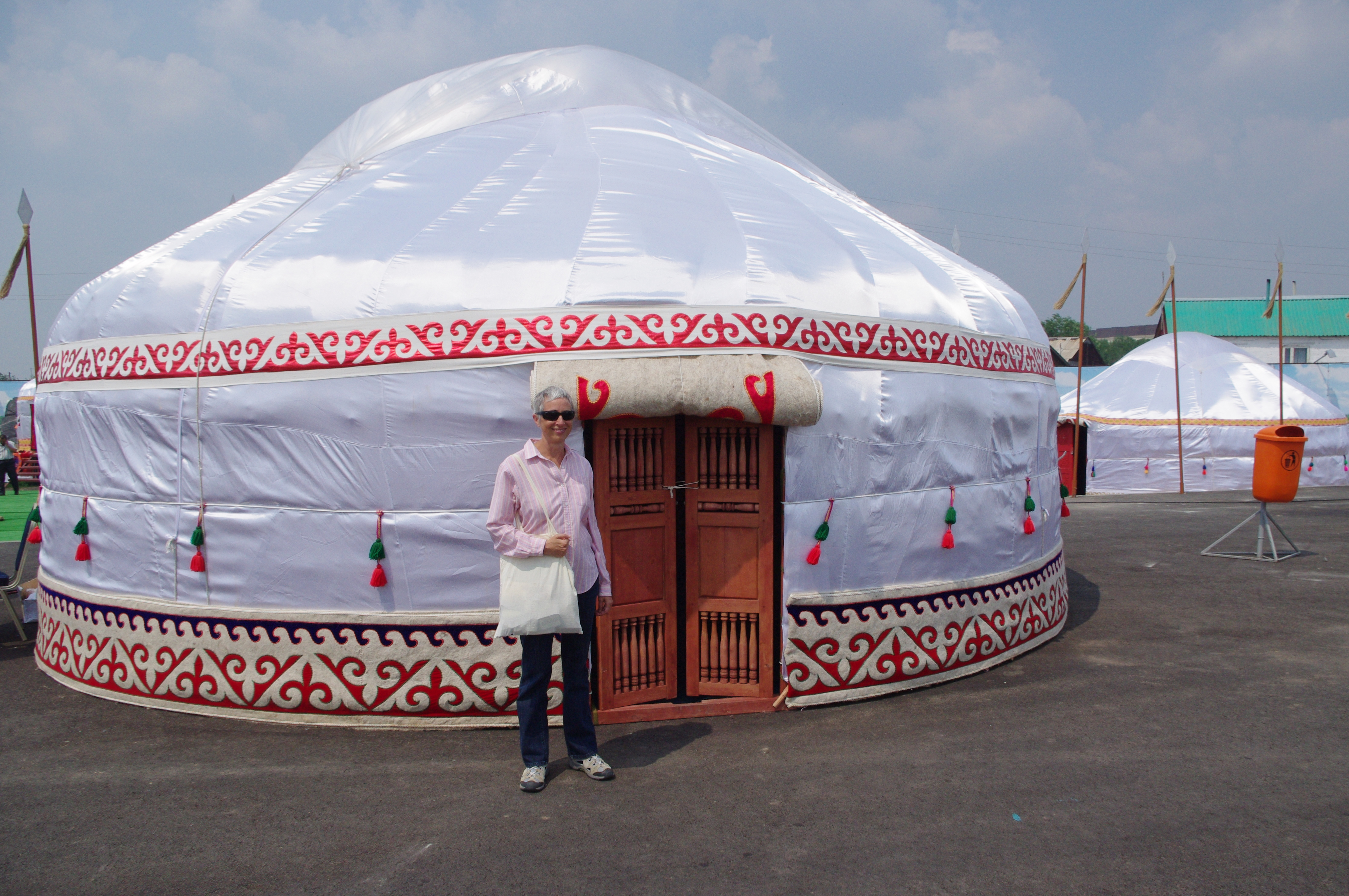
Юрта в Астане

Наиболее ранние жилища и поселения оседлых племён находились в Центральном, Северном, Западном и Восточном Казахстане. А. Х. Маргулан назвал Казахстан наиболее густонаселённой страной эпохи бронзы (XVIII—VIII веков до нашей эры). Жилище патриархальной семьи того времени представляло собой состоящее из нескольких помещений строение площадью до 200 квадратных метров.
Однако уже в начале первого тысячелетия до нашей эры появилось несколько типов мобильного жилища, связываемых историками с сакскими племенами. Из-за недостаточной изученности нередко все типы мобильного жилища (от шалаша до многоугольных срубов) объединялись общим термином «юрта». Изобретение и распространение юрты относятся к середине первого тысячелетия.
Усуни и кангюи — прямые продолжатели культурных традиций саков, их строительная культура развивалась в течение 700 лет (до V века нашей эры). Огромное количество курганов усуньского времени возводилось на местах зимних и летних кочевий по течению рек, стекающих с горных склонов. В городище «Чирик-Рабат», находившемся в бассейне Жанадарьи, были раскопаны два мавзолея, относящиеся к IV—II векам до нашей эры, и мемориальное сооружение «Бабиш-Мулла-2».

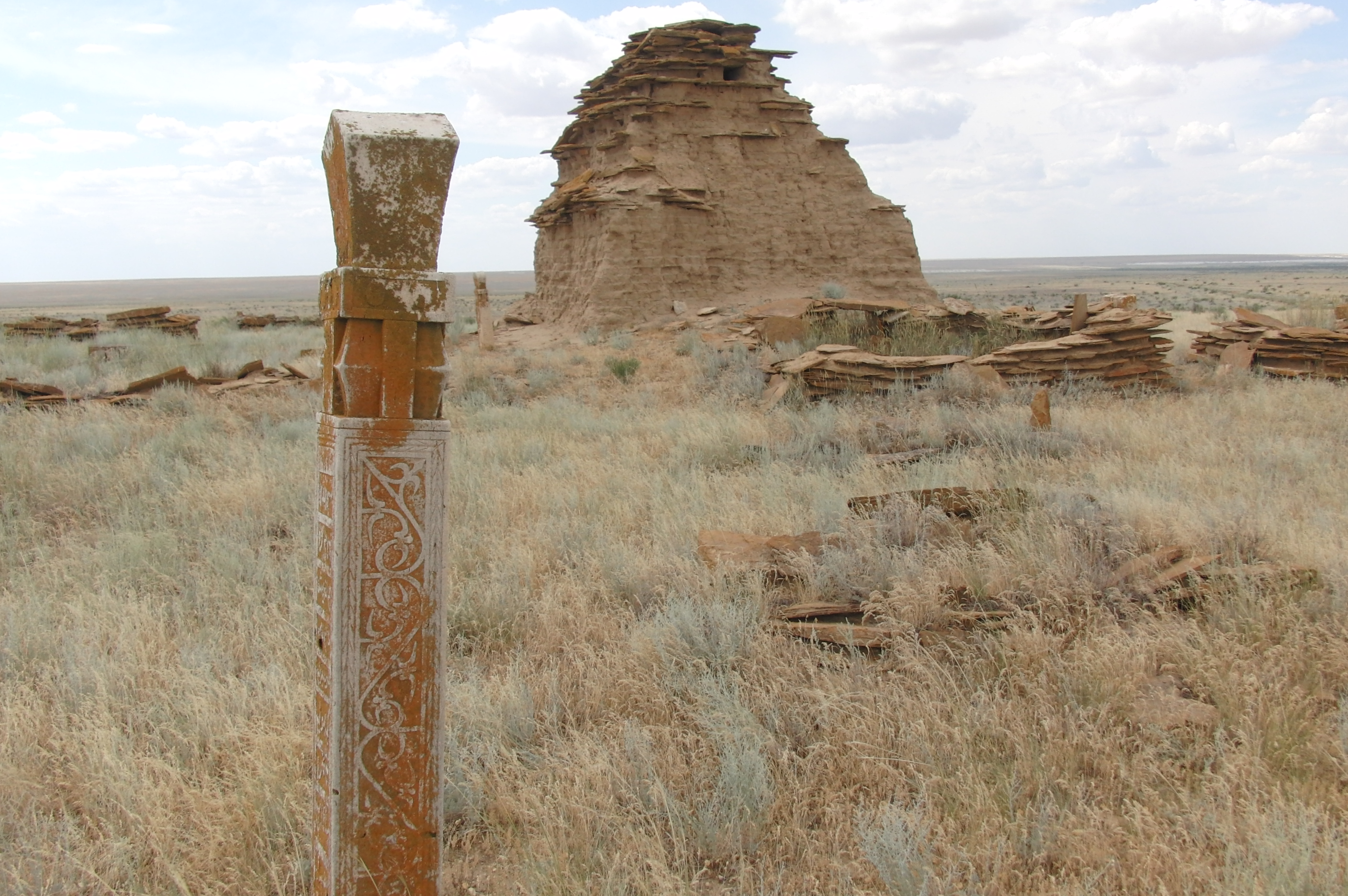
Кладбище в степи у Эмбы

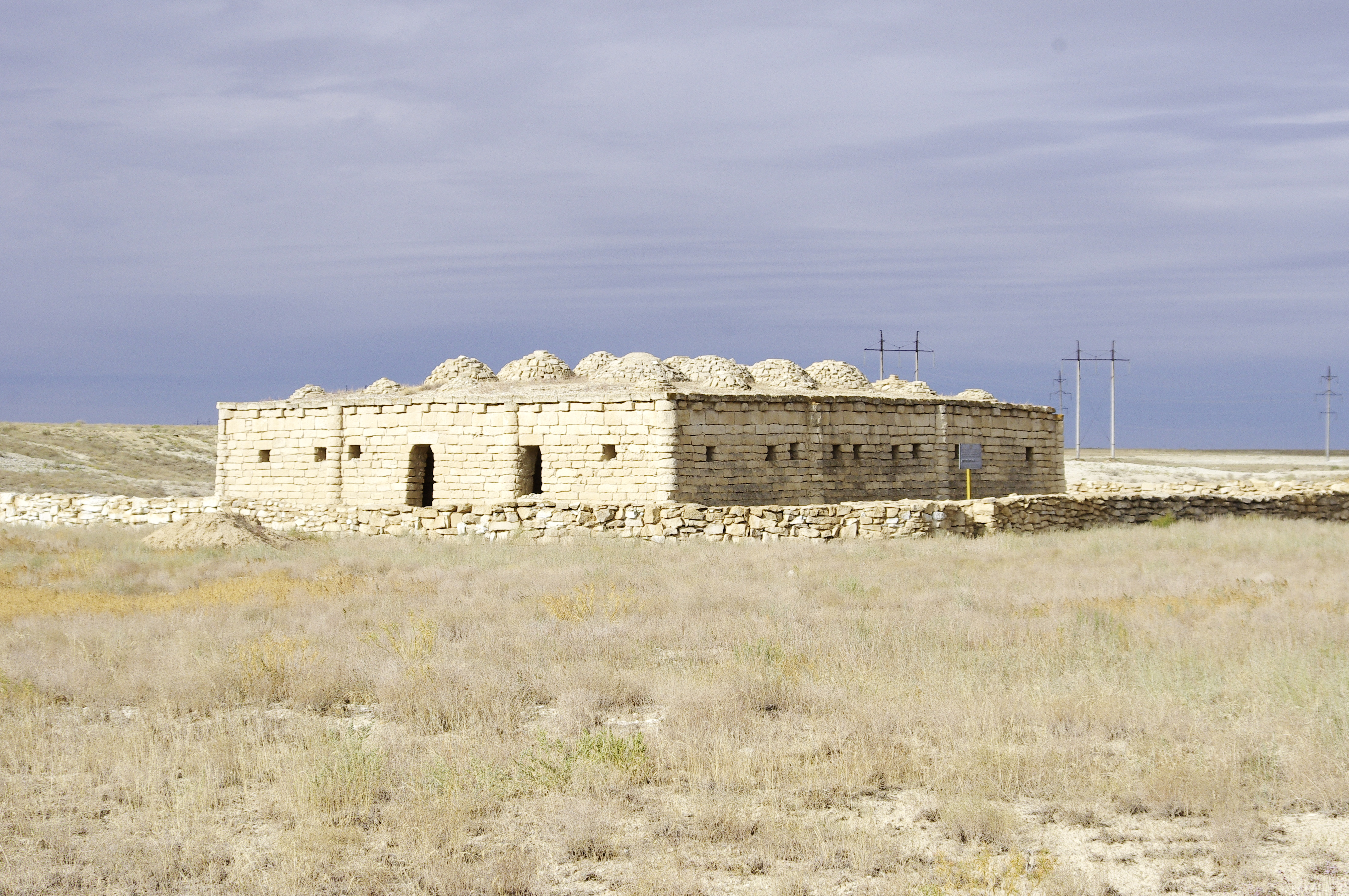
Мечеть Коркембая в каньоне Манашы, памятник архитектуры Мангистау XIX века

В связи с образованием Тюркского каганата в архитектуре произошли важные процессы, оказавшие влияние на формирование традиционных типов мемориальных сооружений, с небольшими изменениями дошедших до наших дней. Так, бревенчатые с коническими или шатровыми сводами погребальные сооружения приалтайских тюрков на новом месте и в новых условиях воспроизводили уже в кирпичных конструкциях.
Весьма заметного развития достигло строительство зданий культового и гражданского характера: замков-дворцов, святилищ, дворцовых комплексов и т. д. К их числу относятся дворцы цитаделей Куйрук-тобе, Баба-ата, Актобе, Тараза, Кулана (Лугового), квартальное святилище на Кокмардане, Барак-там, замок-дворец Акыртас и другие, сооружённые преимущественно в VII—IX веках.
Рубеж XIV—XV веков в Казахстане был отмечен впечатляющей постройкой мавзолея Ходжи Ахмеда Ясави в Туркестане — результат органического сочетания и слияния художественных и конструктивных традиций архитектуры Мавераннахра с казахскими способами организации функциональной структуры зданий. Архитектура мавзолея оказала огромное влияние на дальнейшее развитие народного зодчества Казахстана, оставаясь объектом подражания на многие века.
С XV века начинается новый этап развития монументального зодчества, связанный с образованием и развитием Казахского ханства.
Архитектура мавзолеев Раби и Султан-бегим оказала влияние на развитие зодчества следующих эпох, под влиянием которого с XVI века в архитектуре появляется большое разнообразие типов, особенно мемориальных и культовых сооружений, а также произошло увеличение объёмов строительного дела. Идея централизации и укрепление самосознания казахского народа способствовали усилению самобытных черт национального своеобразия памятников зодчества. По объёмно-пространственному построению композиции купольные мавзолеи этого периода могут быть разделены на портально-, центрически-купольные и башенные. К наиболее крупным памятникам XVI века можно отнести Сауранскую башню, портально-купольные мавзолеи Окши-ата, Асан-ата, Жунус-ата, Жаланаш-ата, Мулкалан, Кесене, Акшора, Уштам, «Восьмигранный» и «Безымянный» (южнее мавзолея Ахмеда Ясави), а также Восточную баню в Туркестане, мавзолеи казахских ханов Джанибека и Касыма в Сарайчике.
Во второй половине XVII века усилился натиск на казахские земли восточных соседей — калмыков (ойрат). Уже в конце XVII века джунгары овладели Семиречьем и возобновили наступление на Южный Казахстан. Это привело к проникновению в некоторые районы Восточного Казахстана и Семиречья буддийско-ламаистских элементов культуры. Об этом свидетельствует строительство так называемой Аблайкитской палаты и Семи Палат в XVII веке, ламаистского здания и мавзолея Актам в начале XVIII века.

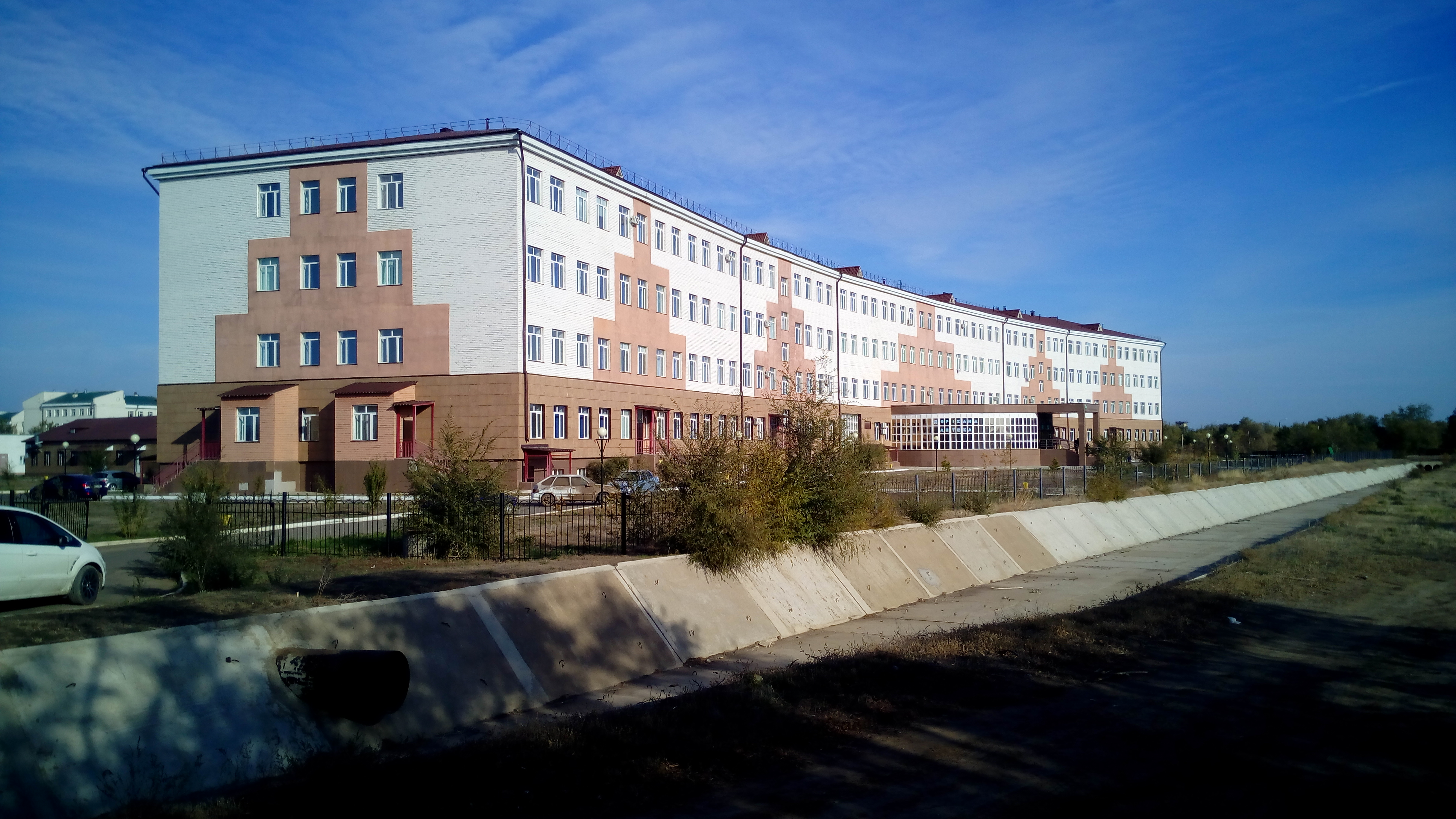
Детская больница в Зачаганске

Во второй половине XVIII века возобновилось строительство крупных мемориальных сооружений в южных районах страны. Традиционными считаются портально-купольные мавзолеи Карашаш-ана, Жунус-ата. Однако известны и два памятника, несколько отличающиеся по своей композиции: Аккесене, возведённый в 10 километрах западнее Тараза, и мавзолей Уванас на севере Южно-Казахстанской области, свидетельствующие о возникновении ещё одного типа мемориальных сооружений.

В период XIX — начале XX века завершается формирование основных типов кочевого жилища по функциональным признакам, главный из которых — рождение казахской юрты с ярко выраженным национальным своеобразием и региональными особенностями. Жилища по своим культурно-бытовым условиям делятся на 4 основные группы: юрта административно-общественного характера ставки, гостевая (конак уй); основная жилая (глава семьи — улкен уй, ак уй, боз уй) обычная юрта отдельной семьи, молодожёнов (отауи кюйме); юрта походная (жолым уй, кос, курке, аблайша) и юрты хозяйственно-бытовые (для приготовления пищи и хранения продуктов — ас уй). Юрты-ставки, гостевые, жилые летние юрты по своему архитектурно-художественному построению разделяются на кыпчакскую (казахскую) и калмыцкую (торгоутскую), получившие распространение и развитие в Казахстане. Казахский тип юрты со сферическим покрытием окончательно сформировался в XVIII — начале XIX века, калмыцкий тип сохранился до сегодняшних дней. Таким образом, в кочевом обществе Казахстана архитектурно-художественная мысль развивалась в специфических условиях, была направлена на создание типа жилища, которое было бы лёгким, прочным, благолепным и полезным. Отдельная семья имела, как правило, несколько юрт.

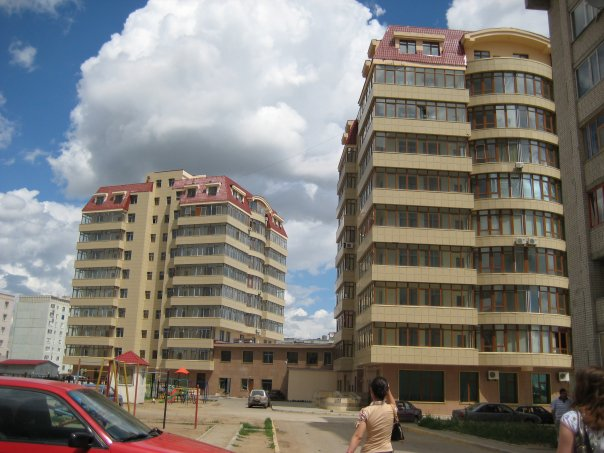
Новостройки Актобе

В конце XIX века в русской архитектуре, в том числе и в Казахстане, появился модерн — принципиально новое стилевое архитектурное направление. Особого размаха достигло в данный период строительство в городах Казахстана самых разных типов общественных зданий: административно-управленческого характера, культурно-просветительских, больнично-оздоровительных, зрелищно-развлекательных учреждений, столовых и ресторанов, гостиничных, транспортно-производственных комплексов, большинство из которых ранее были не известны в Казахстане.
С обретением независимости архитектура оказалась на новом уровне развития. Перенос столицы привлёк архитектурные и строительные компании со всего мира. Автором Байтерека в Астане является Акмурза Рустембеков, за который он был удостоен множеством казахстанских наград.

### Музыка

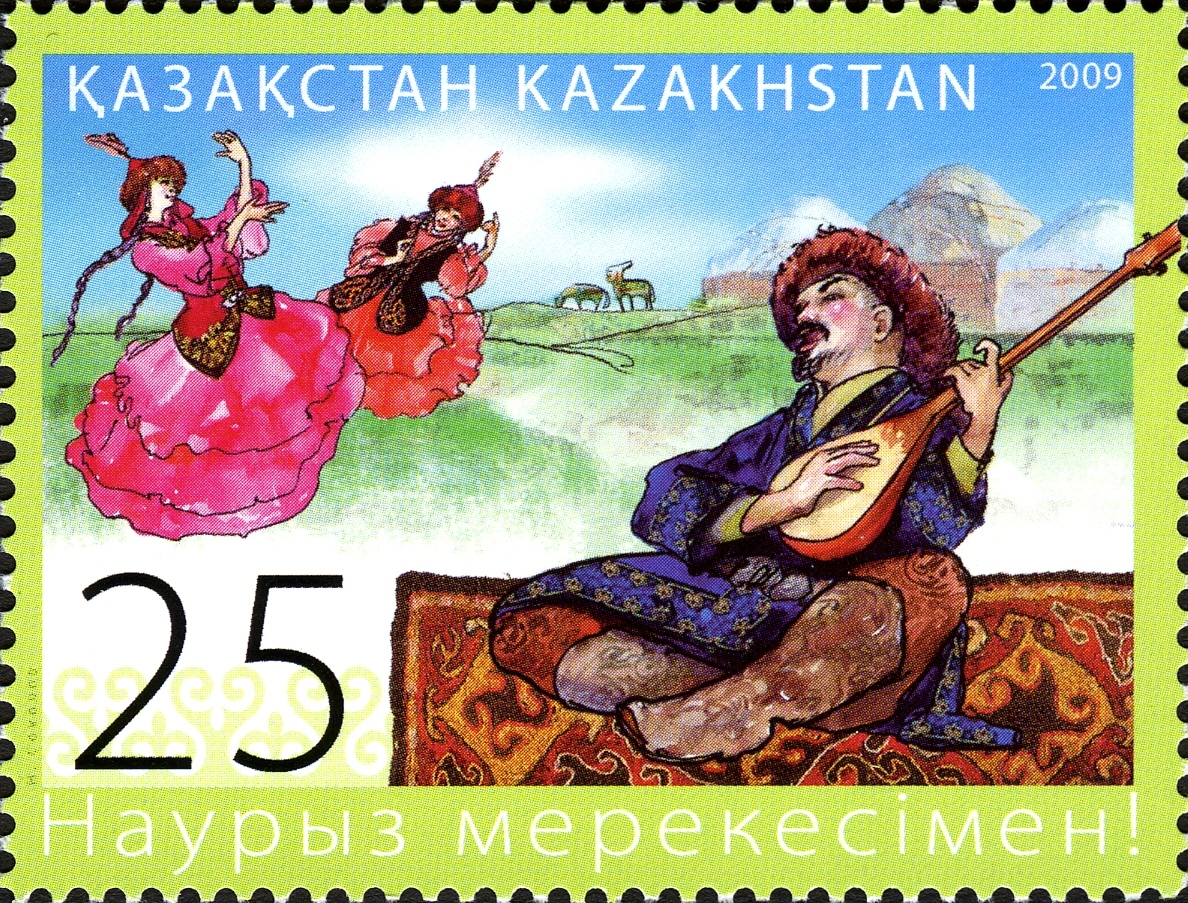
Наурыз на марке Казахстана

Казахстан является родиной Казахского государственного оркестра народных инструментов имени Курмангазы, Государственного филармонического оркестра, Казахской национальной оперы и Казахского государственного камерного оркестра. Музыкально-драматический техникум, основанный в 1931 году, был первым высшим музыкальным учебным заведением. Ведущая консерватория находится в Алма-Ате (консерватория им. Курмангазы).
Казахстанская музыка периода сильного российского влияния состоит из инструментальной и вокальной музыки. Инструментальную музыку с пьесами (кюй) дают в исполнении солистов. Вокальная музыка часто исполняется либо как часть церемонии, такой как свадьба (в основном, в исполнении женщин), или как часть праздника.
Российское влияние на казахстанскую музыку можно увидеть в двух сферах: во-первых, внедрение музыкальных академических институтов, таких как концертные дома с оперными сценами, консерватории, где исполнялась и преподавалась европейская музыка, и, во-вторых, попытка включения казахской традиционной музыки в эти академические структуры. Контролируемые сначала Российской империей, а затем Советским Союзом, казахстанские народные и классические традиции стали связаны с этнической русской и западноевропейской музыкой.

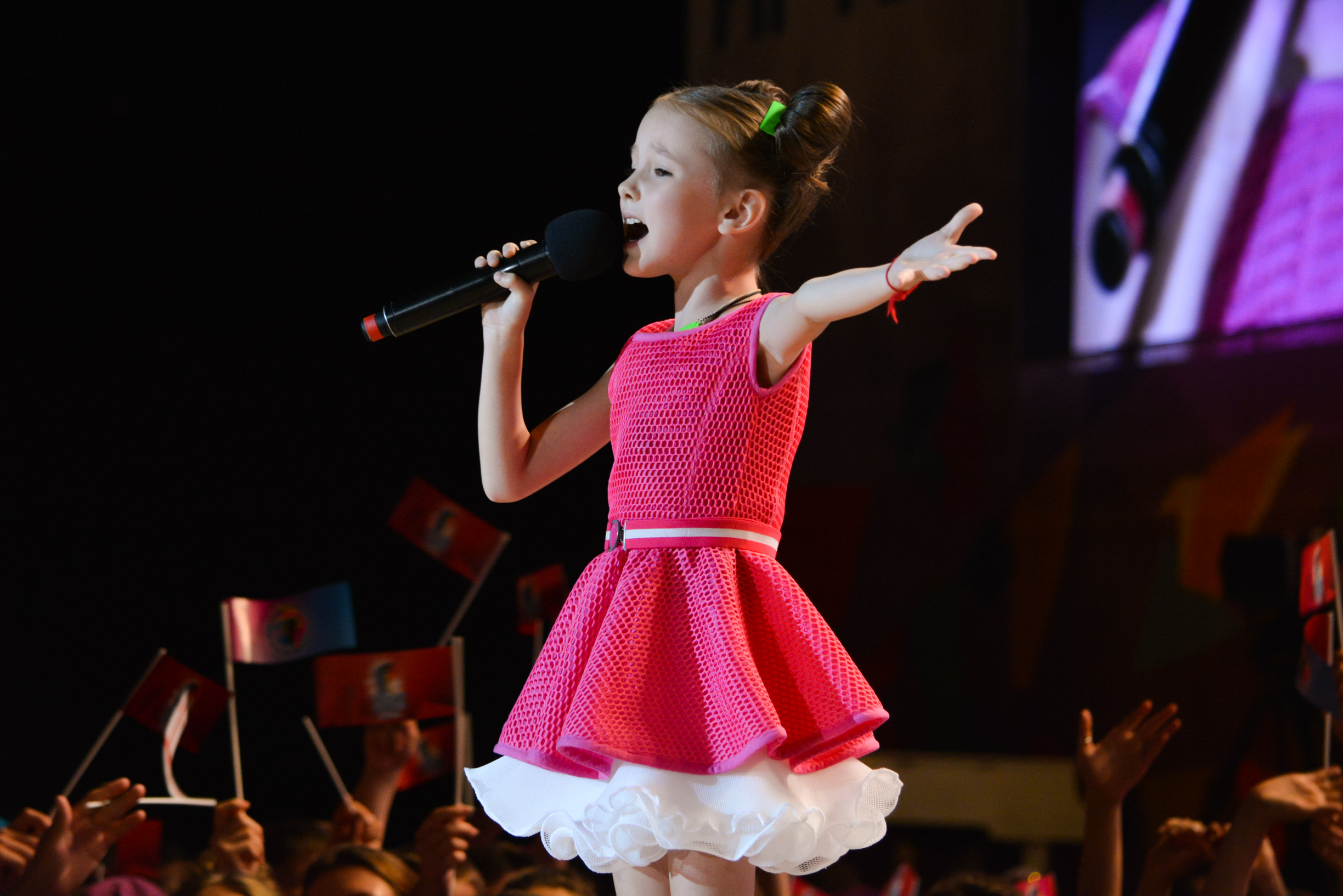
Данэлия Тулешова представляла Казахстан на Детском Евровидении — 2018

Сами казахи, однако, не писали свою музыку в нотах до 1931 года. Позже, в составе Советского Союза, казахская народная культура поощрялась дезинфицированным способом, призванным избежать политических и социальных волнений. В 1920 году Александр Затаевич, русский чиновник, создал крупные произведения художественной музыки с мелодиями и другими элементами казахской народной музыки.

### Литература

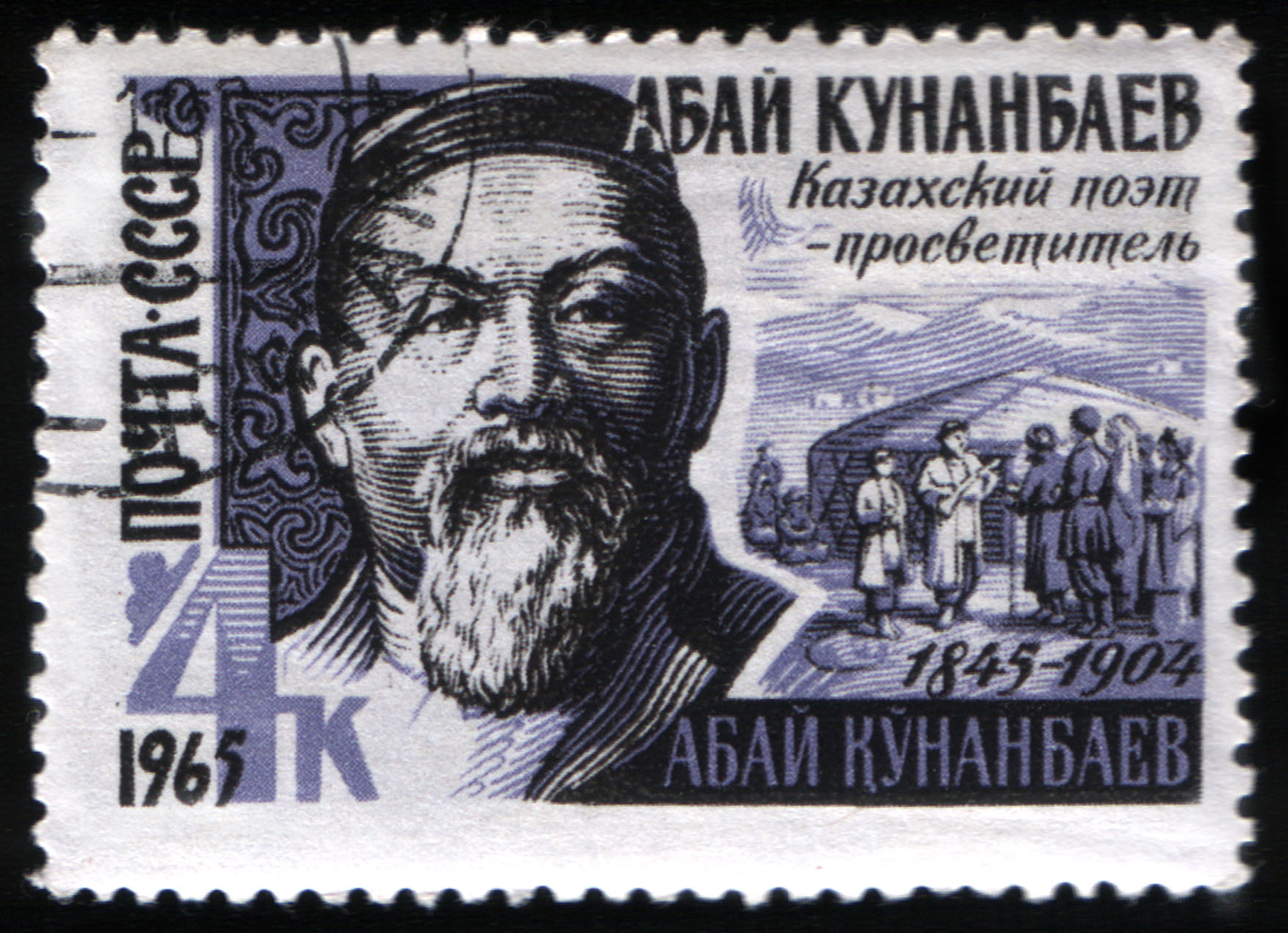
Марка почты СССР в честь казахского эссеиста и поэта Абая Кунанбаева

### Изобразительное искусство

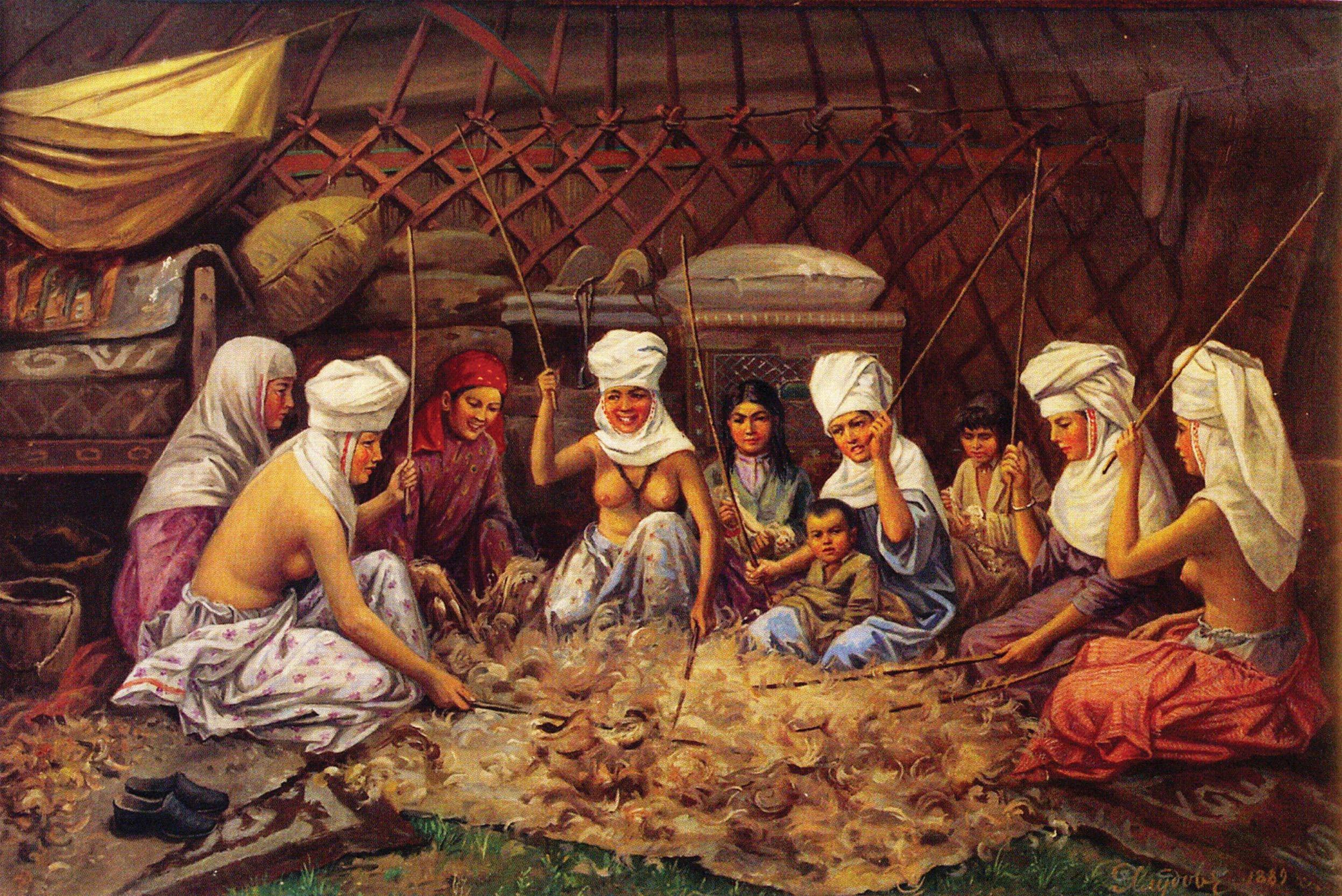
Николай Хлудов.
«Битьё шерсти».
Российская империя, Степное генерал-губернаторство, Семиреченская область, Верненский уезд, аул на реке Чилик, 1889 г.
Центральный Государственный музей Казахстана.

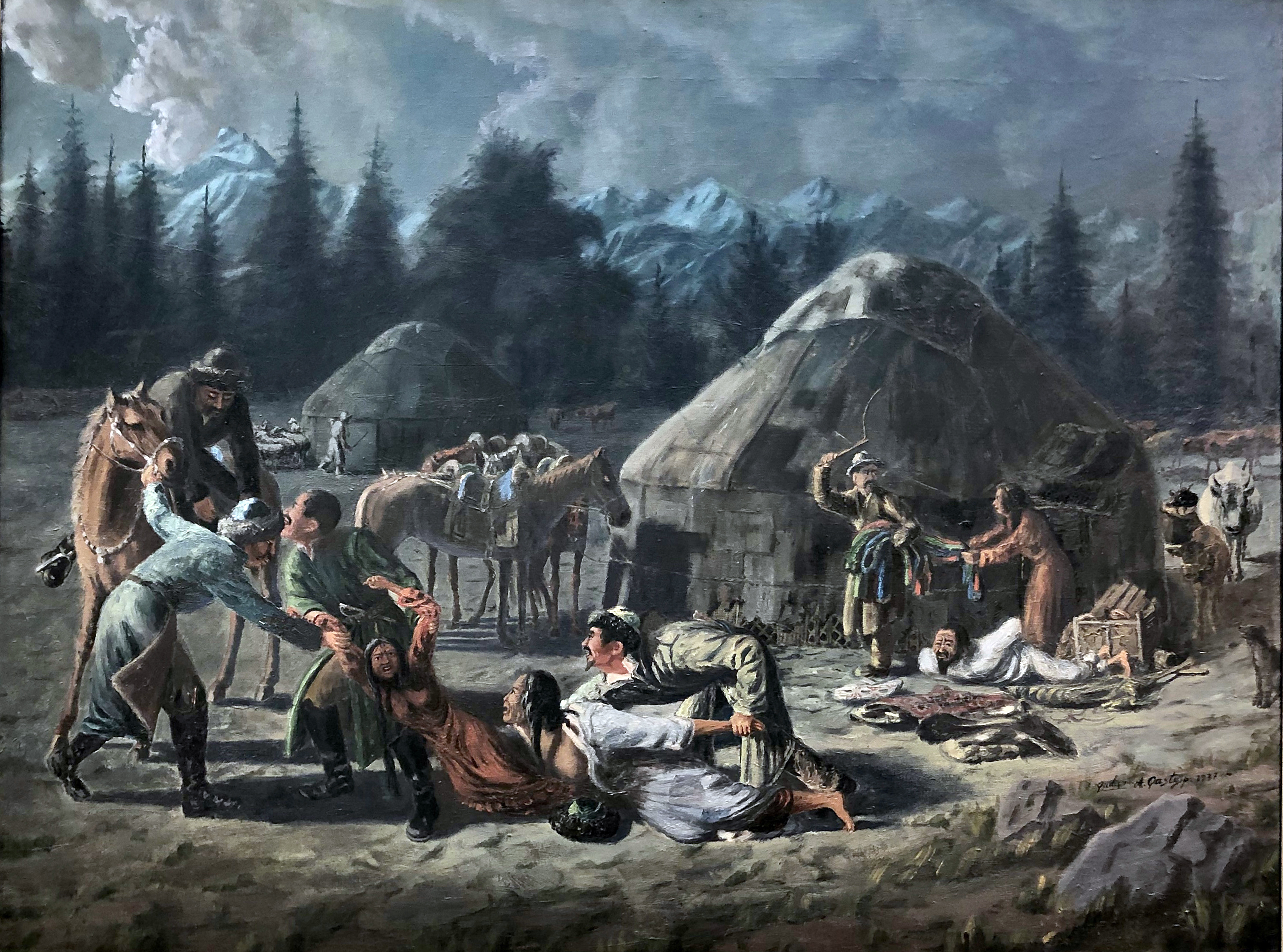
Абылхан Кастеев.
«Похищение невесты».
СССР, РСФСР, Москва, художественная студия имени Н. К. Крупской, 1937 г.
Государственный музей искусств Республики Казахстан имени Абылхана Кастеева.

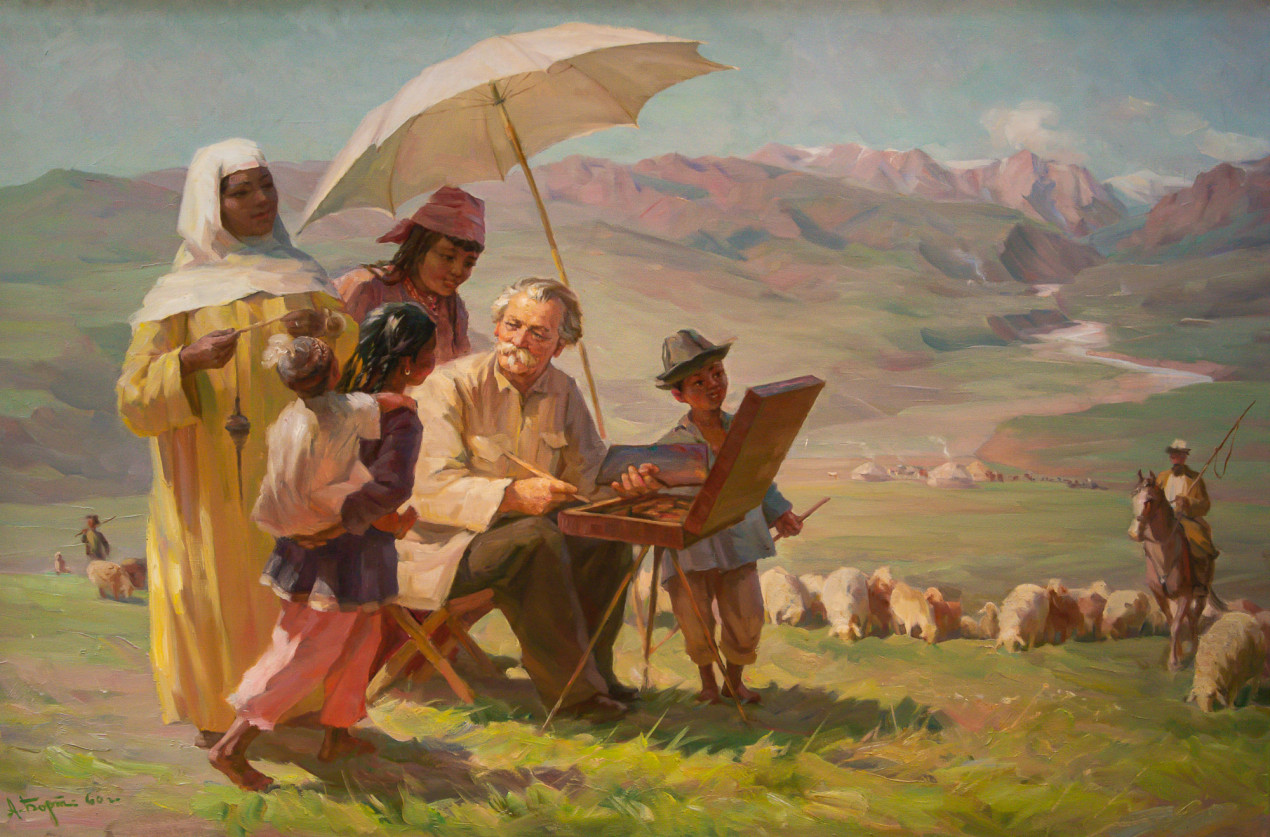
Алексей Бортников.
«Николай Гаврилович Хлудов на жайлау».
СССР, КазССР, Алма-Ата, 1960 г.
Государственный музей искусств Республики Казахстан имени Абылхана Кастеева.

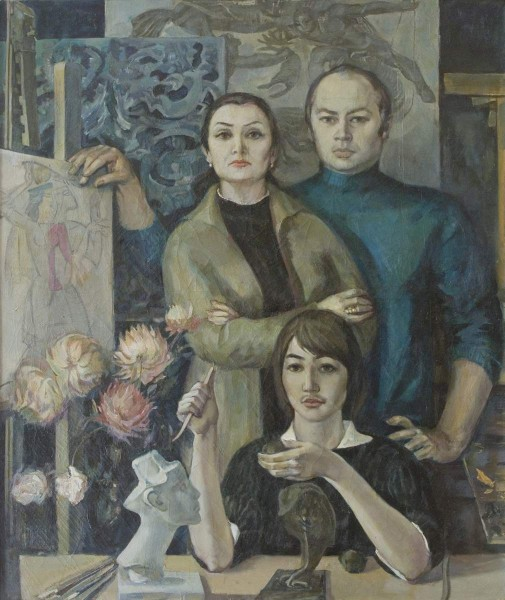
Гульфайрус Исмаилова.
«Автопортрет с мужем Евгением Сидоркиным и сыном Вадимом».
СССР, КазССР, Алма-Ата, 1978 г.
Государственный музей искусств Республики Казахстан имени Абылхана Кастеева.

Профессиональные станковые формы изобразительного искусства Казахстана — живопись, скульптура, графика — сложились в 1920-х годах XX века. До этого времени не было единого художественного центра; художники работали разобщённо. В развитии и организации национального искусства художественного образования в республике велика заслуга русских художников, среди которых Н. Г. Хлудов. Он учился в Одесской рисовальной школе, затем в Петербурге у художника Н. Гоголинского; с 1879 года до конца своей жизни жил и работал в Верном (Алма-Ата). В 1920 году были созданы художественные мастерские, объединившие группы художников (Н. Хлудов, А. Пономарёв, В. Антонов и др.), которые имели важное значение для консолидации художников страны. Весомый вклад в развитие изобразительного искусства и художественного образования внёс своей организаторско-творческой работой Николай Крутильников. Всю свою творческую жизнь Николай прожил в Казахстане, сначала в Семипалатинске (Семей), затем в Кзыл-Орде и Алма-Ате. Окончил в 1916 году Казанское художественное училище; в 1921 году переехал в Семипалатинск, где развернул большую общественно-культурную деятельность: занимался поиском молодых творческих сил, вёл популяризационную работу, пропагандировал произведения искусства среди населения. Крутильников явился одним из организаторов художественной студии в городе и первой передвижной выставки в республике. В эти же годы в периодической печати встречаются рисунки М. Кудряшова, В. Панаева, И. Савельева, братьев Кулахмета и Ходжахмета Ходжиковых, В. Нестерова, А. Исмаилова. Тем не менее об активной творческой жизни художников Казахстана говорить было рано: сказывалось отсутствие организационного центра. О оторванности Казахстана свидетельствует и сей факт: 20 октября 1926 года был открыт отдел по изучению искусств национальностей СССР при Государственной академии художеств. Большая роль в создании и деятельности его принадлежит Я. А. Тугендхольду, которым было написано значительное количество статей об изобразительном искусстве народов СССР; но Казахстан остался вне поля зрения этого учёного.
Рождение национальной школы обычно знаменуется появлением незаурядного таланта. В этот период творил казахский художник Абылхан Кастеев — первый профессиональный художник Казахстана, лауреат Государственной премии Казахстана имени Ч. Валиханова. С его именем связано становление и развитие казахского изобразительного искусства, самобытного пути изобразительной школы страны. Его творчество начинается в конце 1920-х годов, им написано большое количество акварелей, объединённых в серию «Старый и новый быт». Работы художника обнаруживают человеческую проникновенность, бережное отношение к истории, традиции, ко всему, что определяет национальное своеобразие. Произведения Кастеева — более тысячи картин, акварелей, рисунков — называют художественной летописью республики.
Важное событие в художественной жизни страны — организация в 1928 году Наркоматом народного просвещения КазАССР передвижной выставки произведений казахстанских художников. С этого времени в Казахстане систематически организуются передвижные художественные выставки (Алма-Ата, 1929; Павлодар, 1931); аналогичные выставки были открыты силами местных художников в Семипалатинске, Петропавловске, Актюбинске, Чимкенте. С 1928 года, со строительством в Казахстане Турксиба, крупных индустриальных объектов художественно-общественная жизнь активизируется. В страну приезжают специалисты по культуре, искусству, художественному образованию из центральных областей. Интерес к Казахстану проявляют и художественные организации Москвы, в частности, Всероссийское кооперативное товарищество «Художник». В 1932 году был создан Оргкомитет Союза художников СССР, а в 1933 году — Оргкомитет Союза художников Казахстана, одним из организаторов которого был Н. И. Крутильников; первым председателем стал Аубакир Исмаилов — живописец и график. Создание Оргкомитета Союза художников Казахстана явилось крупным событием в художественной жизни республики; его деятельность выражалась в регулярной организации выставок, в консолидации и творческой мобилизации художников. Первая выставка, организованная Оргкомитетом в 1933 году в Алма-Ате, ставила своей целью выявление творческих, прежде всего национальных сил. В 1934 году было организовано несколько выставок, самой значительной из которых стала выставка «Искусство Советского Казахстана», открытая 8 мая, после специального постановления СНК Казахстана в музее восточных культур в Москве для широкого ознакомления трудящихся СССР с казахским искусством. Выставка показала, что в республике недостаёт своей художественной школы, которая бы растила национальные кадры.
Эпохальным событием стал I съезд художников Казахстана (24 июня 1940 г., Алма-Ата). На съезде отмечались достижения Оргкомитета Союза художников Казахстана; вместе с тем подчёркивалось, что перед художниками стоят задачи повышения профессионального мастерства, улучшения работы с талантливой молодёжью. К тому времени в Казахстане уже сложился костяк национальных художников-живописцев.

### Театр

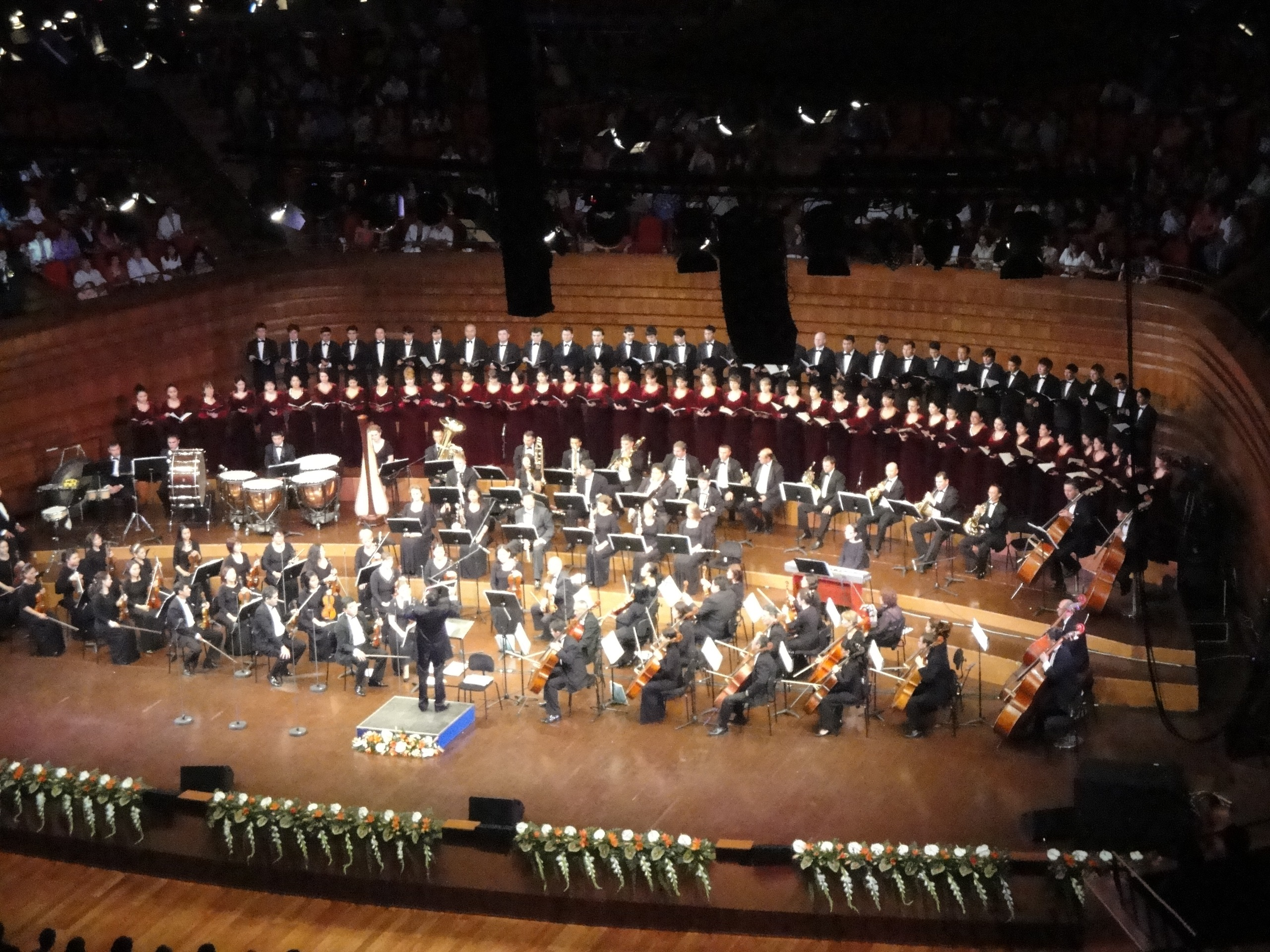
Центральный концертный зал «Казахстан»

До середины 1920-х годов в стране существовали лишь любительские театральные труппы, наиболее известными из которых были Семипалатинская и театр Оренбургского казахского института народного образования. На базе последнего в январе 1926 года в Кызыл-Орде был открыт первый профессиональный казахстанский театр, где работали М. Ауэзов, Ж. Шанин, С. Кожамкулов, К. Куанышпаев, К. Джандарбеков.
В 1930-е годы в республике появляется ряд новых театров. В 1937 году в Кызыл-Орде был открыт Корейский музыкально-драматический театр, в 1937 году Казахский театр стал академическим, а целый ряд актёров получили звания народных и заслуженных артистов республики. Продолжали развиваться областные театры, театры художественной самодеятельности. Известность получили актёры Ш. Айманов, С. Кожамкулов, Е. Умурзаков, К. Кармысов, X. Букеева; начинают артистическую деятельность И. Ногайбаев, Н. Жантурин и многие другие.
Культурная жизнь Казахстана во второй половине 1940—1950-х годах находилась под строгим идеологическим контролем, в основе которого лежали догматические представления о роли культуры изложенные в «Кратком курсе истории ВКП (б)», где культурное строительство воспринималось как простое суммирование отдельных видов культурной деятельности: развёртывание школьного строительства, рост числа высших учебных заведений, культурно-просветительная работа и т. п. Причём, главным являлась связь культуры с политикой, как гарантии «непобедимости» социализма.
К 30-летию Казахской ССР театр подготовил спектакль «Миллионер» Г. Мустафина, первую из казахских пьес о жизни современных колхозников, а до конца года осуществил постановки спектаклей «Абай», «Счастье» П. Павленко и «Укрощение строптивой» У. Шекспира. Областной русский драмтеатр в течение 1950 года осуществил постановки пьес «Грушенька» И. Штока; «Чужая тень» К. Симонова; «Тайная война» С. Михалкова и Д. Самойлова; «Таланты и поклонники», «Доходное место» и «Горячее сердце» А. Островского; «Государственный советник» М. Сагаловича и Б. Фаянса, «Человек должен жить» Л. Компанейца. В новый репертуар Каркаралинского совхозно-колхозного театра в этом году были включены постановки «Жолдастар» Байжанова, «Семья Алана» Мухтарова, «За вторым фронтом» В. Собко и «Шолпан» С. Бегалина.
Однако, несмотря на усилия творческих коллективов и повышенное внимание государственных и партийных органов к вопросам развития театрального искусства в стране, тенденция снижения посещаемости театров продолжала развиваться. Определению причин и поиску путей из этого положения было посвящено совещание директоров театров и заведующих областными отделами по делам искусств (17 марта 1951 г., Алма-Ата), на котором были рассмотрены вопросы о состоянии репертуара драматических театров, практике работы театров над образом советского человека, повышении качества художественного оформления спектаклей.
Влияние на дальнейшее развитие театрального искусства Центрального Казахстана оказал впервые организованный в 1957 году Министерством культуры Казахской ССР республиканский смотр драматических театров, победители которого получили право участвовать в первой «Театральной весне» страны. Высокую оценку жюри получили спектакли областных казахских и русских театров городов Павлодара («Дали неоглядные» Н. Вирты), Акмолинска («Почему улыбались звёзды» А. Корнейчука), Караганды («Ревизор» Н. Гоголя), Кустаная («Иван Рыбаков» В. Гусева).

### Кинематограф

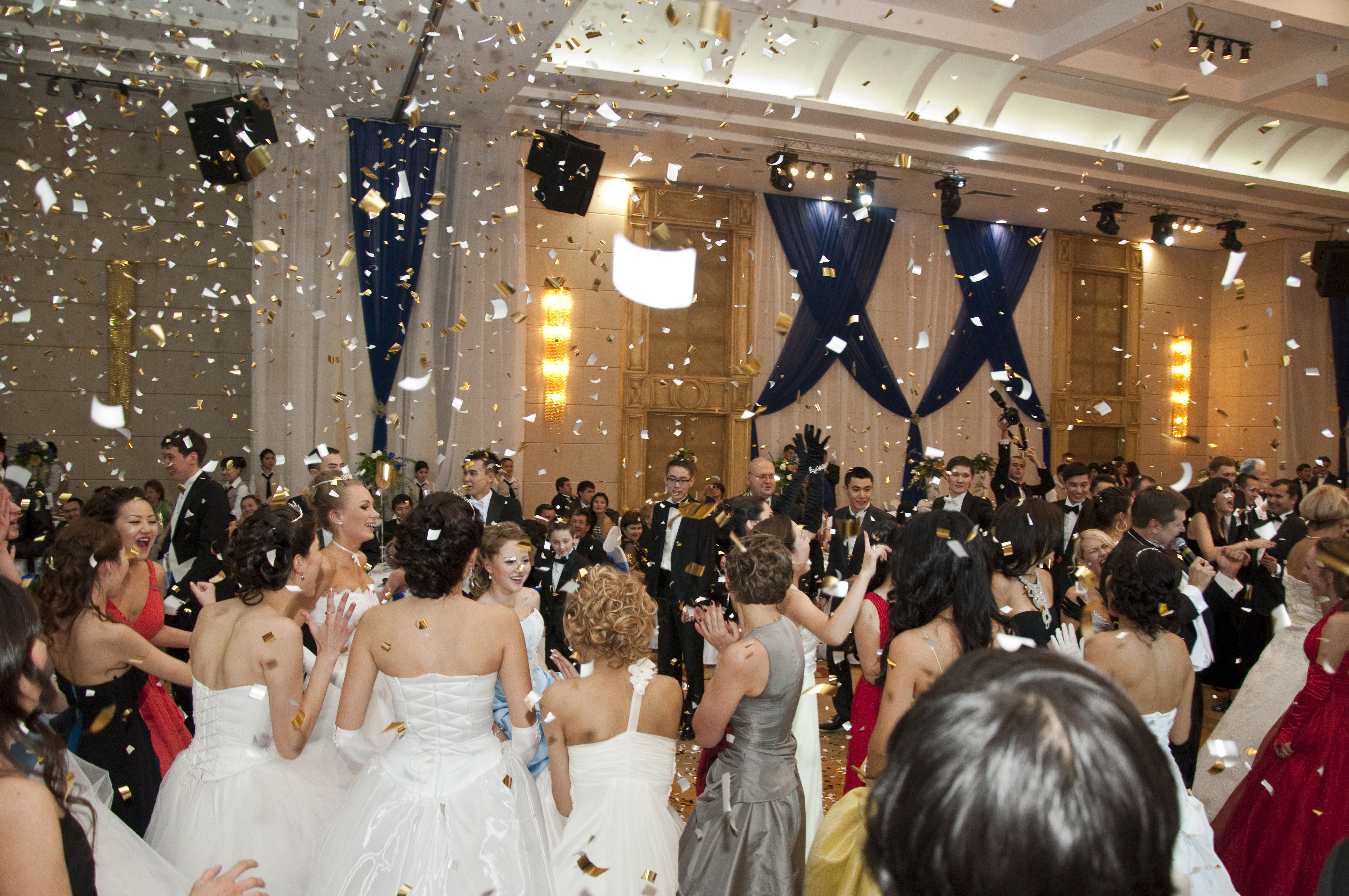
Благотворительный бал в Алма-Ате

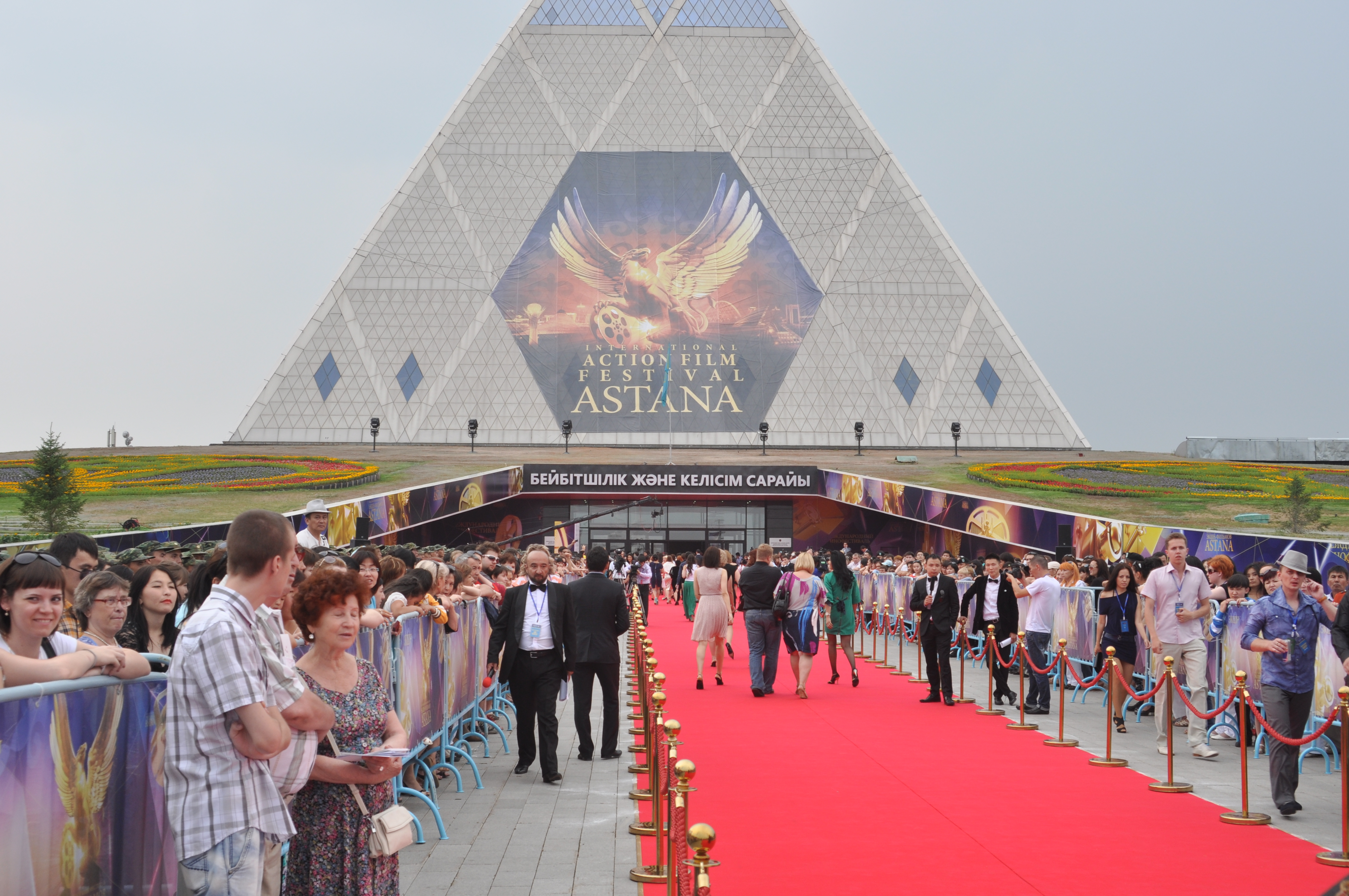
Фестиваль экшн-фильмов в Астане, 2010

Государственная киноиндустрия управляется большей частью через киностудию «Казахфильм», базирующуюся в Алма-Ате. В стране ежегодно проводится кинофестиваль экшн-фильмов «Astana» и кинофестиваль «Евразия».
Единственный коммерчески успешный жанр в Казахстане — комедия. Учитывая фактор размера казахстанского рынка, Государственный центр поддержки кино изначально ставит перед собой приоритет в виде духовных ценностей фильма. Прибыль уходит на второй план, что показывает история создания казахстанских кинокартин в постсоветский период.
Согласно данным на сайте киностудии Казахфильм, с 2010 по 2018 год на государственные деньги были сняты 85 художественных кинокартин. Из них, предположительно, только три фильма окупили себя и принесли прибыль. Это «Войско Мын Бала», «Шал» и «Сказ о розовом зайце». Остальные картины оказались неприбыльными.
Начало казахстанского кинематографа принято считать с фильма «Амангельды», вышедшего на экраны в 1938 году. Центральной темой киноискусства Казахстана XX века становились сюжеты современности того времени, воплощённые в фильмах «Мы из Семиречья» (режиссёр С. Ходжиков и А. Очкин) о борьбе верненских большевиков за установление Советской власти, «Дорога жизни» (К. Абусеитов) о строительстве Турксиба и становлении рабочего класса страны, «На диком бреге Иртыша» (Е. Арон) о жизни строителей гидроэлектростанции на Иртыше.
1950-е годы вошли в историю киноискусства как один из наиболее плодотворных этапов в его развитии. Большое влияние на этот процесс в республике, как и во всей стране, оказало постановление Совета министров СССР от 18 ноября 1952 года «О мероприятиях по увеличению производства художественных фильмов». В репертуар прочно вошли такие пьесы, как «Абай» М. Ауэзова, «Вчера и сегодня» Ш. Хусаинова, «Одно дерево — не лес» А. Тажибаева, «Дружба и любовь» А. Абишева, «Волчонок под шапкой» К. Мухамеджанова.
Значительное внимание советские кинематографисты уделяли созданию художественной и документальной кинолетописи целинной эпопеи. Во второй половине 50-х годов они сняли шесть художественных фильмов о жизни целинников. Ход освоения целины регулярно освещался в периодическом киножурнале «Советский Казахстан»; в специальных документальных фильмах. Особенно впечатляющим оказался фильм «Битва за миллиард» (М. Дулепо).
Режиссёр Тимур Бекмамбетов получил мировое признание.
Несмотря на то, что профессиональная его деятельность сформировалась в России, он позиционирует себя в качестве казахстанского кинематографиста. Его фильмы транслируются не только в Восточной Европе, но и на Западе, в том числе и в США. Главные роли во многих картинах Бекмамбетова исполняют звёзды мирового кино.
Казахстанский журналист Артур Платонов стал победителем в номинации «Лучший сценарий» за документальный фильм «Проданные души» о вкладе Казахстана в борьбу с терроризмом на церемонии вручения Cannes Corporate Media & TV Award 2013.
Фильм «Бауыр» Серика Апрымова получил награду Министерства иностранных дел Германии на кинофестивале Центральной и Восточной Европы goEast.

### Музеи

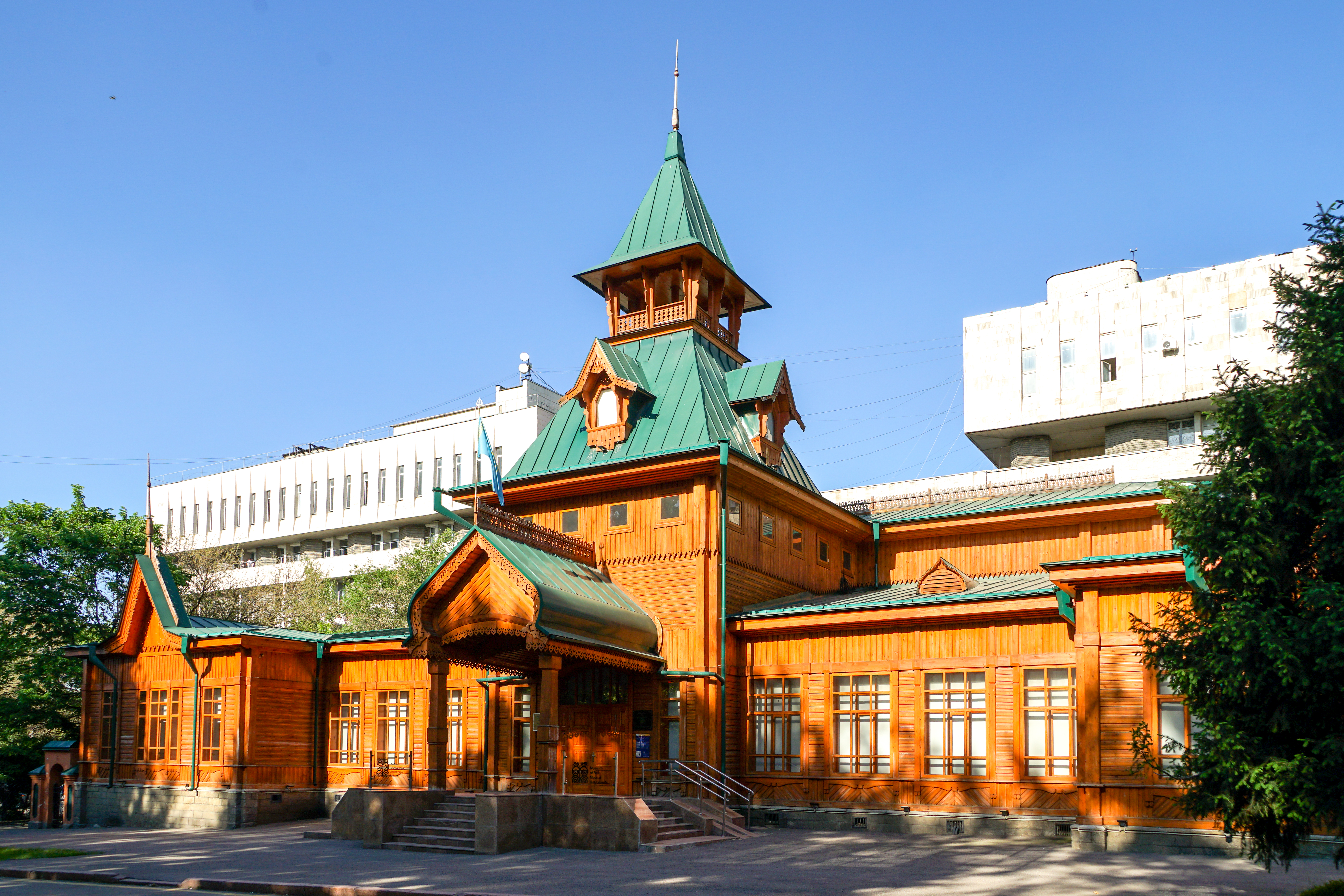
Музей казахских народных музыкальных инструментов имени Ыкыласа

Алма-Ата — один из самых исторически значимых городов страны. Она располагает большим количеством исторических объектов, составляющих историю Казахстана. В её Центральном государственном музее сохранены более 20 тысяч экспонатов произведений живописи, графики, скульптуры, декоративного и прикладного искусства. Здесь можно окунуться в историю разных периодов. Побывать во времена образования первых государств, развития кочевой культуры, создания городов и массовых переселений народов на территории нынешней республики. Государственный музей искусств им. Абылхана Кастеева насчитывает около 20 тысяч произведений искусства и живописи. В нём можно встретить около 200 произведений западных мастеров.
Музей народных музыкальных инструментов был организован в 1980 году. Это один из культурных достопримечательностей «южной столицы». Содержит уникальную коллекцию казахских музыкальных инструментов, на которых играли поэты, жырау (певцы-сказители) и композиторы, в том числе домбра Абая Кунанбаева, Джамбула, Махамбета, Амре, Дины и других известных деятелей музыкального искусства.
Также в Алма-Ате существует литературно-мемориальный музей в честь Джамбула Джабаева. Музейный комплекс включает дом акына, где он проживал в 1936—38 и 1938—45 годах, мазар, где хранятся остатки поэта, гараж и административное здание. Нургиса Тлендиев, известный композитор и исполнитель, также захоронен в этой местности.
В фондах и экспозициях музеев по состоянию на 2016 год насчитывается около 3,6 млн культурных ценностей. В среднем ежегодно музеями проводится более 7 тыс. выставок, 11 тыс. лекций, свыше 190 тыс. экскурсий; с экспозициями знакомятся более 5 млн посетителей.

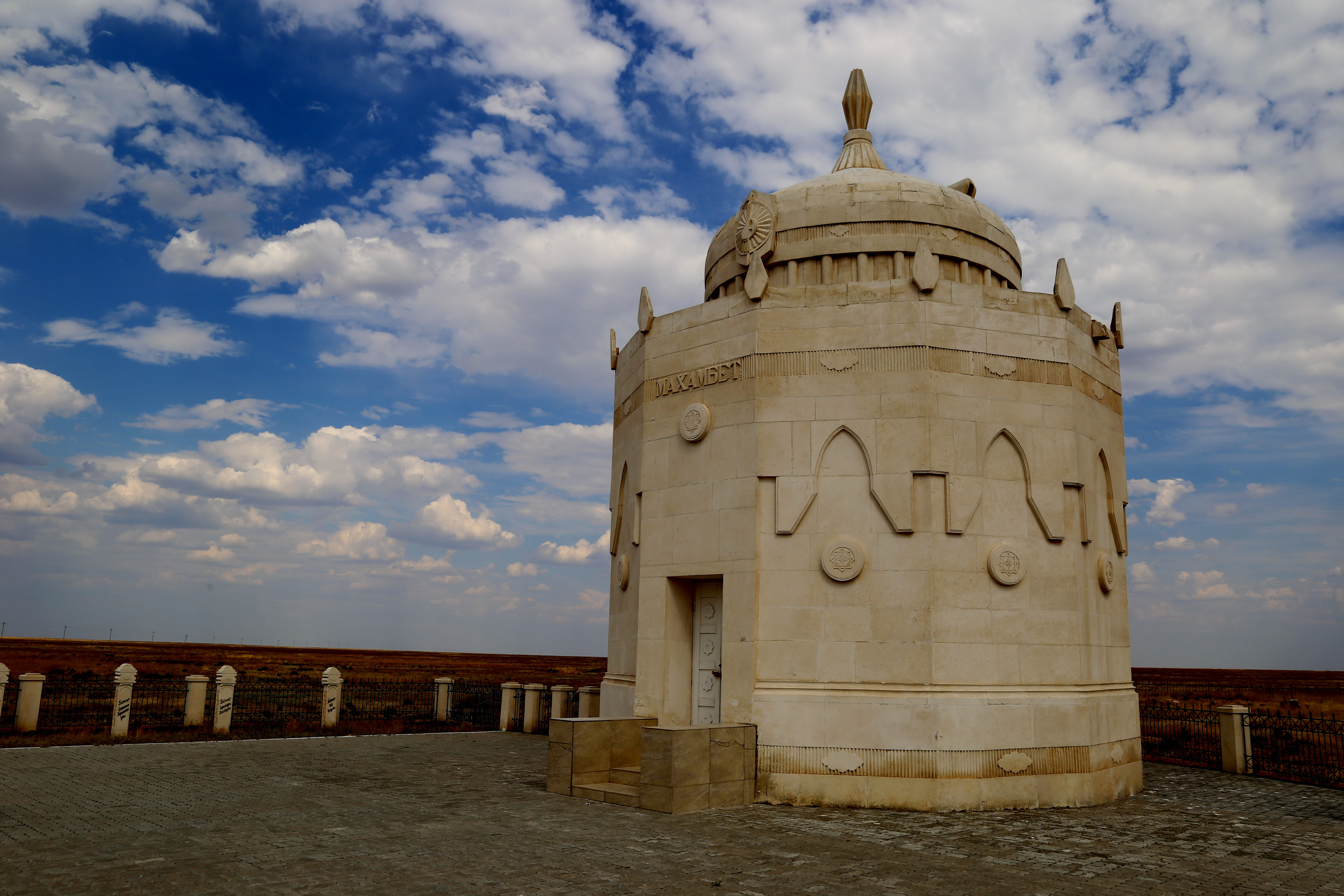
Мавзолей Махамбета Утемисова в Индерском районе Атырауской области

В 2001 году в стране действовало 103 музея, в 2016 году их количество достигло 234. Из 234 музеев 89 — краеведческие, 52 — мемориальные, 50 — исторические, 11 музеев искусствоведения, 10 музеев-заповедников, 4 музея естествознания и 181 музей иного направления.
На территории девяти музеев-заповедников страны расположены два международных, около 40 республиканских и почти 1000 памятников местного значения, а также более 5 тысяч петроглифов, свыше 100 могильников под открытым небом.

### Наука и технологии

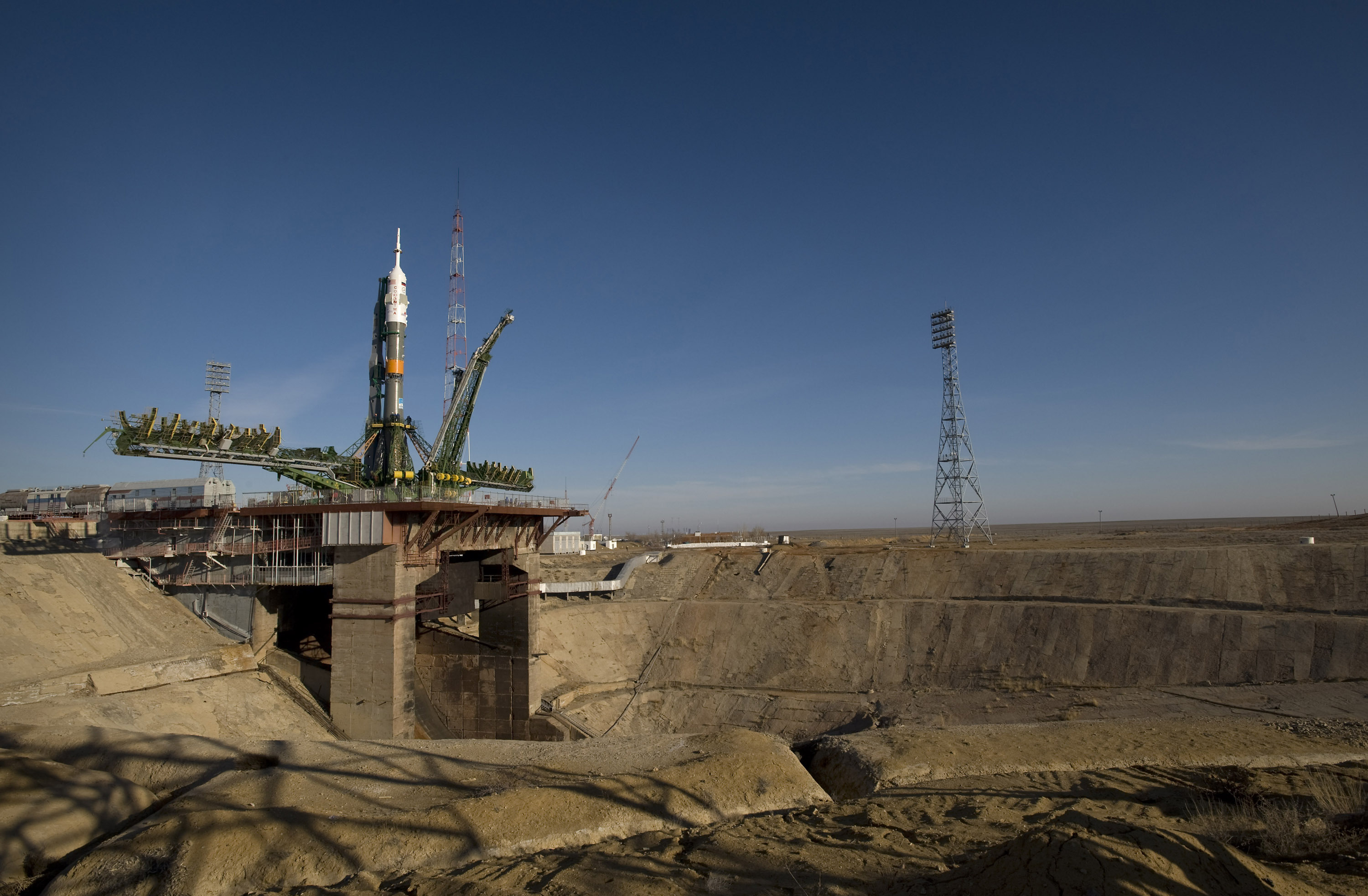
Космодром Байконур является старейшим и крупнейшим в мире оперативным космическим комплексом

Исследования по-прежнему в основном сосредоточены в крупнейшем городе Казахстана и бывшей столице Алма-Ата, где проживает 52 % научных сотрудников. Общественные исследования в основном ограничиваются институтами, а университеты вносят только символический вклад. Научно-исследовательские институты получают финансирование от национальных исследовательских советов под эгидой Министерства образования и науки. Однако их продукция, как правило, не связана с потребностями рынка. В деловом секторе лишь немногие промышленные предприятия проводят исследования самостоятельно.
Расходы на инновации в Казахстане более чем удвоились в период с 2010 по 2011 год, составив 235 млрд тенге (около $1,6 млрд), или около 1,1 % ВВП. Около 11 % от общего объёма было потрачено на исследования и разработки. Это сопоставимо с примерно 40—70 % расходов на инновации в развитых странах. Это увеличение было вызвано резким ростом дизайна продукции и внедрением новых услуг и методов производства в течение этого периода, в ущерб приобретению машин и оборудования, которое традиционно составляло основную часть казахстанских расходов на инновации. Затраты на обучение составляли всего 2 % расходов на инновации, что намного меньше, чем в развитых странах.
В декабре 2012 года президент Нурсултан Назарбаев объявил Стратегию Казахстана до 2050 года. До 2050 года планируются новые отрасли в таких областях, как мобильные технологии, мультимедиа, нано- и космические технологии, робототехника, генная инженерия и альтернативная энергетика. Планируется развитие предприятий пищевой промышленности с целью превращения страны в крупного регионального экспортёра говядины, молочной и другой сельскохозяйственной продукции; замена низкозатратных, водоёмких сортов культур на растительные, масличные и кормовые продукты. В рамках перехода к «зелёной экономике» к 2030 году планируется засеять 15 % посевных площадей с помощью водосберегающих технологий. Планируется создание экспериментальных аграрных и инновационных кластеров и разработка устойчивых к засухе генетически модифицированных культур. Стратегия «Казахстан 2050» устанавливает целью выделение к 2050 году 3 % ВВП на исследования и разработки для развития новых высокотехнологичных секторов.

### Образование

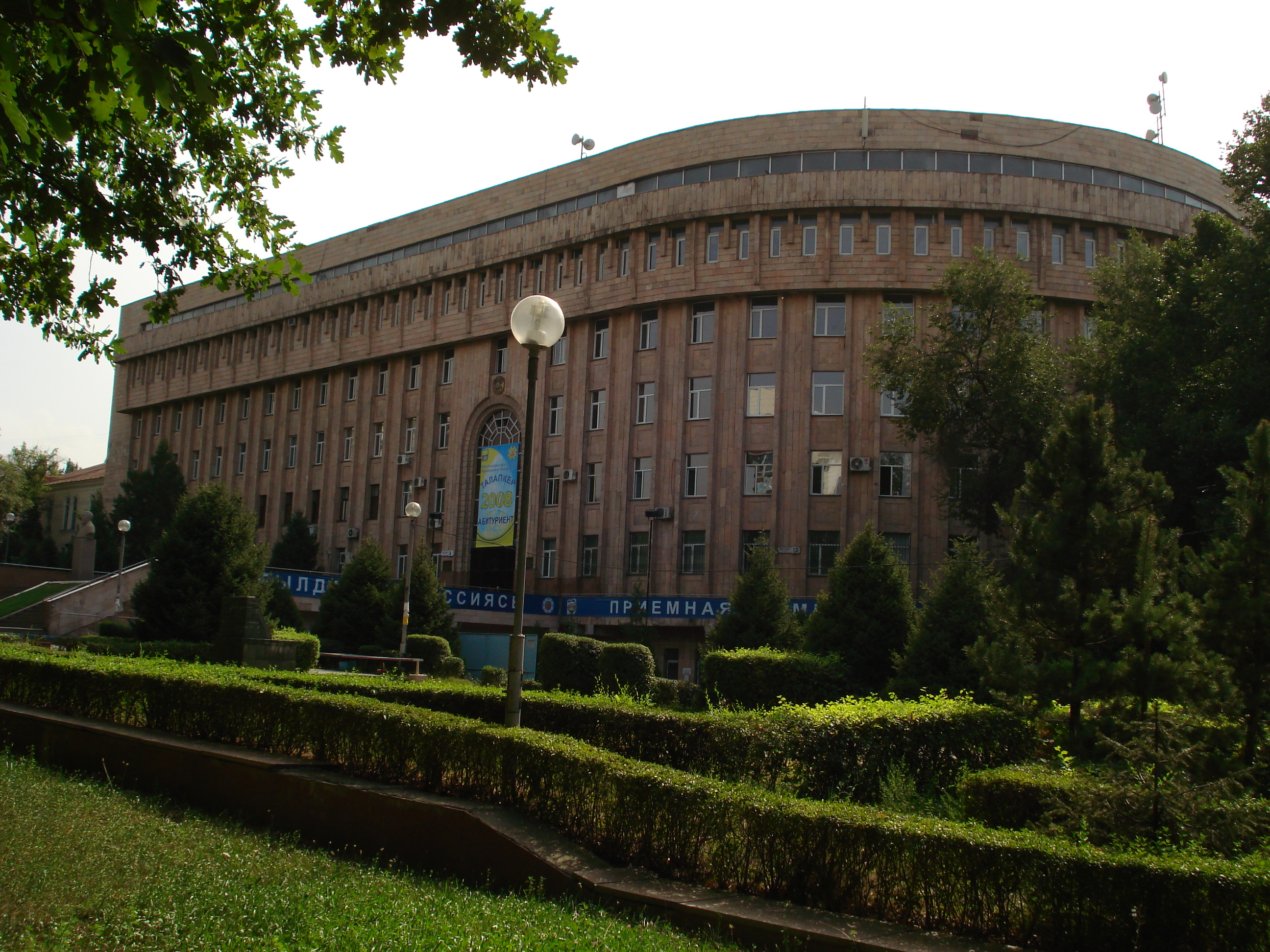
Национальный педагогический университет

Среднее образование всеобщее и обязательно, а уровень грамотности взрослого населения составляет 99,8 %. В среднем эти статистические данные равны как у женщин, так и у мужчин Казахстана.
Образование состоит из трёх основных этапов: начальное образование (1—4 классы (начальному образованию предшествует один год дошкольного образования)), основное неполное (5—9 классы) и полное среднее образование (10—12 классы), разделённое на непрерывное общее и профессиональное. Профессиональное образование обыкновенно длится 3—4 года. Приведённые уровни могут соблюдаться в одном учреждении или в разных (например, в начальной школе, затем в средней). Среднее профессиональное образование предлагается в специальных профессиональных училищах, лицеях и колледжах.
В системе высшего образования существуют университеты, академии, институты и консерватории. Наличествуют в этих учреждениях два основных уровня: базовое высшее образование, обеспечивающее основы выбранной области обучения и ведущее к присуждению степени бакалавра; и научно-педагогическое высшее образование, ведущее к получению степени магистра. Последипломное образование исходит к учёным степеням кандидата наук и доктора наук.
Безработица среди взрослого населения составила 4,8 %, и 3,9 % среди молодёжи (15—28 лет) в 2019 году. В 2020 году предсказывается увеличение оной на один процент.

### Религия
| Религии в Казахстане (2010) | Религии в Казахстане (2010) | Религии в Казахстане (2010) | Религии в Казахстане (2010) | Религии в Казахстане (2010) |
| --------------------------- | --------------------------- | --------------------------- | --------------------------- | --------------------------- |
| Ислам                       |                             |                             | 70,4 %                      |                             |
| Христианство                |                             |                             | 24,7 %                      |                             |
| Нерелигиозность             |                             |                             | 4,2 %                       |                             |
| Народная религия            |                             |                             | 0,3 %                       |                             |
| Буддизм                     |                             |                             | 0,2 %                       |                             |
| Другие конфессии            |                             |                             | 0,1 %                       |                             |

Религиозные свободы гарантированы Конституцией Казахстана. Статья 14 запрещает дискриминацию по религиозному признаку, а статья 19 гарантирует, что каждый «вправе определять и указывать или не указывать свою национальную, партийную и религиозную принадлежность».
Исследования американского института Гэллапа показывают, что уровень религиозности населения (43 %) самый низкий в регионе Средней Азии. В целом, в мире Казахстан делит по этому показателю место между Словенией и Швейцарией.
Ислам — наиболее распространённая религия в стране, следующей за ней по степени распространённости является православное христианство. После десятилетий подавления религии в период существования Советского Союза, обретение независимости Казахстана привело к росту этнической идентичности, частью которой была религия. Была установлена практика свободы религии, что привело к росту религиозной активности населения и быстрому увеличению числа религиозных общин и культовых сооружений. Сотни мечетей, церквей и других сооружений были построены в течение нескольких лет, а число религиозных объединений возросло с 670 в 1990 году до 4170 в 2010 году.

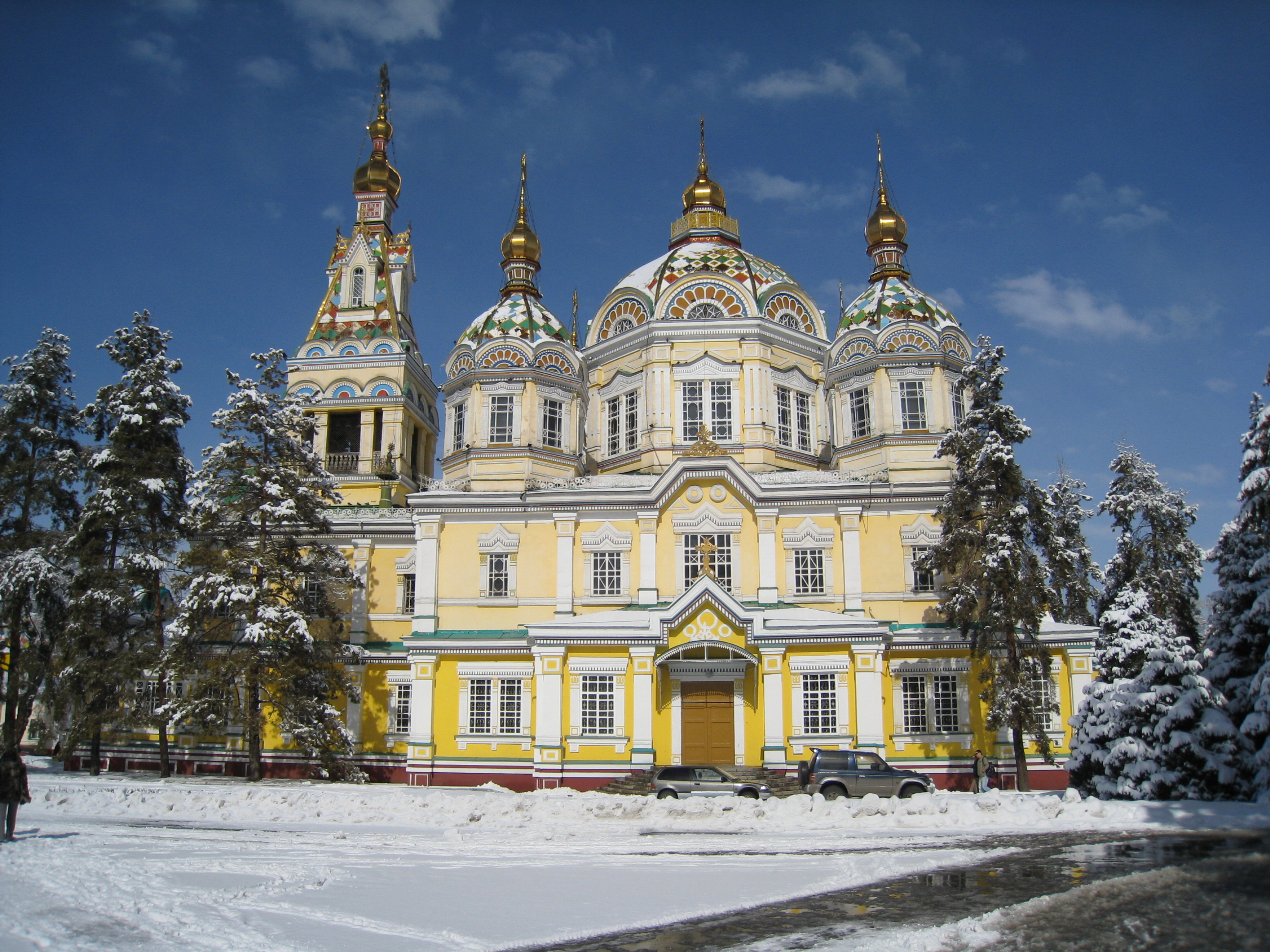
Вознесенский собор в Алма-Ате

Некоторые данные показывают, что неденоминационные мусульмане составляют большинство, в то время как другие указывают на то, что большинство мусульман в стране являются суннитами ханафитского мазхаба. К ним относятся этнические казахи, которые составляют свыше 60 % населения, а также этнические узбеки, уйгуры и татары. Менее 1 % являются суннитами шафиитского мазхаба (в основном, чеченцы). Есть также некоторые мусульмане-ахмади. Всего насчитывается 2550 мечетей (начало 2017 года), все они входят в «Духовное объединение мусульман Казахстана», возглавляемое Верховным муфтием. Независимые мечети закрываются в принудительном порядке. Курбан-байрам признан национальным праздником в стране.
Четверть населения — православные, в том числе этнические русские, украинцы и белорусы. Иные христианские группы включают католиков, грекокатоликов, лютеран, пресвитериан, адвентистов седьмого дня, методистов, меннонитов, пятидесятников, баптистов, свидетелей Иеговы, членов Церкви Иисуса Христа Святых последних дней (мормоны) и последователей учения «Христианская наука». В общей сложности насчитывается 294 православных церквей, 109 католических церкви и более 495 протестантских церквей и молитвенных домов (2017 год). Православное Рождество признано в Казахстане национальным праздником. Другие религиозные группы включают в себя иудаизм, бахаи, индуизм, буддизм и другие.
Согласно данным переписи 2009 года, христиан за пределами славянских и германских этнических групп чрезвычайно мало.

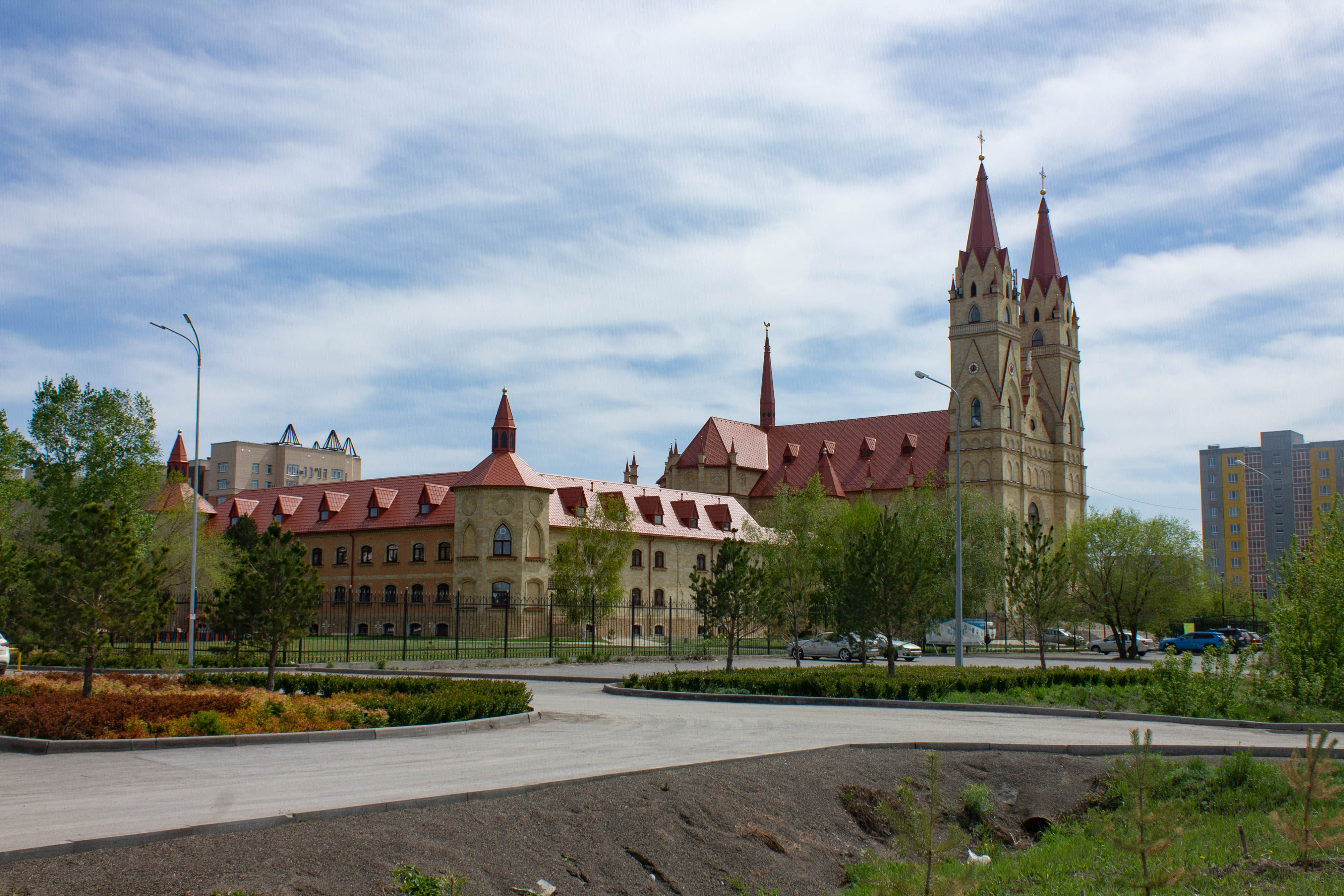
Собор Пресвятой Девы Марии Фатимской — самый большой католический храм в Центральной Азии

Согласно докладу США о свободе вероисповедания в мире в 2017 году, Казахстан существенно её ограничивает. Во вступительной части доклада говорится, что «в условиях подавления несогласия и инакомыслия, когда даже светские гражданские активисты подвергаются обвинениям в терроризме, правительство продолжило серьёзно нарушать свободу вероисповедания». В документе указано, что в этот период за мирное выражение религиозных убеждений к тюремным срокам были приговорены 20 человек.
В стране законодательно запрещено создавать политические движения на основе религиозных убеждений, что сделано в целях предотвращения межэтнических и межрелигиозных перипетий.

### Спорт

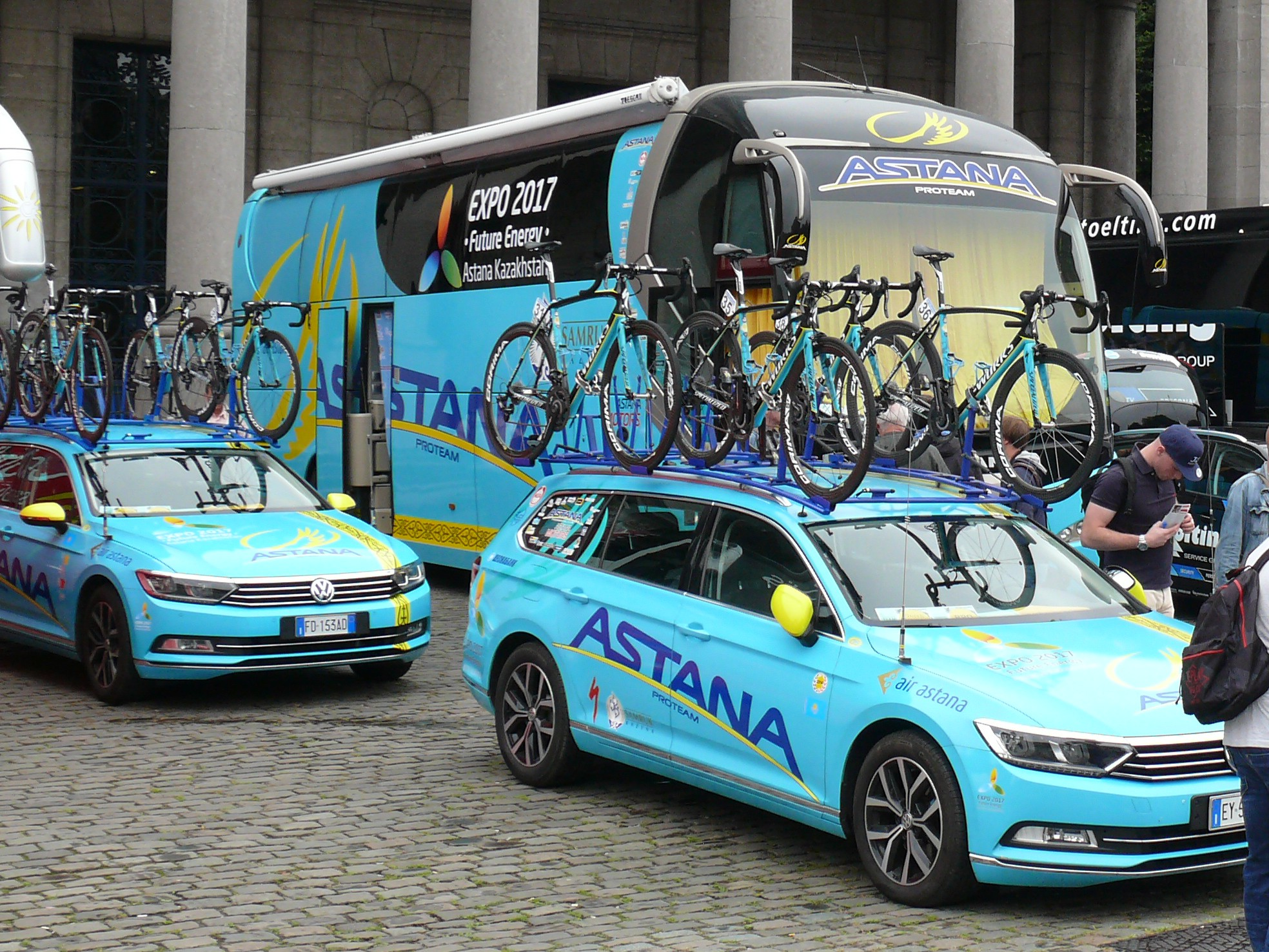
Astana Pro Team, профессиональная велокоманда, представляющая Казахстан и спонсируемая государственными компаниями Казахстана

Казахстан стабильно выступает в олимпийских соревнованиях. Особенно он успешен в боксе. Это привлекло некоторое внимание к нации Средней Азии и повысило осведомлённость мирового сообщества о её спортсменах. Дмитрий Карпов и Ольга Рыпакова — одни из самых заметных казахстанских легкоатлетов. Дмитрий Карпов — выдающийся десятиборец, бронзовый призёр летних Олимпийских игр 2004 года, чемпионатов мира по лёгкой атлетике 2003 и 2007 годов. Ольга Рыпакова — спортсменка, специализирующаяся в тройном прыжке (женском), взявшая серебро чемпионата мира 2011 года по лёгкой атлетике и золото летних Олимпийских игр 2012 года.

Казахстанский город Алма-Ата дважды подавал заявку на проведение зимних Олимпийских игр: в 2014 году и снова на зимние Олимпийские игры 2022. Астана и Алма-Ата принимали зимние Азиатские игры 2011.

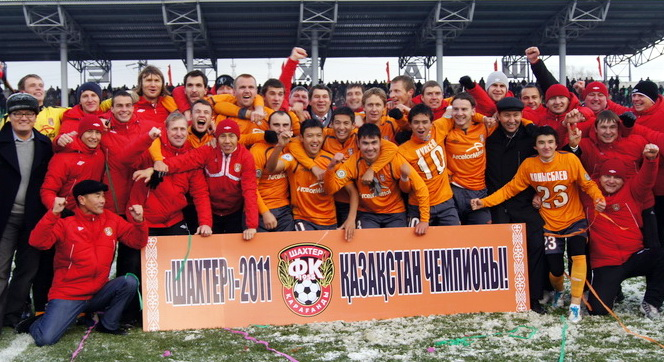
Игроки ФК «Шахтёр», Караганда

Популярными видами спорта в Казахстане являются футбол, баскетбол, хоккей, хоккей с мячом и бокс.

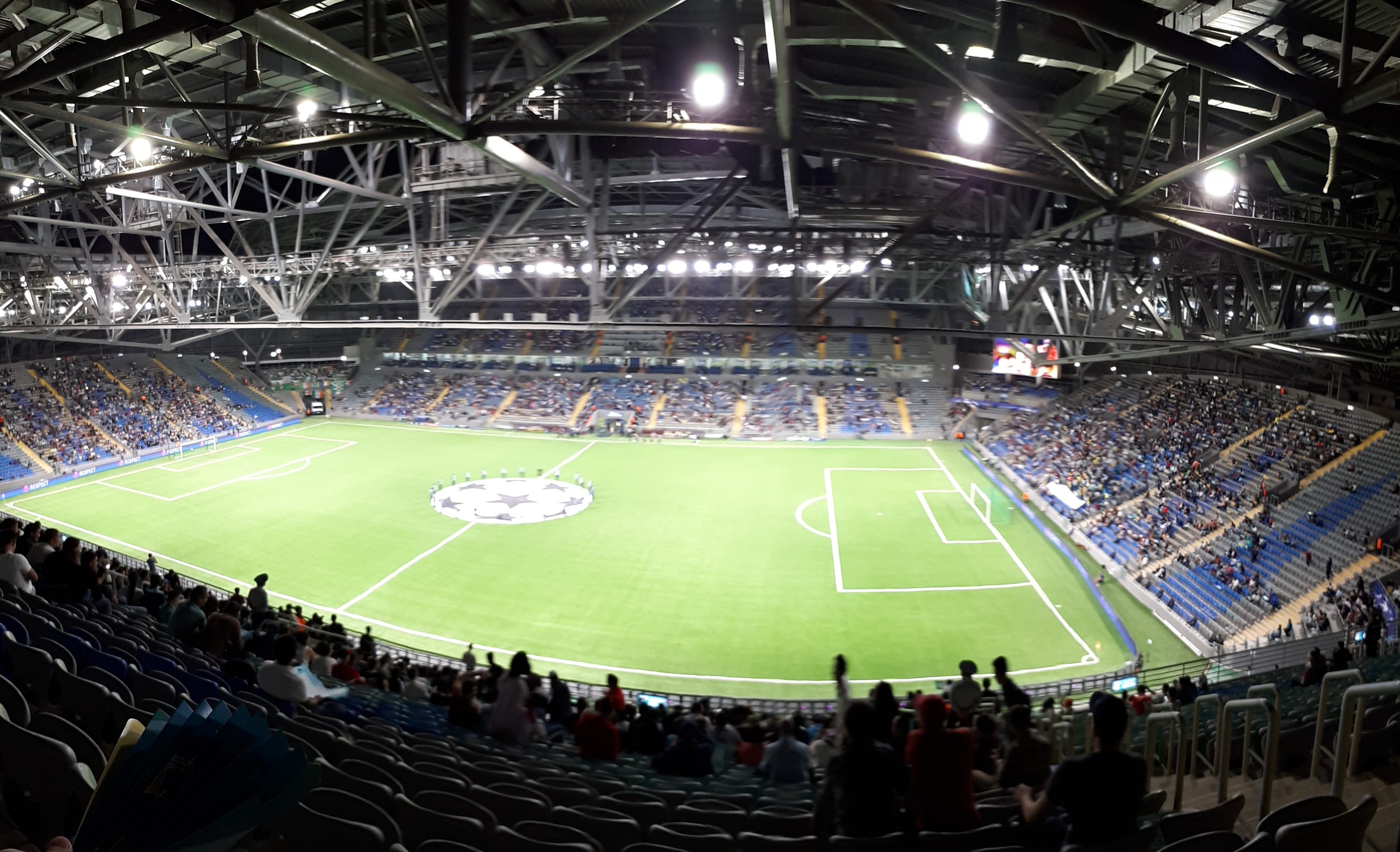
«Астана Арена», открытая в 2009 году

Футбол — один из наиболее популярных видов спорта в Казахстане. Федерация футбола Казахстана является национальным органом управления. ФФК организует мужские, женские и мини-футбольные команды.
Самым известным баскетболистом Казахстана был Алжан Жармухамедов, выступавший за московский ЦСКА и сборную Советского Союза по баскетболу в 1960-х и 1970-х годах. За свою карьеру он завоевал множество титулов и медалей на некоторых из самых престижных баскетбольных соревнований в мире, включая летние Олимпийские игры, чемпионат мира по баскетболу, Евробаскет и Евролигу. В 1971 году получил звание мастера спорта СССР международного класса, а через год был награждён орденом «Знак Почёта». Национальная сборная Казахстана по баскетболу была создана в 1992 году, после распада Советского Союза. С момента своего основания она была конкурентоспособной на континентальном уровне. Её наибольшее достижение было на Азиатских играх 2002 года, где она победила Филиппины в своей последней игре, чтобы выиграть бронзовую медаль. На официальном чемпионате Азии по баскетболу, теперь называемом Кубок чемпионов ФИБА, лучшим финишем спортсменов стало 4-е место из 20.

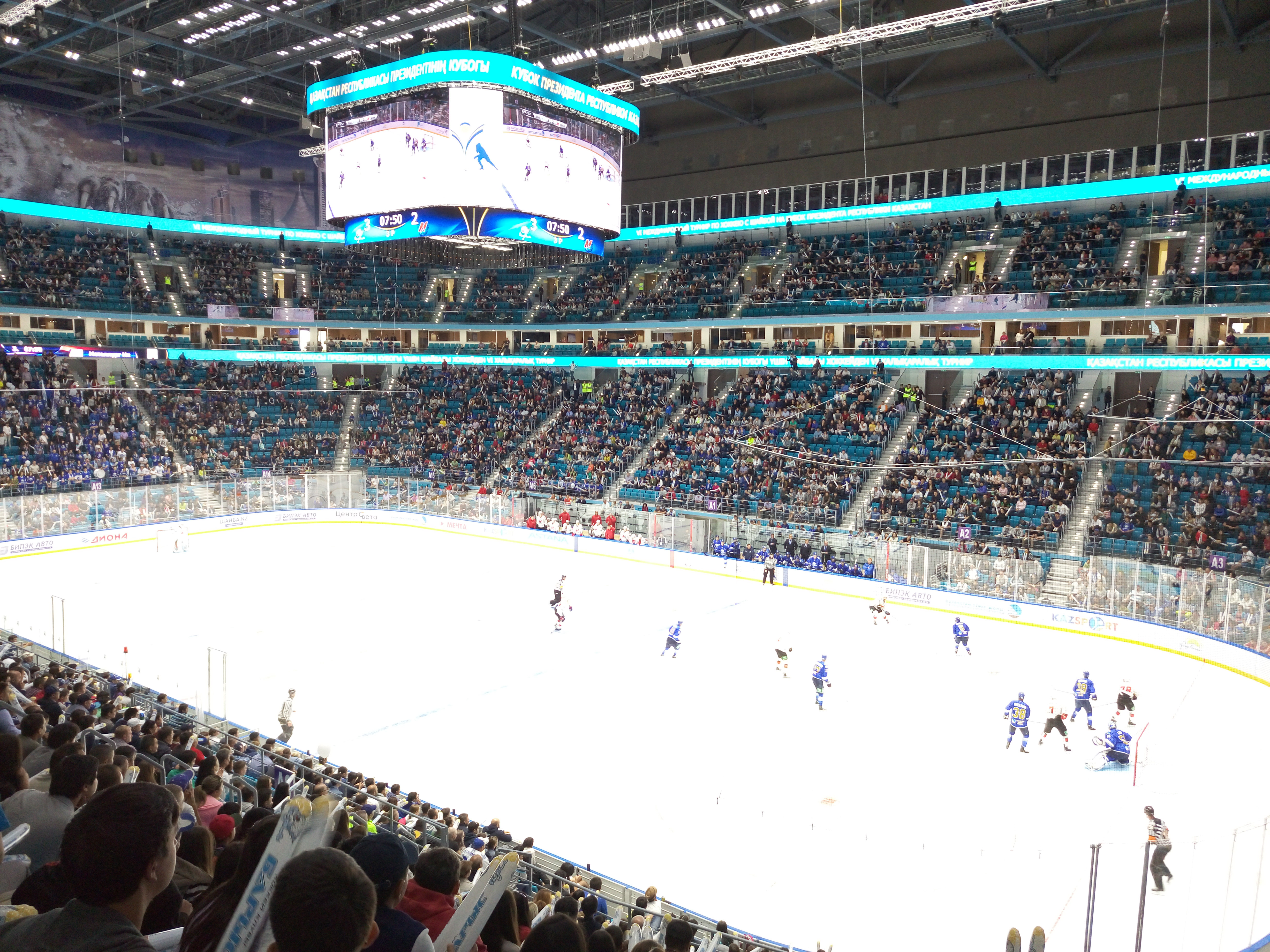
Барыс Арена в 2015 году

Широко известны хоккейные традиции Казахстана. Настоящей хоккейной кузницей кадров был и до сих пор является Усть-Каменогорск. Из рядов усть-каменогорского «Торпедо» (ныне «Казцинк-Торпедо») вышли Евгений Паладьев — трёхкратный чемпион мира, 7 лет игравший за московский «Спартак», участник легендарной серии игр 1972 года СССР — Канада и Борис Александров — трёхкратный чемпион СССР в составе ЦСКА и олимпийский чемпион Инсбрука-1976. Сборная Казахстана по хоккею, составленная из игроков одного клуба «Торпедо», разделила 5—8 место со сборными США, Швеции и Беларуси на Олимпиаде-1998 в Нагано. Позже около десятка хоккеистов «Устинки» играли в НХЛ за океаном. В настоящее время хоккей в Казахстане переживает период возрождения, разыгрывается внутренний чемпионат страны, команды выступают в таких лигах как КХЛ и ВХЛ. Казахстанские клубы успешно выступают в Высшей хоккейной лиге, в частности усть-каменогорский Казцинк-Торпедо и карагандинская Сарыарка которая является обладателем кубка «Братина» сезона 2013—2014.
Сборная Казахстана по хоккею с мячом является одной из лучших в мире и неоднократно завоёвывала бронзовые медали на чемпионате мира по хоккею с мячом, в том числе в 2012 году, когда Казахстан принимал турнир на домашнем льду. Команда выиграла первый турнир по хоккею с мячом на зимних Азиатских играх. В советское время Алма-Атинское «Динамо» выигрывало национальные чемпионаты Советского Союза в 1977 и 1990 годах и Кубок Европы в 1978 году. Хоккей с мячом развивается в 10 из 17 административных округов страны (8 из 14 областей и 2 из 3 городов, которые расположены внутри, но не являются частью регионов). Акжайык из Уральска, однако, является единственным профессиональным клубом.

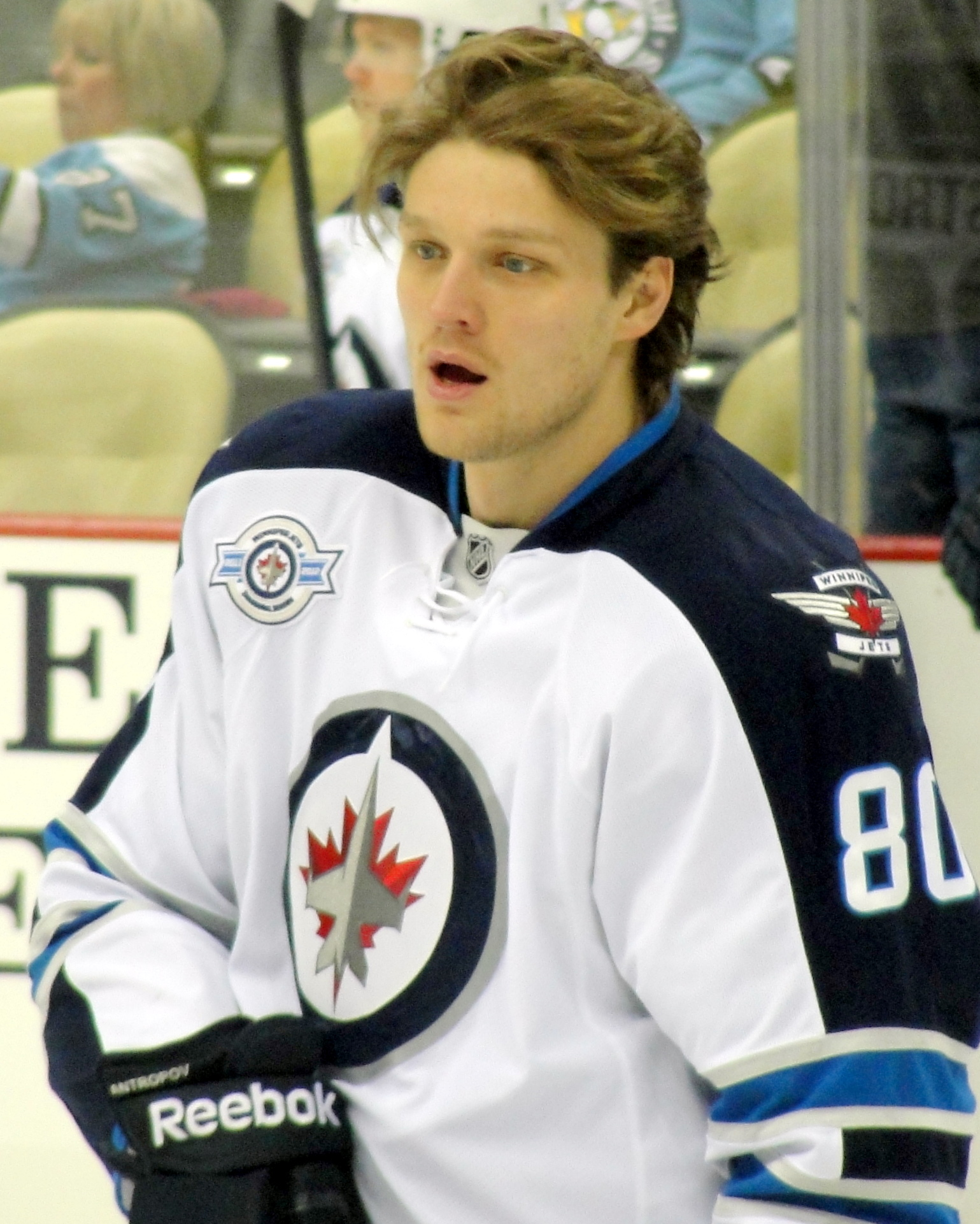
Николай Антропов

Казахстанские боксёры в целом хорошо известны в мире. На последних трёх Олимпийских играх их выступление было оценено как одно из лучших, и у них было больше медалей, чем у любой страны мира, кроме Кубы и России (во всех трёх играх). В 1996 и 2004 годах три казахстанских боксёра (Василий Жиров в 1996 году, Бахтияр Артаев в 2004 году и Серик Сапиев в 2012 году) были признаны лучшими боксёрами за свою технику с Кубком Вэла Баркера, награждённым лучшим боксёрам турнира. В боксе Казахстан хорошо выступил на летних Олимпийских играх 2000 в Сиднее, Австралия. Два боксёра, Бекзат Саттарханов и Ермахан Ибраимов, завоевали золотые медали. Ещё 2 боксёра, Булат Жумадилов и Мухтархан Дильдабеков, завоевали серебряные медали. Также Олег Маскаев, родившийся в Жамбылской области, представляющий Россию, стал чемпионом WBC в тяжёлом весе после нокаута Хасима Рахмана 12 августа 2006 года. Действующий чемпион WBA, WBC, IBF и IBO в среднем весе — казахстанский боксёр Геннадий Головкин. Наталья Рагозина, представляющая Россию, но родившаяся в Карагандинской области, в течение своей боксёрской карьеры владела семью версиями титула среднего веса и двумя титулами тяжёлого. Она держит рекорд как самая продолжительная действующая чемпионка WBA в среднем весе среди женщин и как самая продолжительная действующая чемпионка WBC в среднем весе.

### СМИ

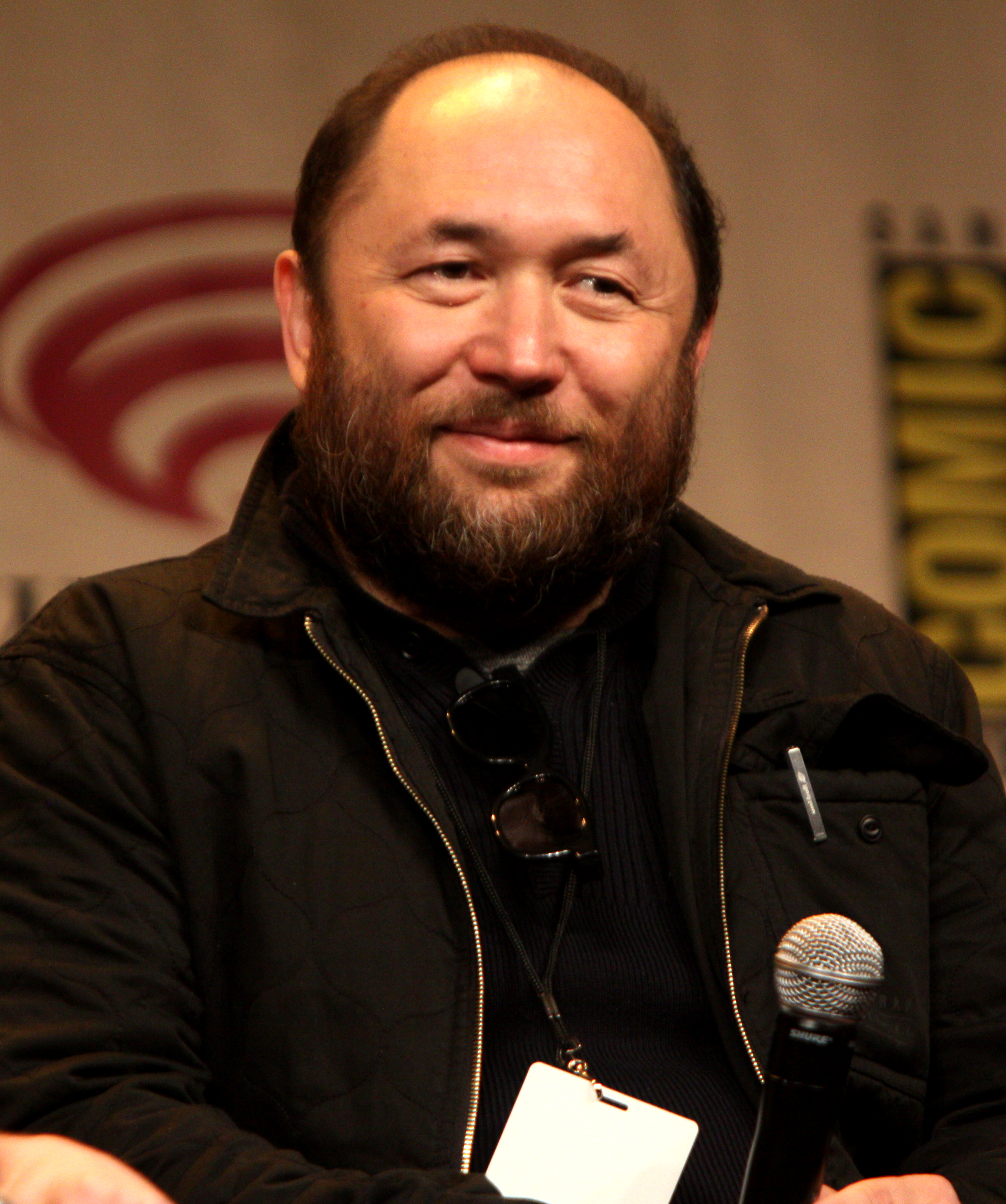
Тимур Бекмамбетов, известный казахстанский режиссёр

По состоянию на 2019 год в Казахстане было зарегистрировано 3328 СМИ, из которых 2790 составляют периодические печатные издания, 128 — телеканалы, 70 — радио, 340 — информационные агентства и сетевые издания. Наиболее многочисленной группой остаются печатные — 2790 (83,8 %) от общего количества зарегистрированных СМИ, из них — 1800 газет и 990 журналов. На 15 января 2019 года в реестре СМИ зафиксировано 225 иностранных теле- и радиоканала. По страновой принадлежности 161 составляют российские телеканалы, 15 принадлежат США, 16 — Эстонии, 20 — Великобритании, 6 — Франции, 1 — Кипру. На всей территории республики посредством кабельного и спутникового каналов транслируются программы BBC, CNN, Deutsche Welle, «Радио Свобода», польского канала Polonia, российских и других теле- и радиоканалов.
Кроме основных языков (казахского и русского), СМИ выходят на украинском, польском, немецком, корейском, уйгурском, турецком, дунганском и других языках.
Казахстан занимает 142-е место из 180 стран в индексе свободы прессы, составленном «Репортёрами без границ» по данным на 2024 год.
В судебном постановлении от середины марта 2002 года, истцом по которому выступало правительство, говорилось, что оппозиционная газета «Республика — деловое обозрение» должна прекратить печать на 3 месяца. Постановление было уклонено редакцией выпуском газеты под другими названиями. В начале 2014 года суд также издал приказ о прекращении публикации малотиражной газеты «Ассанди-Таймс», заявив, что она входит в «Республику». Human Rights Watch заявил: «Это абсурдное дело показывает, насколько далеко власти Казахстана готовы пойти, чтобы нейтрализовать критику».
Первый президент Казахстана невысоко оценил возможность плюрализма в сети: «Там же говорится — чёрт знает что. Писать могут что угодно, на кого угодно. Не знаешь, кто это делал, автора там не скажут. Это дело бесполезное. Надо усиливать свой внутренний контент Интернета, чтобы любым таким несерьёзным нападкам уметь отвечать, объяснять народу, где есть хорошо, а где плохо», — заметил он.

### Кухня
В национальной кухне мясо домашнего скота может быть приготовлено различными способами и обычно подаётся с широким ассортиментом традиционных хлебобулочных изделий. Закуски часто включают чёрный чай и традиционные напитки на основе молока, такие как айран, шубат и кумыс. Традиционный казахский ужин включает в себя множество закусок на столе, затем следует суп и одно или два основных блюда, таких как плов и бешбармак. Они также пьют свой национальный напиток, который состоит из ферментированного кобыльего молока.

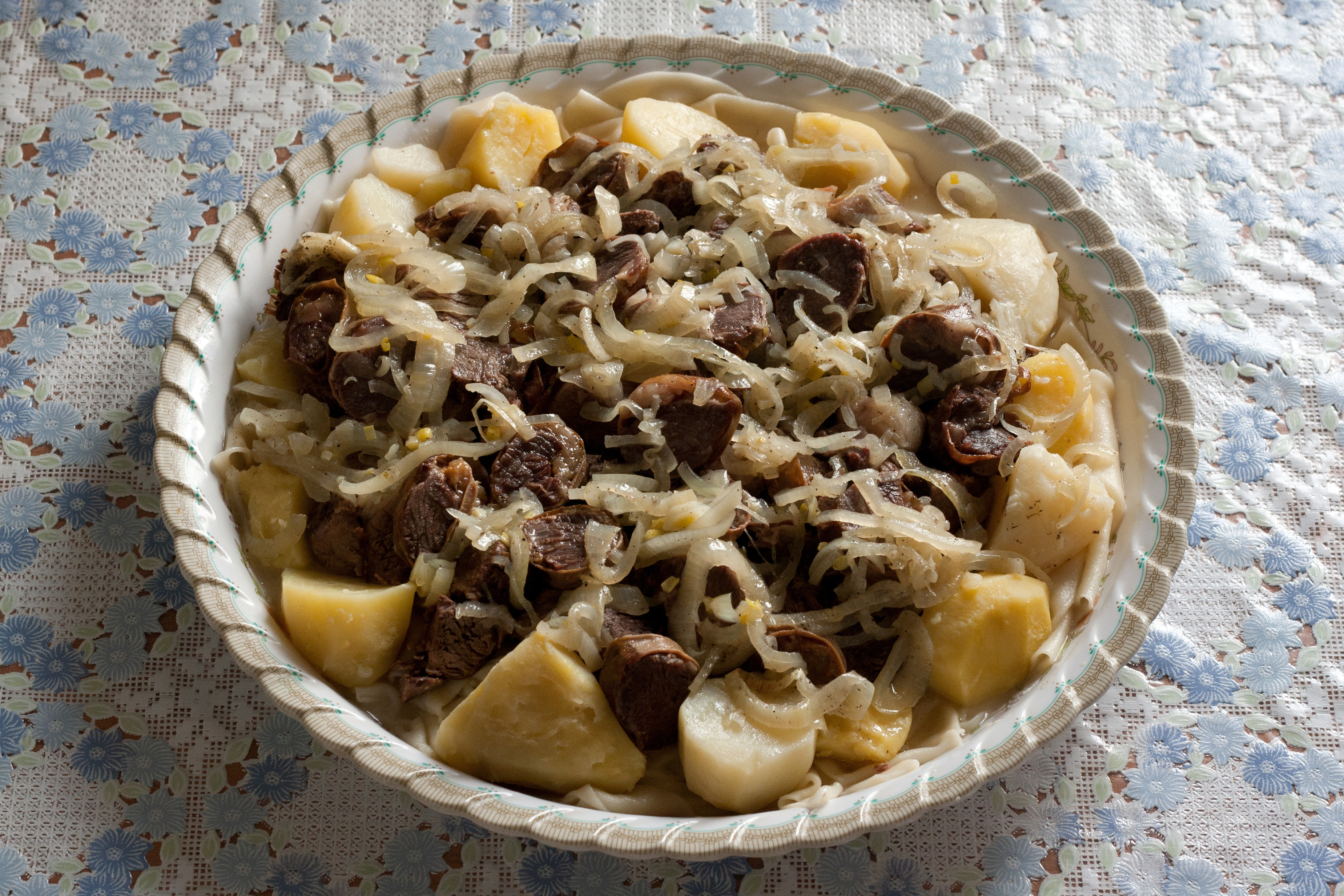
Казахский бешбармак с картофелем

Популярной закуской является баурсак и шельпек, тип пресного хлеба, который, помимо прочего, играет большую роль в различных церемониях. Из-за сильного русского влияния в течение XX века, некоторые русские и украинские блюда также закрепились в Казахстане. К ним относятся борщ, русские блины, пирожки и другие.
Казахская кухня в течение длительного периода строилась на использовании мяса и молока. Конина, баранина и продукты их переработки — тот весьма ограниченный и однообразный ассортимент продуктов, которыми могли пользоваться казахи. Вполне очевидно, что даже самая изощрённая фантазия не могла создать из одного мяса, молока и их производных большое разнообразие, особенно в условиях нестабильности жилья и при крайней ограниченности, если не сказать при почти полном отсутствии овощного и зернового пищевого сырья вплоть до конца XVIII — начала XIX века.
В кожаных мешках (саба — из конской кожи и торсык — из бараньей) приготовляли кумыс и другие кисломолочные продукты, а в деревянных бадьях и кожаных сабах варили мясо, опуская туда нагретые камни. Потому в старинной казахской кухне полностью отсутствовали супы, а мясо употреблялось преимущественно отварное. Чугунный казан как основной тип утвари и очага появился лишь в XVIII веке, а вместе с ним появились и некоторые жареные мясные блюда, заимствованные у узбеков.
К концу XIX — началу XX века сложилась характерная особенность казахской кухни и казахского национального стола — преобладание мясных и мучных изделий и сочетаний из мяса и муки в основных национальных блюдах, классическим примером которых является бешбармак. В то же время употребление различных продуктов переработки конского и овечьего молока — кумыса, курута, айрана и сыра — несколько отошло на второй план.
Традиционный казахский праздничный обед своеобразен. Он начинается с кумыса, затем следует чай со сливками, к которому подают изюм, орехи, сушёный творог и баурсаки (маленькие шарики из жареного сдобного теста). После этого вступления следуют различные закуски из конского мяса — копчёные, полусолёные, отваренные (казы, суджук, жал, жай), а также закуска из баранины — кабырга или бауыр-куйрык (сочетание конского мяса и бараньего ливера под кисломолочным соусом). Все они отличаются друг от друга не только по составу мяса, но и по способам его приготовления, по его качеству и консистенции (жирное, постное, нежное, упругое, сдобное). Это вносит вкусовое разнообразие в однородный на первый взгляд мясной стол, тем более что закуски едят с таба-нанами (казахскими лепёшками из пшеничной муки со сливочным маслом) и заедают салатом из редьки или другими свежими овощами (томатами, огурцами). Затем следует куурдак (жирное жаркое из бараньего ливера, в основном печёнки, почек и лёгкого), за ним самса (пирожки с мясом) и только в конце обеда — ет, то есть отварная конина или баранина, нарезанная тонкими ломтиками поперёк волокон, подаваемая с широкой, толстой лапшой и жирным, густым бульоном с масляными лепёшками ак-нан, посыпанными кунжутом или рубленым луком. Это блюдо запивают кумысом, за которым снова следует чай, на этот раз без сливок и молока.

### Праздники

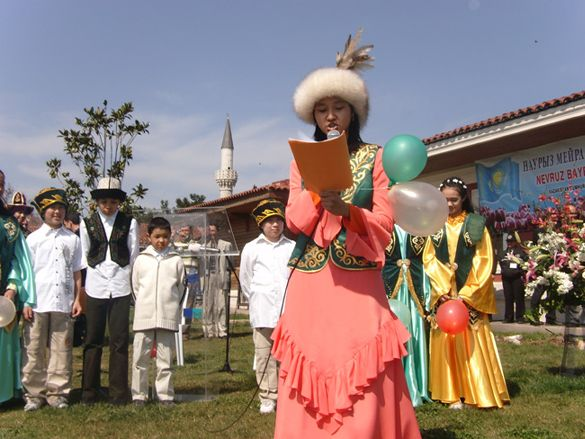
Празднование Наурыза

Государственные праздники, такие как Новый год, Международный женский день, День Победы 9 мая, отмечаемые в Казахстане, остались со времени существования Советского Союза. Существуют и новые праздники, появившиеся после обретения республикой суверенитета. Например, День независимости и День Конституции.
К новым праздникам также можно отнести Праздник единства народа, отмечаемый 1 мая. Для многих людей Праздник труда не имел политической окраски, а был лишь ещё одним весенним праздником. Правительство Казахстана «пошло навстречу пожеланиям трудящихся» и оставило первомайский праздник, обернув его в новую «нейтральную» коннотацию.
День Первого Президента Казахстана, ежегодно отмечаемый 1 декабря, был учреждён в декабре 2011 года. С 2012 года статус государственного праздника получил День защитника Отечества.
Особняком стоит праздник Наурыз, упразднённый советской властью в 1926 году и вновь возрождённый в 1988 году, а статус государственного он приобрёл 15 марта 1991 года после выхода указа президента Казахской ССР «О народном празднике весны». Начиная с 2009 года, Наурыз официально отмечается в Казахстане три дня подряд — 21, 22 и 23 марта. Современный Наурыз сохранил преемственность традиций древности — в условиях возрождения национальной культуры он является важным звеном «связи времён», истории и современности страны.
В дни Наурыза на улицах городов и посёлков Казахстана ставятся нарядные юрты, в которых желающие могут отведать праздничные угощения. Повсеместно проводятся массовые игры.

### Объекты Всемирного наследия ЮНЕСКО
Казахстан имеет пять объектов культурного и природного наследия в списке Всемирного наследия ЮНЕСКО: мавзолей Ходжи Ахмеда Ясави, петроглифы археологического ландшафта Тамгалы, Сарыарка — Степи и озёра Северного Казахстана, западный Тянь-Шань и объекты Великого шёлкового пути в Чанъань — Тянь — Шанском коридоре.

## Галерея

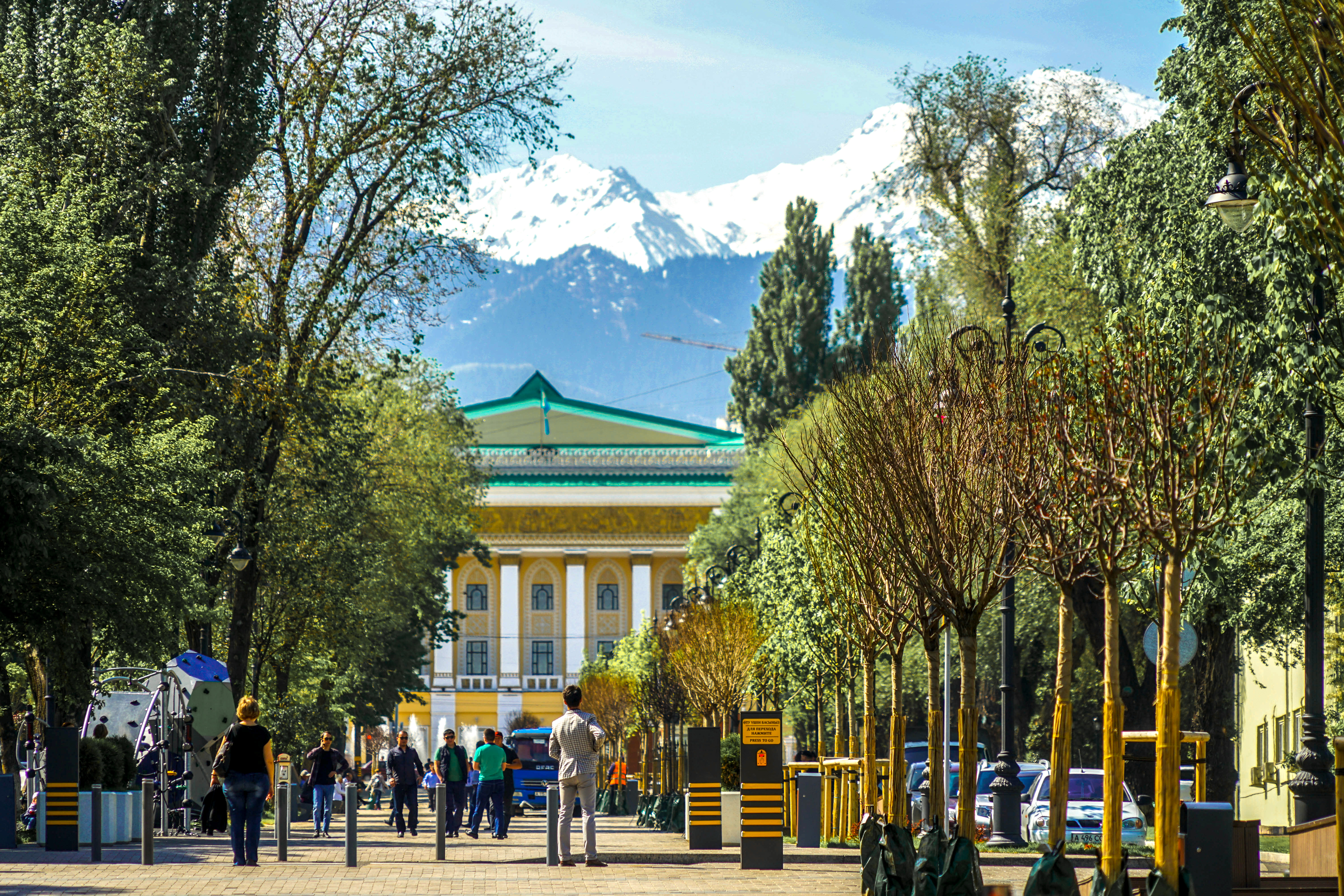
Улица Панфилова в Алма-Ате
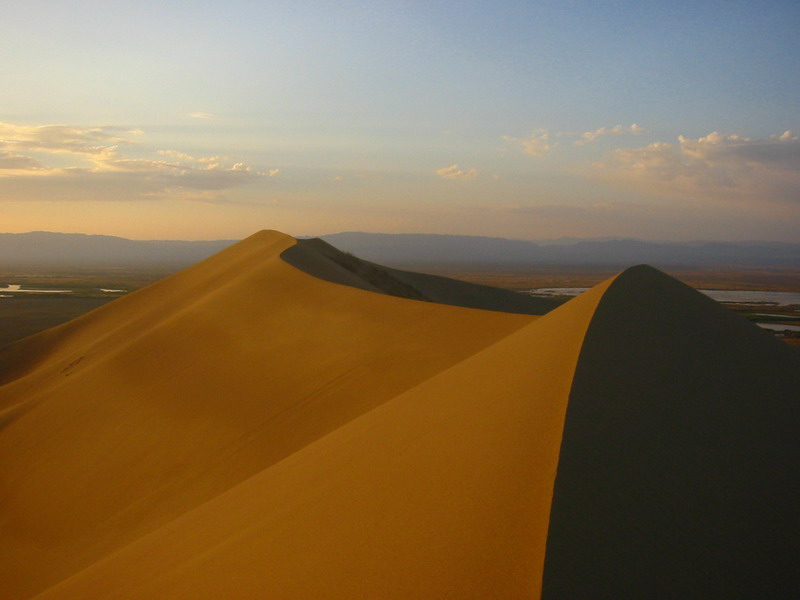
«Алтын-Эмель». Долина реки Или, Алматинская область
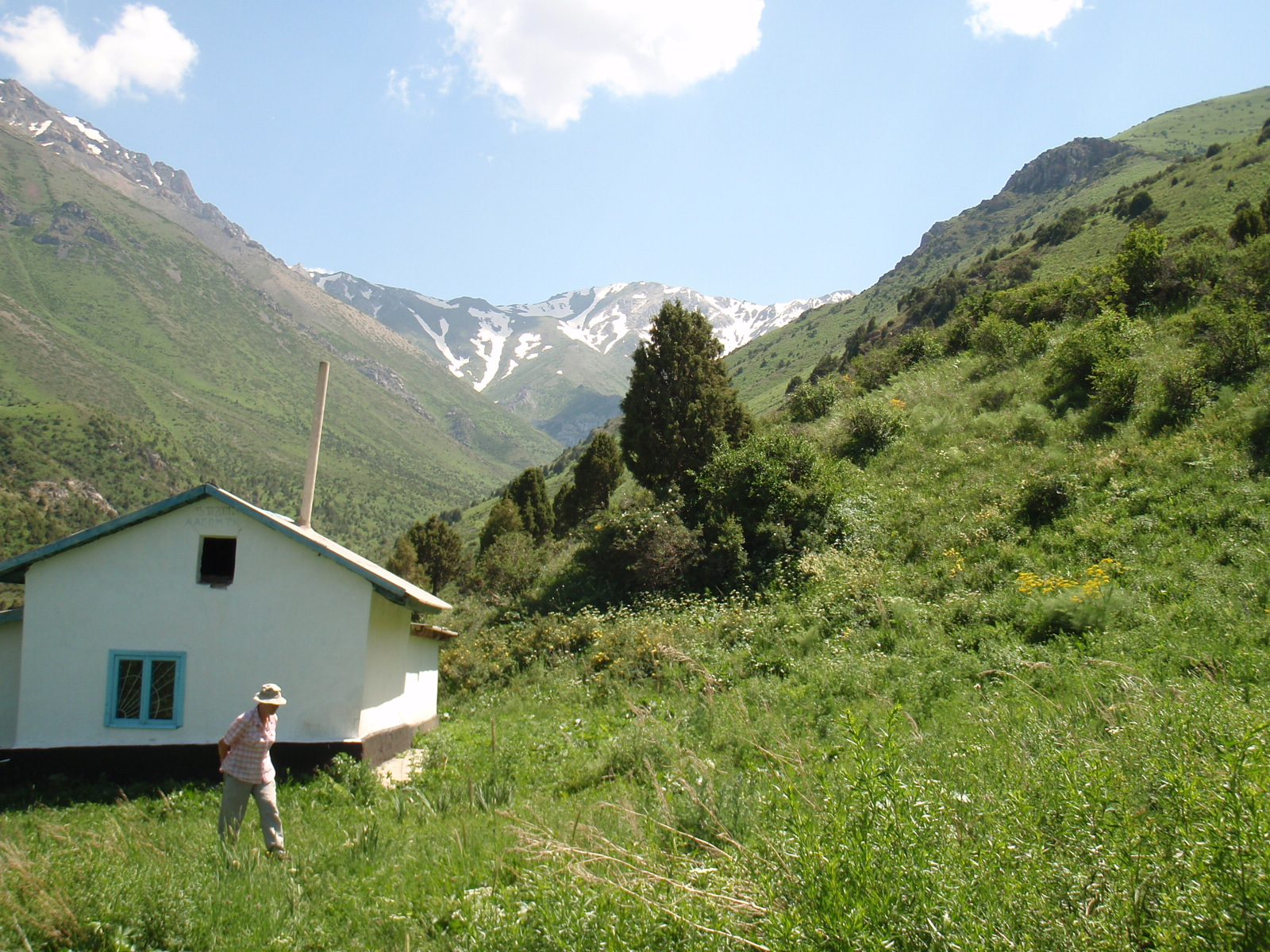
Горный приют, Туркестанская область
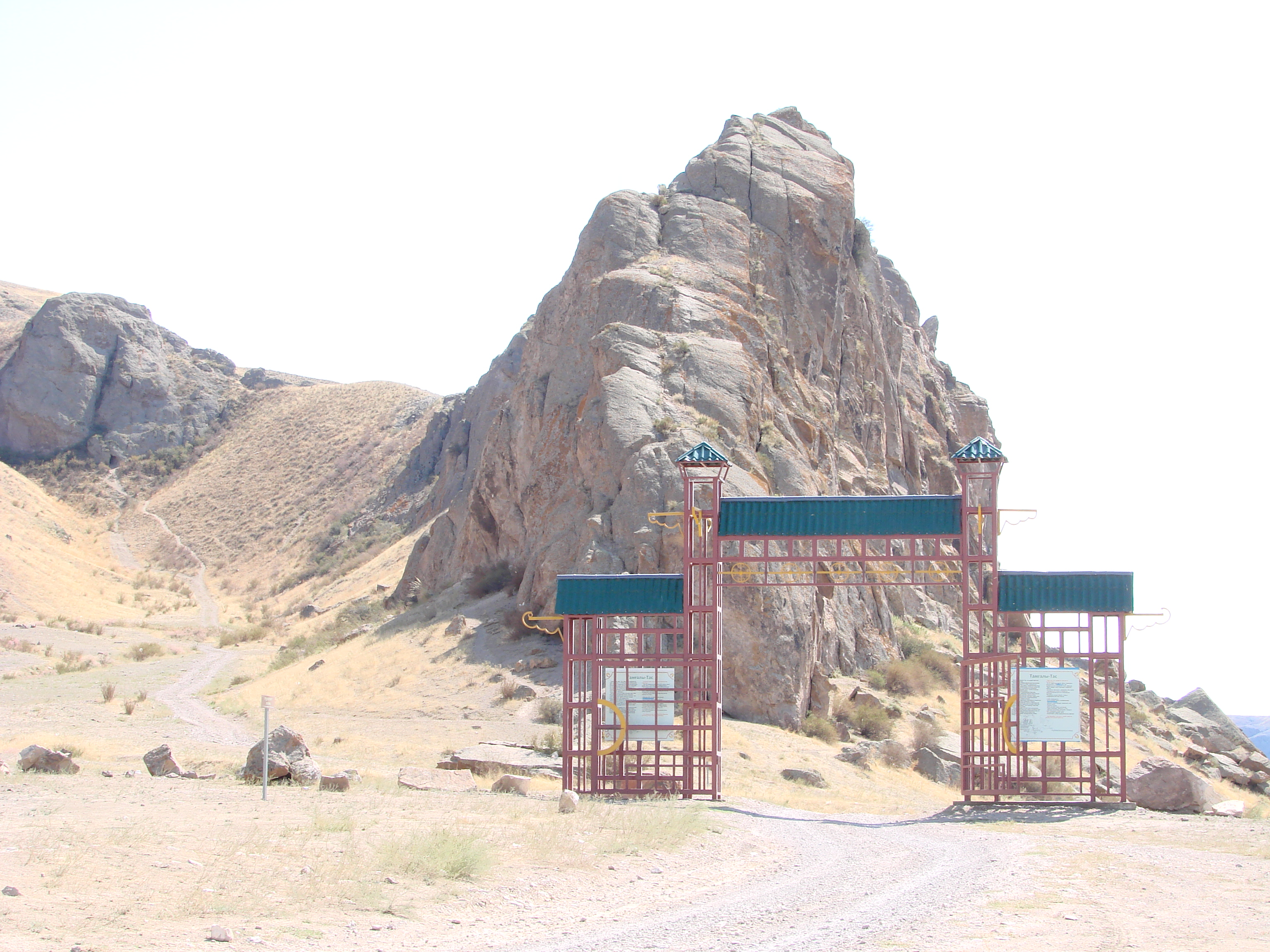
Урочище Тамгалы-Тас, Алматинская область
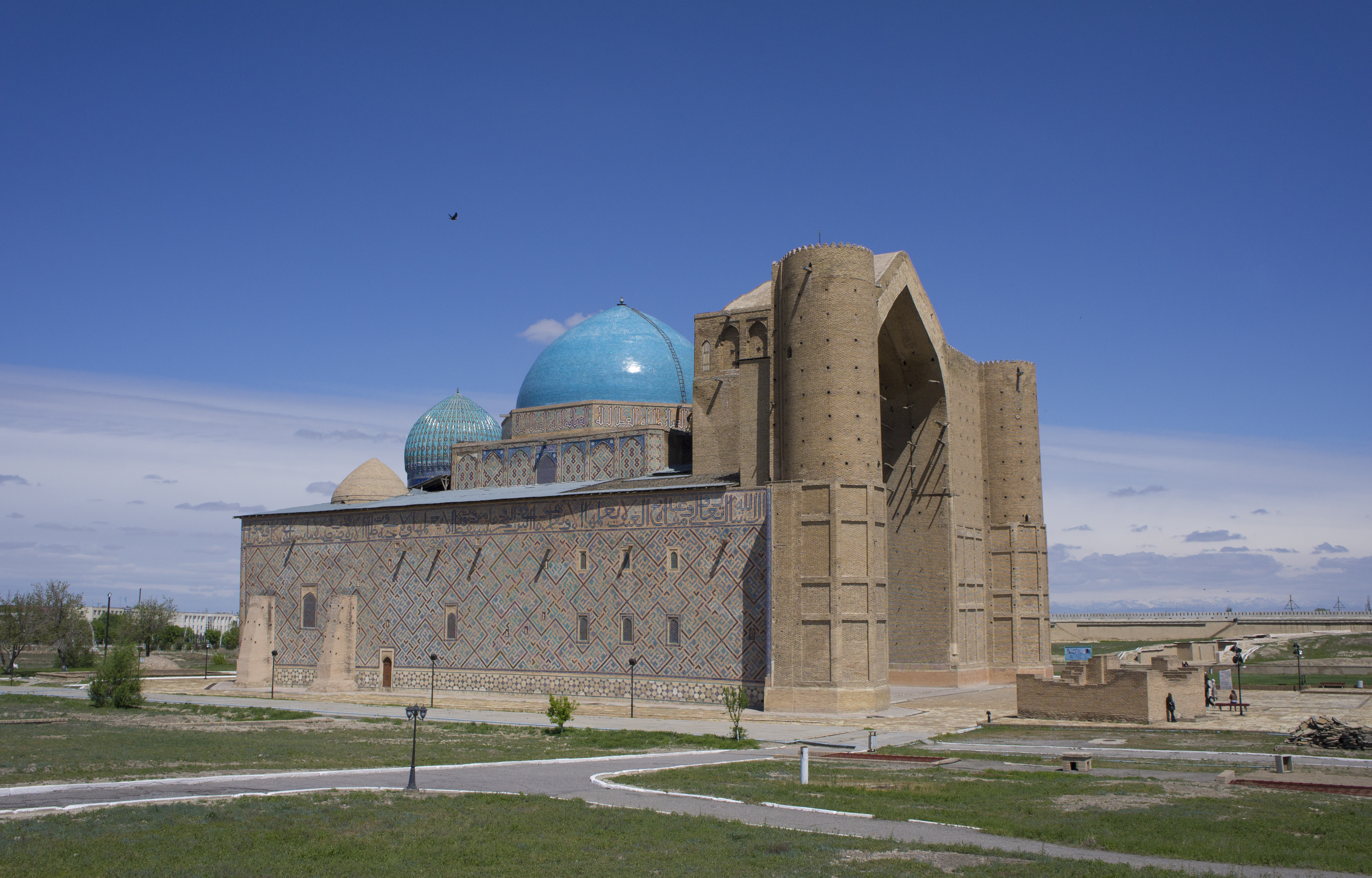
Мавзолей Ходжи Ахмеда Ясави в городе Туркестан
Уральский драматический театр
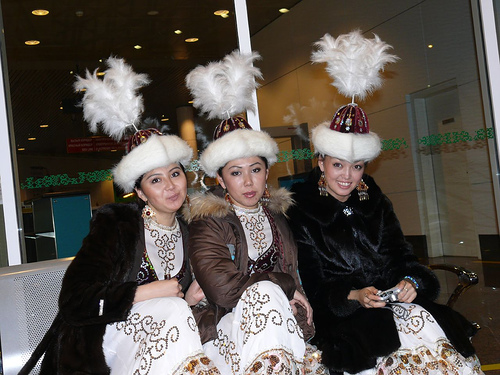
Казахский народный ансамбль
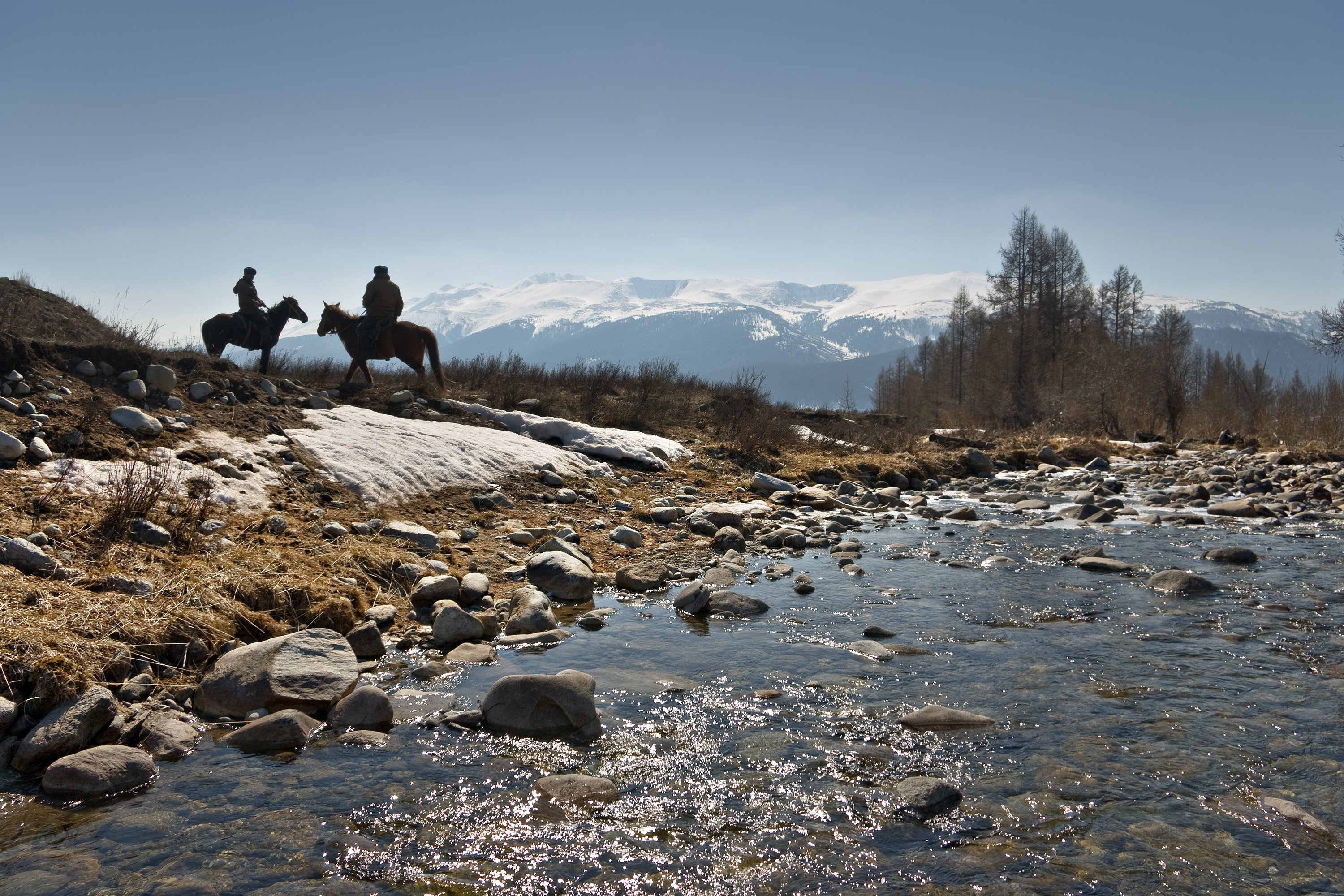
Казахи-егеря. Маркакольский заповедник, Алтай

## Армия и полиция

### Армия и органы национальной безопасности

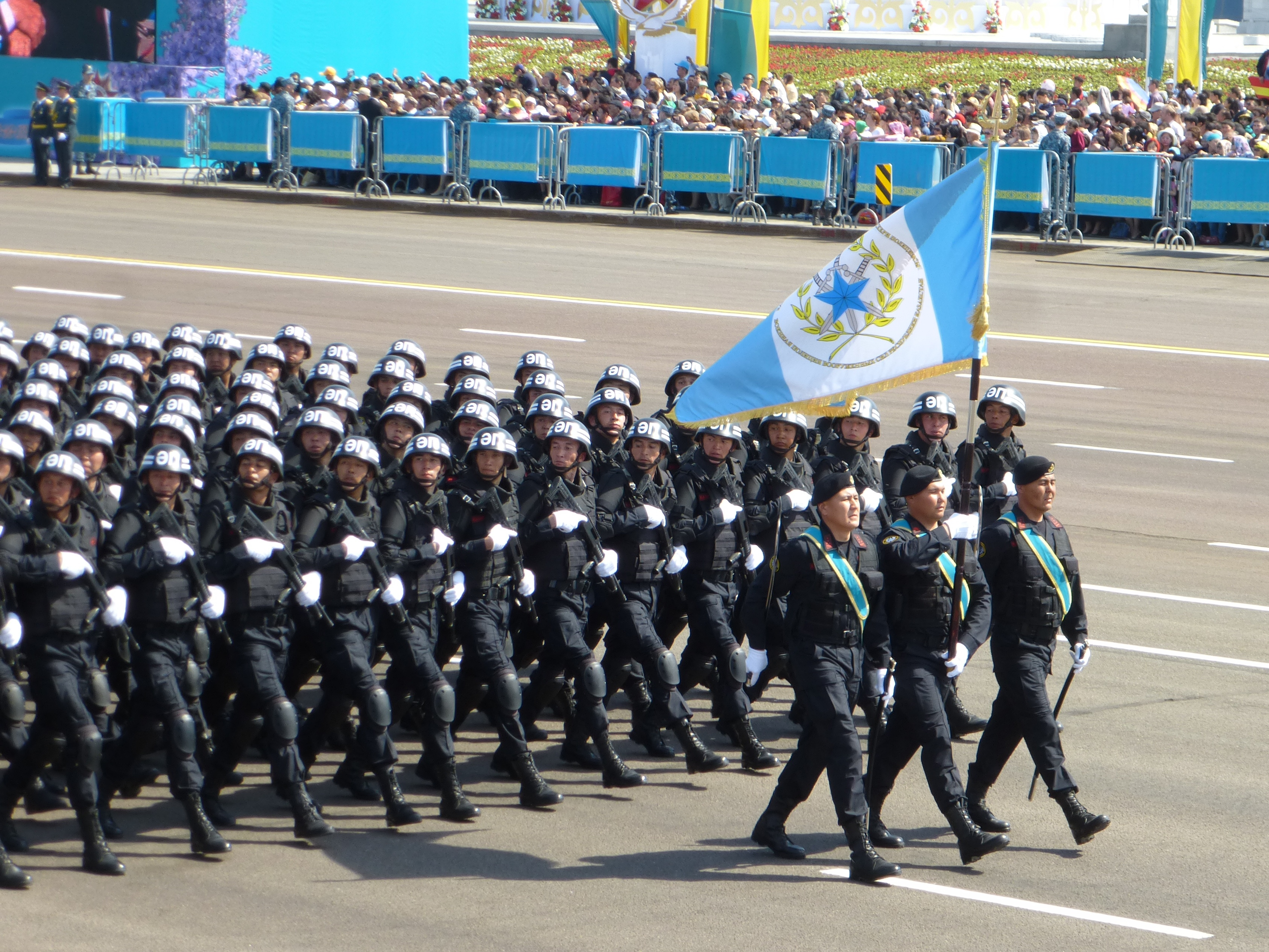
Военная полиция Вооружённых сил Республики Казахстан

Бо́льшая часть Вооружённых сил Казахстана была унаследована от советских вооружённых сил Туркестанского военного округа. Эти подразделения стали ядром новой армии Казахстана. Казахстан приобрёл все части 40-й армии (бывшая 32-я армия) и часть 17-го армейского корпуса, включая шесть сухопутных дивизий, базы хранения, 14-ю и 35-ю воздушно-десантные бригады, две ракетные бригады, два артиллерийских полка, и большое количество оборудования, которое было вывезено с территории Урала после подписания Договора об обычных вооружённых силах в Европе. С конца XX века казахстанская армия сосредоточилась на расширении количества своих бронетанковых частей. С 1990 года количество бронетанковых подразделений увеличилось с 500 до 1613 в 2005 году.
Военно-воздушные силы Казахстана состоят в основном из самолётов советских времён, в том числе 41 МиГ-29, 44 МиГ-31, 37 Су-24 и 60 Су-27. На Каспии сохраняются небольшие военно-морские силы. Военные расходы за 2019 год составили 1,6 % от ВВП.
Большинство мужчин призывается в армию в возрасте 18—27 лет и служит двенадцать месяцев. Призыв проходит два раза в год, в периоды с апреля по июнь и с октября по декабрь. Ежегодно призывного возраста достигают свыше 120 тысяч юношей.
Казахстан направил 49 военных инженеров в Ирак для оказания помощи миссии США в Ираке после вторжения. Во время второй войны в Ираке казахстанские войска обезвредили 4 млн мин и других взрывчатых веществ, помогли обеспечить медицинскую помощь более чем 5000 членам коалиции и гражданским лицам, очистили 6718 м³ воды.

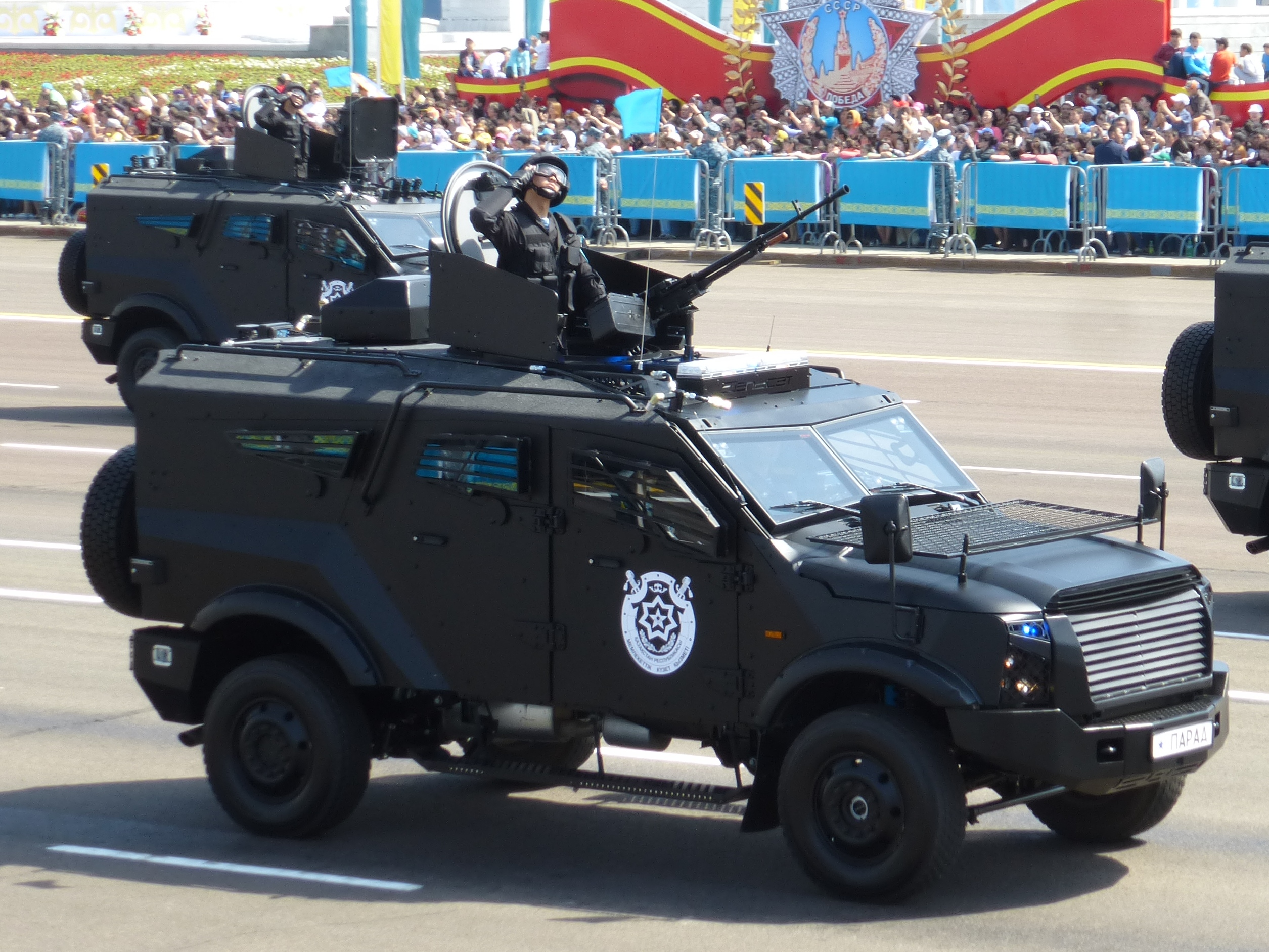
Бронеразведывательная машина SandCat на параде в Астане

Казахстанский Комитет национальной безопасности (КНБ) был создан 13 июля 1992 года. В него входят Служба специального назначения «А», Служба правительственной связи,
Пограничная служба, несколько командных подразделений и Служба внешней разведки («СВР КНБ РК»), последняя считается самой важной частью КНБ. Его председатель — генерал-лейтенант национальной безопасности Ермек Сагимбаев.
С 2002 года правительство Казахстана проводит совместные тактические миротворческие учения «Степной орёл». «Степной орёл» фокусируется на создании коалиций и предоставляет странам-участницам возможность работать вместе. Во время учений «Степной орёл» миротворческий батальон «КАЗБАТ» действует в составе многонациональных сил под единым командованием в рамках многопрофильных миротворческих операций с участием НАТО и Вооружённых сил США.
В декабре 2013 года Казахстан объявил, что направит офицеров для поддержки миротворческих сил Организации Объединённых Наций в Гаити, Западной Сахаре, Кот-д’Ивуаре и Либерии.
Также в 2024 году казахстанские миротворцы были направлены с миротворческой миссией в составе Сил ООН по наблюдению за разъединением на Голанских высотах", «Органа ООН по наблюдению за выполнением условий перемирия» (UNTSO, Палестина-Израиль), «Миссии ООН в Республике Южный Судан» (UNMISS, Южный Судан) и «Временных сил ООН по обеспечению безопасности и Абьее» (UNISFA, Судан).

### Полиция

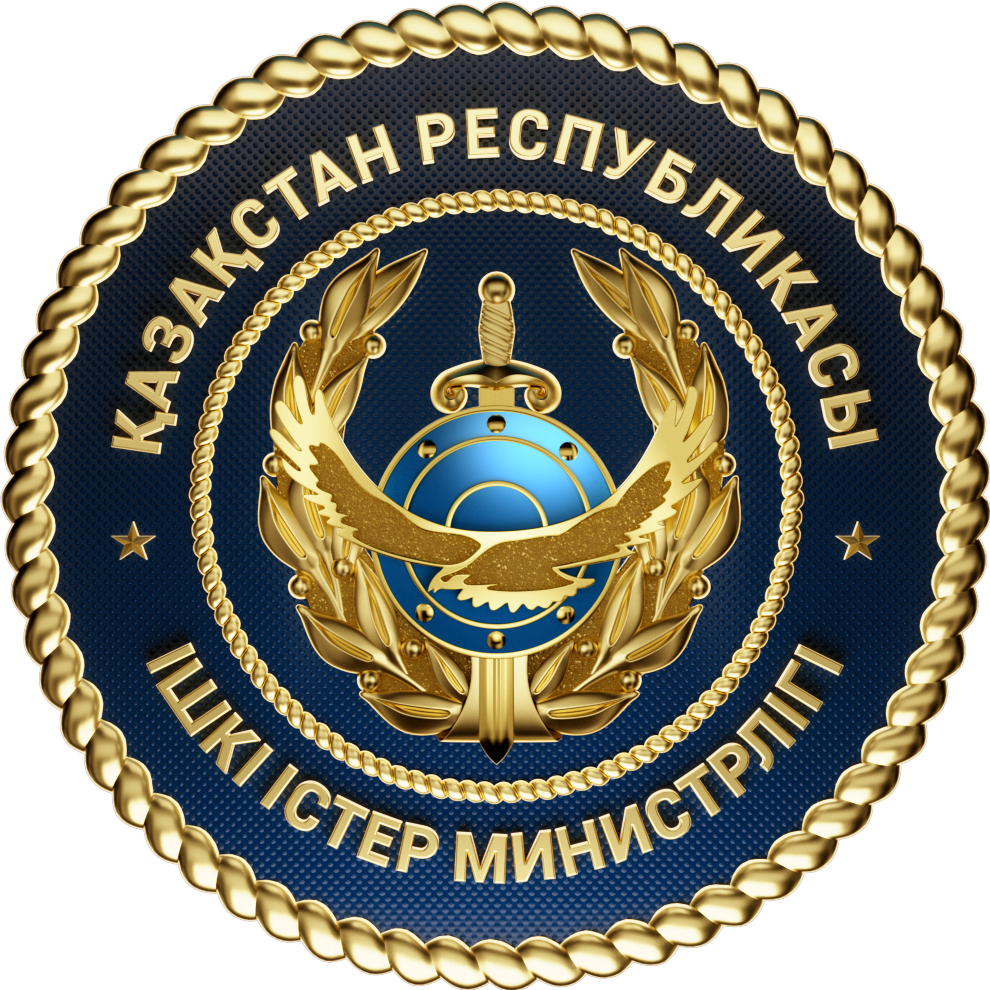
Эмблема Министерства внутренних дел Казахстана

Казахстанская полиция находится под юрисдикцией Министерства внутренних дел (МВД). Для связи с полицией в Казахстане нужно набрать 102 с любого телефона.
Штатная численность органов внутренних дел, составляет порядка 76 тысяч человек в 2023 году. Согласно официальным данным за тот же год, на 100 000 населения приходится 383 полицейских, что является среднеевропейским показателем.
Министерство внутренних дел является реформированным ведомством в системе правоохранительных органов, существующих с советского периода. По мнению независимых источников, в стране не было серьёзных стимулов для демократии, поэтому была сохранена модель контроля над обществом через милитаризированное ведомство. «Все вышеперечисленные „реформы“ МВД были направлены на то, чтобы обеспечить соблюдение властных возможностей». В последние годы государство акцентировало внимание на техническое оснащение полиции, поддерживало сотрудников полиции и их семьи через предоставление льготного жилья и социального пакета. В этом смысле Казахстан является «полицейским государством».